# Новосибирск
Новосиби́рск (произношениео файле; до 1926 года — Но́во-Никола́евск) — третий по численности населения город России, крупнейший город её азиатской части, административный центр Новосибирской области и Новосибирского района (в состав последнего не входит), центр Западно-Сибирского экономического района. Город областного значения, образует муниципальное образование город Новосибирск со статусом городского округа. Место нахождения Полномочного представительства Президента РФ в Сибирском федеральном округе, президиума Сибирского отделения Российской академии наук, Пятого апелляционного суда общей юрисдикции и Кассационного военного суда Российской Федерации. Центр Новосибирской агломерации. Крупнейший торговый, деловой, культурный, транспортный, образовательный и научный центр Сибири.
Основан в 1893 году, статус города получил 28 декабря 1903 (10 января 1904) года. Численность населения по данным на 1 января 2025 года — ↗1 637 266 чел., благодаря чему он является самым многонаселённым городом азиатской части России и самым большим в России муниципальным образованием — городом без статуса субъекта Российской Федерации.
Расположен на обоих берегах Оби рядом с Новосибирским водохранилищем, образованным на Оби, перегороженной плотиной Новосибирской ГЭС. Территория города составляет 502,7 км².
Указом президента России в 2020 году Новосибирску присвоено звание «Город трудовой доблести».

## Этимология
Возник 30 апреля 1893 года как селение Новая Деревня (неофициальное название — Гусевка) в связи с постройкой железнодорожного моста через реку Обь при проведении Транссибирской магистрали. В 1894 году Новая Деревня переименована в посёлок Александровский в честь императора Александра III, инициатора строительства Транссиба, а уже в 1895 году посёлок переименован в Новониколаевский в честь императора Николая II. В 1903 году преобразован в безуездный город Новониколаевск. Компонента ново- включена в название для отличия от названий двух других существовавших тогда городов с названием «Николаевск»: в устье Амура (с 1926 года — Николаевск-на-Амуре) и в Заволжье (с 1918 года — Пугачёв). В 1926 году Новониколаевск переименован в Новосибирск.

Следует учесть, что в БСЭ 1-го, 2-го, 3-го изданий и в БРЭ употребляются названия Новониколаевский и Новониколаевск, в то время как в источниках начала XX века — через дефис — Ново-Николаевскiй и Ново-Николаевскъ, в НЭС одновременно в другой статье также встречается и Новониколаевскъ. Также, в БСЭ указывается переименование в Новосибирск в 1925 году, в БРЭ — в 1926 году. В ЭСБЕ и НЭС название «Новосибирск» встречается только применительно к Новосибирским островам.
В просторечии город часто сокращённо называют Новосиб или НСК.

## История

### Российская Империя

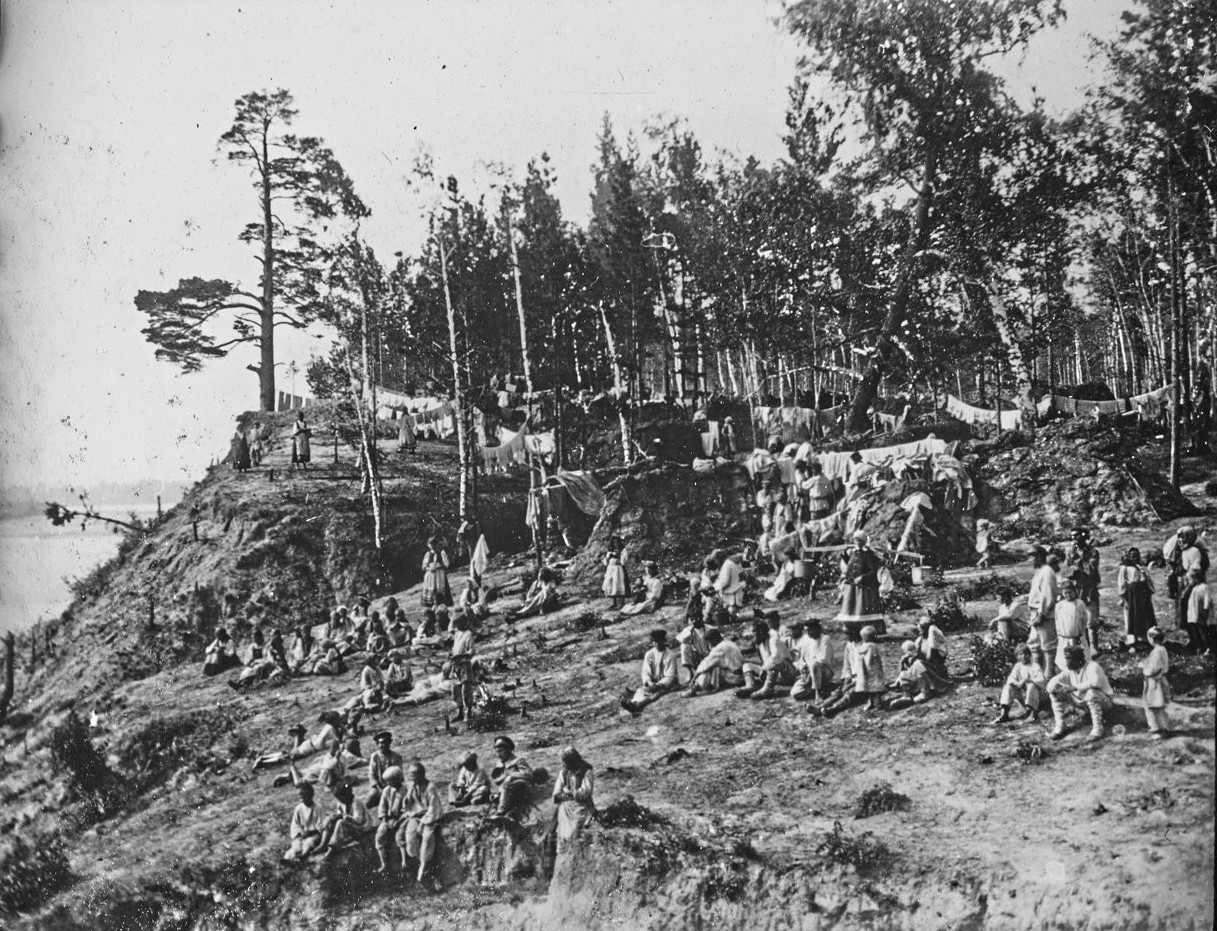
Поселенцы в Кривощёкове, 1897 год

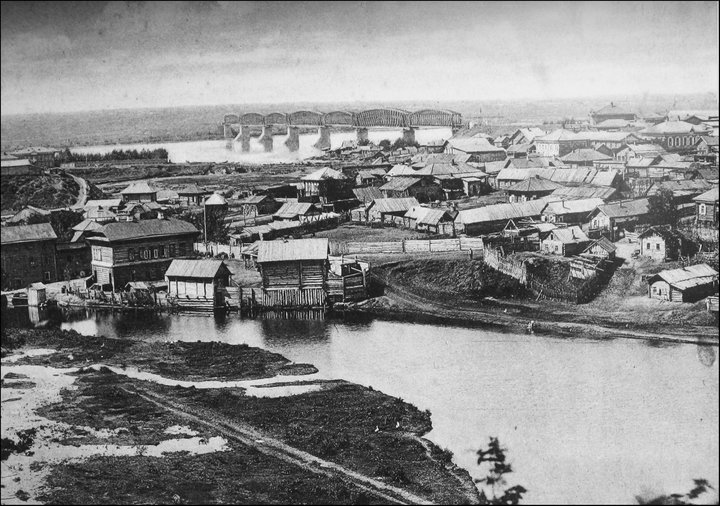
Hово-Николаевск на рубеже XIX и XX веков. Первый железнодорожный мост через Обь, на переднем плане река Каменка

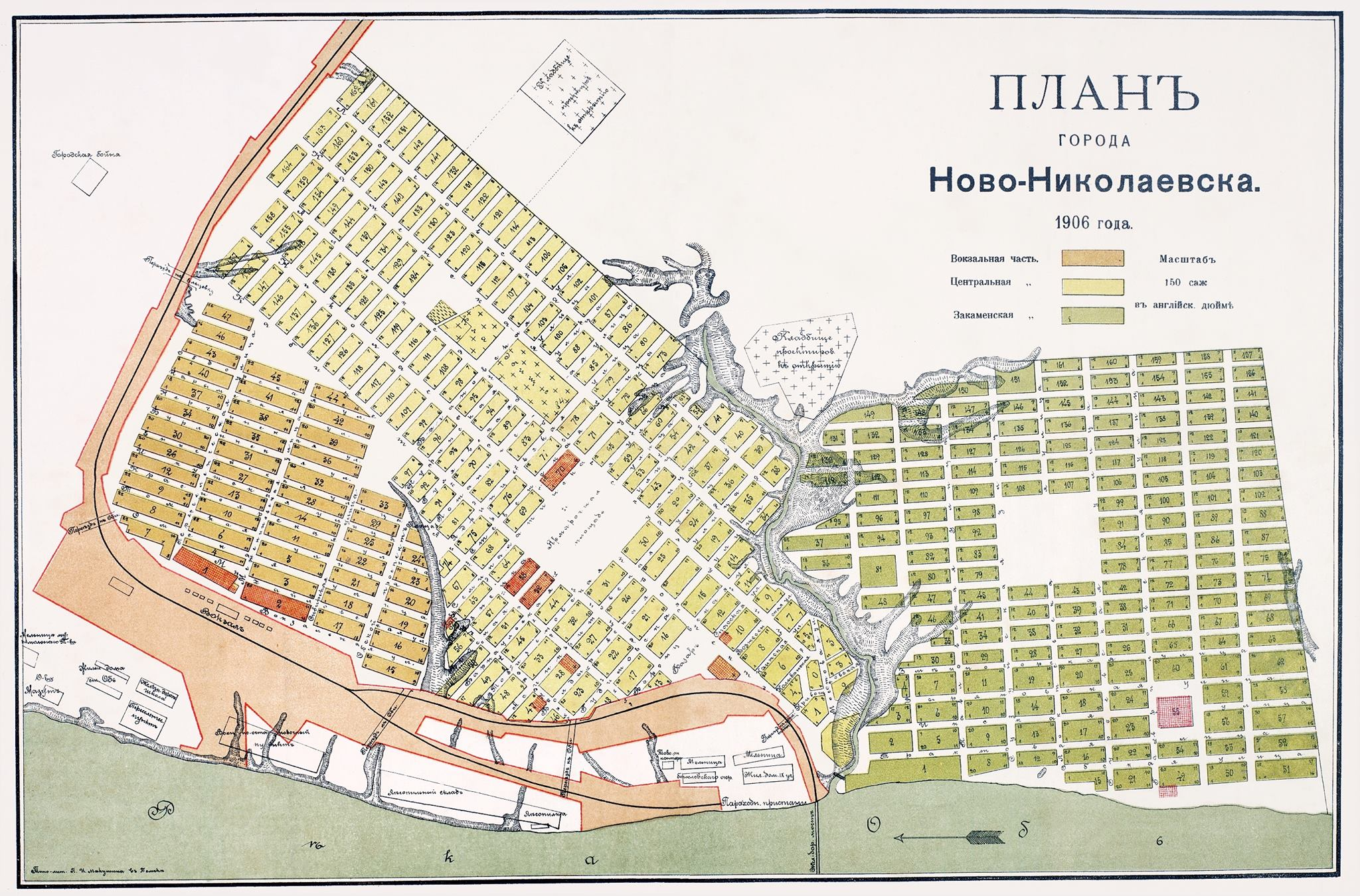
План Ново-Николаевска 1906 года

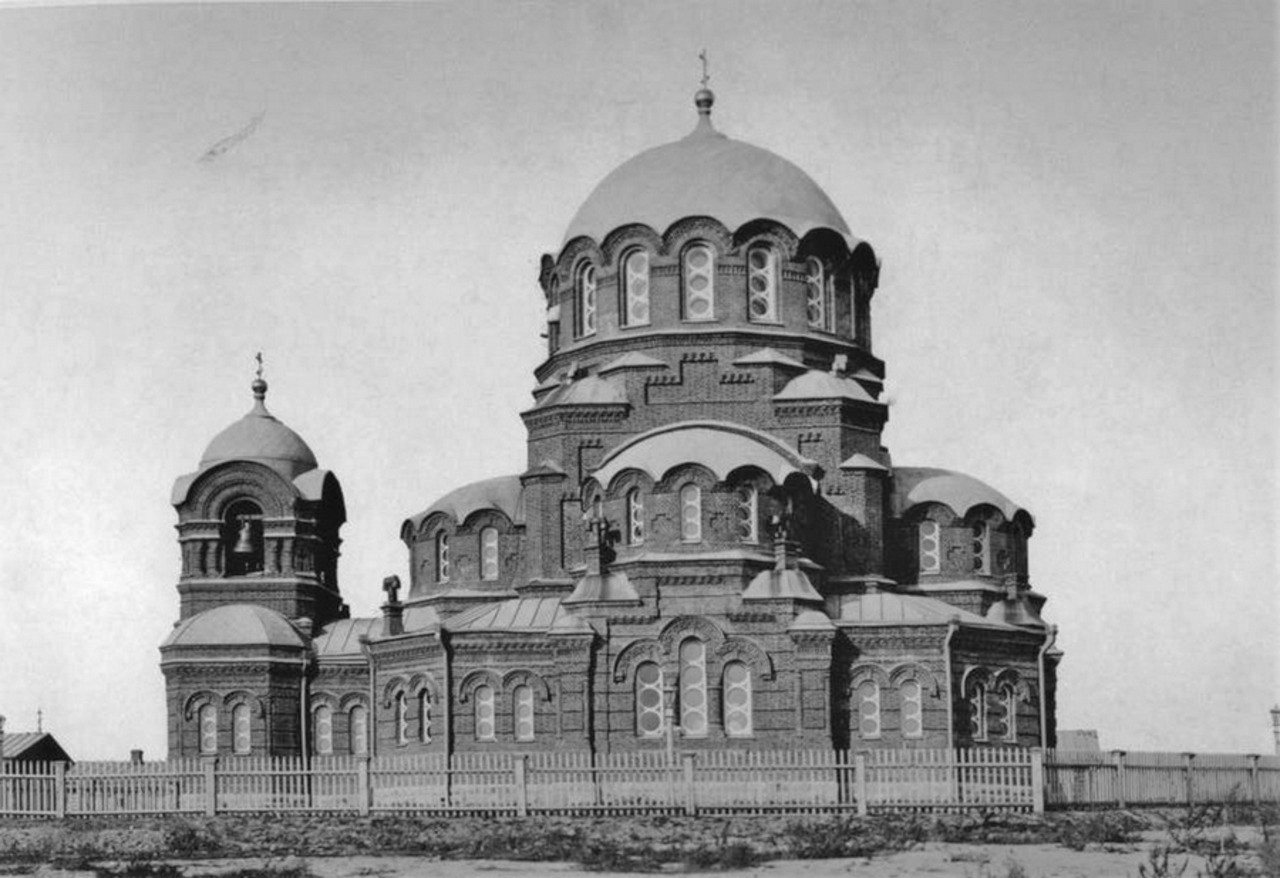
Собор Александра Невского — одно из первых каменных строений в городе. 1899 год

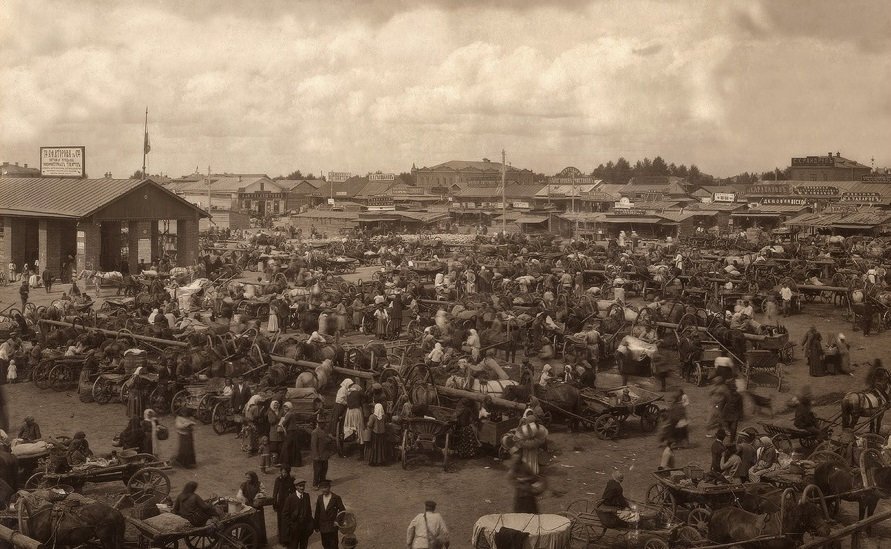
Базарная площадь (совр. площадь Ленина) в 1913 году

История города берёт начало со строительства первого железнодорожного моста через Обь.
По мере своего роста город включал территории, на которых ранее располагались иные населённые пункты, в том числе более древние. Так, например, современные границы города включают бывшее поселение чатских татар, существовавшее в XVI—XVIII веках. Первым русским поселением на территории современного Новосибирска был Никольский погост или село Большое Кривощёково, основанное в конце XVII века. Большое Кривощёково вместе с Кривощёковским выселком были расселены при строительстве железной дороги и железнодорожного моста.
30 апреля (12 мая) 1893 на место основания будущего города прибыла первая партия рабочих для возведения жилья для строителей железнодорожного моста, этот момент принято считать официальной датой рождения Новосибирска.
К 1896 году Западно-Сибирская железная дорога была достроена до Оби, в связи с чем Большое Кривощёково было частично уничтожено. Более сотни семей с домами были переселены на противоположный берег, основав в 1891 году посёлок Кривощёковский (Атлас Азиатской России, Петербург 1916 г.), а на месте снесённой части села были построены подъездные пути и в одной версте от них — станция Кривощёково (с 1960 года — Новосибирск-Западный). В 1897 году был открыт для движения построенный железнодорожный мост через реку Обь. Наличие железной дороги, инфраструктуры станции способствовало притоку населения в переселенческий посёлок. Так, за несколько лет число его жителей увеличилось с 685 до 2000. Кривощёковская слобода включена в состав города Новосибирска только 20 октября 1930 года, получив название Заобский район (с 1934 года — Кировский).
11 (24) мая 1909 года в Ново-Николаевске произошёл страшный пожар. Он продолжался несколько дней. Огнём было уничтожено 794 дома со всеми приусадебными постройками, сгорело 22 квартала города, более 6 тысяч человек остались без крова (большинство их расположилось лагерем под открытым небом вдоль р. Каменки). Общий ущерб, нанесённый пожаром, составил свыше 5 млн рублей золотом. Вслед за пожаром через несколько дней началась эпидемия брюшного тифа и холеры. Также в 1909 году железнодорожная станция Обь переименовывается в Новониколаевск.
В 1912 году власти Ново-Николаевска официально вводят всеобщее начальное образование.
В 1912 году принято решение связать железной дорогой Сибирь с Алтаем. Владимир Жернаков, городской голова Ново-Николаевска, в течение трёх лет всеми средствами пытался убедить имперскую Комиссию по железным дорогам в том, что прокладывать дорогу на Семипалатинск (конечный пункт алтайской ветки) нужно именно от станционного городка Ново-Николаевска. В итоге 3 (16) июня 1912 года состоялось главное для будущего Новосибирска событие: жернаковский вариант прошёл высочайшее утверждение, и Ново-Николаевск в одночасье стал крупнейшим в России мультимодальным узлом — южный транспортный луч автоматически изменил статус всех остальных, они превратились в транснациональные.
К 1914 году население города Ново-Николаевска насчитывает 60 000 человек, в 1915 году — 75 000 человек (без учёта переменного состава расквартированных войск). В городе имеются: частная и железнодорожная пристани с ледником для масла на 820 тонн, 8 религиозных учреждений (5 православных, 1 католическая, 1 старообрядческая церкви, 1 еврейская молельня), более 40 учебных заведений (в том числе реальное училище, женская гимназия, четырёхклассное городское, двуклассное железнодорожное и начальные училища), типография, 4 библиотеки, 4 больницы, амбулатории, казначейство, отделения 6 банков и 2 агентства земельных банков (обороты банков около 250 млн рублей), биржа, заводы (Военно-сухарный, чугунолитейные «Т-ва Труд» и «Верман и Петерс», кожевенные, мыловаренные, лесопильные и др.).

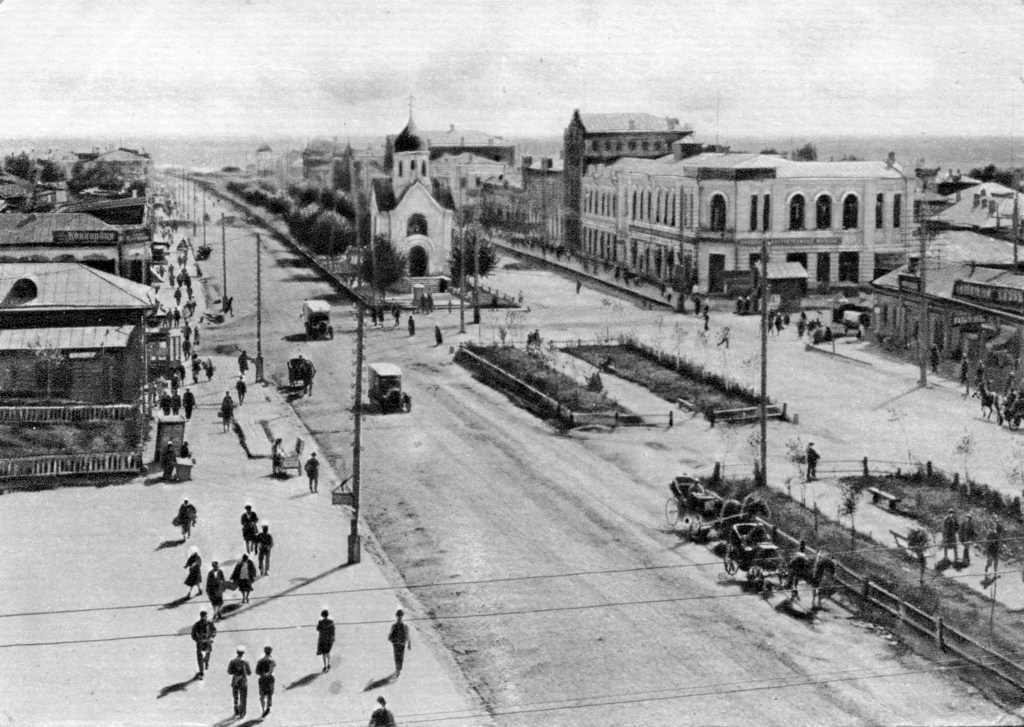
Часовня св. Николая, конец 1920-х гг.

С этого времени в Ново-Николаевске начался невиданный по темпам экономический бум: в 1915 году, когда строительство железной дороги Ново-Николаевск — Семипалатинск ещё только подходило к концу, в городе при 70 тысячах населения уже работало 7 банков. Символом того времени стала часовня Святого Николая, которая в этом же году была торжественно открыта на Николаевском проспекте (ныне Красный проспект).
В 1915 году строится железнодорожная станция Новониколаевск II (с 1960 года — Новосибирск-Южный), станция Новониколаевск разделяется на станции Новониколаевск I-Пассажирский и Новониколаевск III-Товарный.
В 1916 году Ново-Николаевск был выбран в качестве губернского города для вновь образуемой Алтайской губернии, которую предполагалось образовать в 1917 году. Временное правительство, однако, затем решило сделать губернским городом Барнаул.
С началом первой мировой войны город стал превращаться в огромный тыловой гарнизон. На 1 января 1915 года в нём дислоцировались: 4-я Сибирская стрелковая запасная бригада, 52-я бригада государственного ополчения, команда уездного воинского начальника, четыре Сибирских стрелковых запасных батальона, 707-я пешая Томская дружина государственного ополчения, отделение конского запаса, 146-й и 148-й сводные эвакуационные госпитали, пункт ремонта артиллерийских лошадей. В последующие годы число воинских частей в городе ещё выросло, в 1916 году эти части отправляли на фронт в среднем по 25 000 человек обученного пополнения в месяц. Кроме того, в городе имелся лагерь австро-германских военнопленных на 10 000 человек, в котором на январь 1917 года по факту содержалось около 12 тысяч человек.

### После 1917 года
После Февральской революции состоялись выборы в городское Народное собрание. Параллельно был образован Совет рабочих, солдатских и крестьянских депутатов. 14 (27) декабря 1917 года в помещение городской управы прибыл вооружённый отряд, который возглавлял один из лидеров большевиков А. Петухов — так власть в городе перешла к Советам.
26 мая 1918 года одно из подразделений чехословацкого легиона, поднявшего вооружённый мятеж на всём пути своего следования после событий 14-25 мая, во главе с капитаном Гайдой свергло советскую власть в Ново-Николаевске, захватив город в результате неожиданной военной операции с участием офицеров местного антибольшевистского подполья. Власть перешла к Западно-Сибирскому комиссариату, который формально подчинялся Временному Сибирскому правительству П. Я. Дербера, но де-факто действовал автономно. Военной администрацией Ново-Николаевска лидеры большевистского городского Совета (Фёдор Горбань, Фёдор Серебренников, Дмитрий Полковников, Александр Петухов и др.) 4 июня 1918 года были расстреляны. Сопротивление былo направленo против советской власти и вооружённых отрядов большевиков. 30 июня 1918 года Западно-Сибирский комиссариат, перебравшийся к тому моменту в Омск, передал свои властные полномочия сформированному коалиционному Временному сибирскому правительству во главе с П. В. Вологодским. В ноябре 1918 года Автономная Сибирь пала в силу тенденции белых сил к дрейфу вправо, централизации и военной диктатуре. Поздней осенью 1919 года войсками 5-й армии Красной Армии был взят Омск, а через месяц колчаковский фронт от Барнаула до Томска фактически распался: оборона Томска и Ново-Николаевска пала в 20-х числах декабря 1919 года. Начался период Красного террора.
После окончания военных действий Гражданской войны в Ново-Николаевске весной 1920 года вспыхнула эпидемия тифа и холеры. Население города в августе 1919 года составляло почти 130 тысяч человек, а в 1920 году уже 67 тысяч. Советское правительство создало Чрезвычайную комиссию по борьбе с тифом «Чека-Тиф». Из Новониколаевска болезни расползались по губернии. Плохо работали государственные учреждения, включая железную дорогу, население испытывало голод. По городу бродили приезжие, которые оставались тут из-за простоя поездов и просили еды и ночлега.
В 1920 году продразвёрстка, идущая в жёстких условиях Красного террора в сёлах хлеборобной части юго-запада Томской губернии, вызывает антибольшевистское восстание крестьян «Сибирская Вандея», которое идёт под лозунгом «За советы без коммунистов». В восставших местностях коммунистические ячейки были полностью уничтожены. Погибло около 150 человек — членов РКП(б) — и члены народной милиции Колывани (центр восстания). Восставшие формируют собственные вооружённые силы и партизанские отряды. На тот момент в Новониколаевске отсутствует постоянный гарнизон Красной армии и защита города организована силами сотрудников ВЧК и народной милиции. Части мятежников захватили близлежащую к городу станцию Чик. Сибревком срочно эвакуирует в Томск все государственные и партийные учреждения. Томску возвращён статус столицы губернии. Из Новониколаевска и Томска против восставших выдвинуты части ВЧК и ЧОН (отряды вооружённых членов партии и активных комсомольцев). Восстание было жестоко подавлено. Было арестовано около 600 человек, к расстрелу были приговорены 250 активных участников.

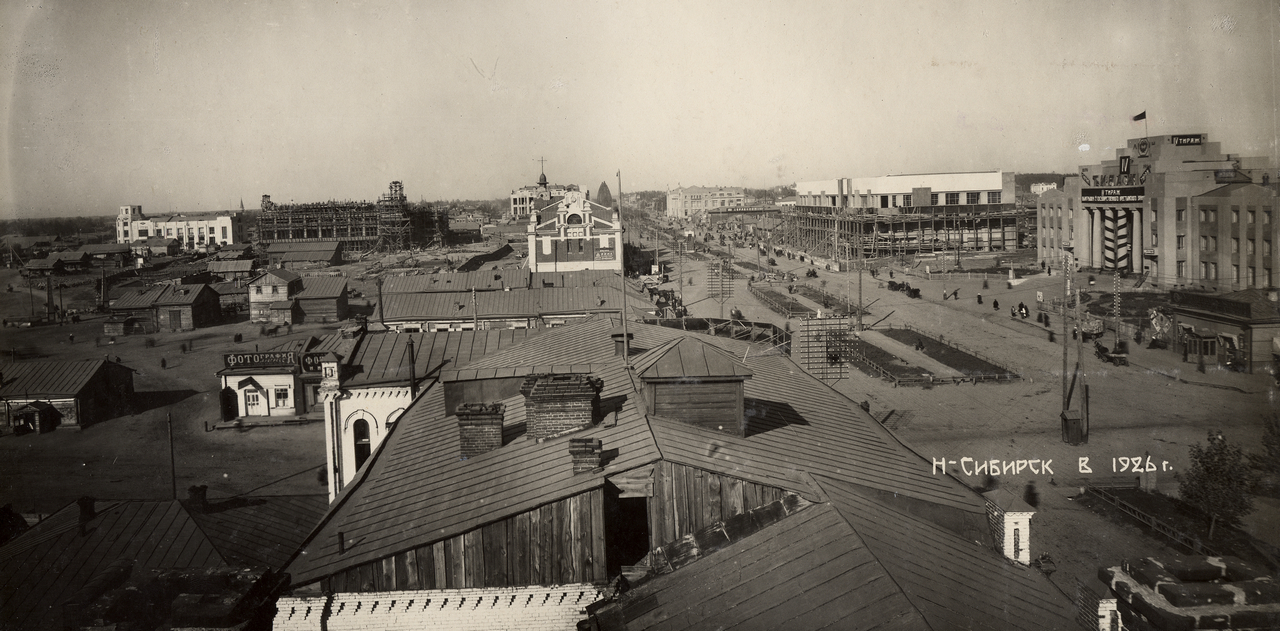
Красный проспект, 1926 год

Чтобы восстановить важнейший транспортный узел, руководство ВЦИК 13 июня 1921 года, посредством Сибревкома решает всё-таки превратить Ново-Николаевск в «новый пролетарский административно-политический центр», на части территорий Томской и Омской губерний формируется Новониколаевская губерния. Здесь вновь располагается Сибревком, сюда из Омска переводятся все сибирские управленческие структуры РКП(б), включая редакцию газеты «Советская Сибирь». а затем, 25 мая 1925 года, Сибревком проводит административную реформу на территории Сибири, создаётся новая административная структура — Сибирский край (с центром в Ново-Николаевске/Новосибирске). В состав были включены бывшие Томская, Омская, Новониколаевская, Алтайская и Енисейская губернии, а также Ойротская автономная область.
С 21 апреля по 16 мая 1923 года проходил крупный показательно-политический судебный Базаровско-Незнамовский процесс, один из первых масштабных на территории Сибири. Подсудимые обвинялись в антибольшевистском заговоре.

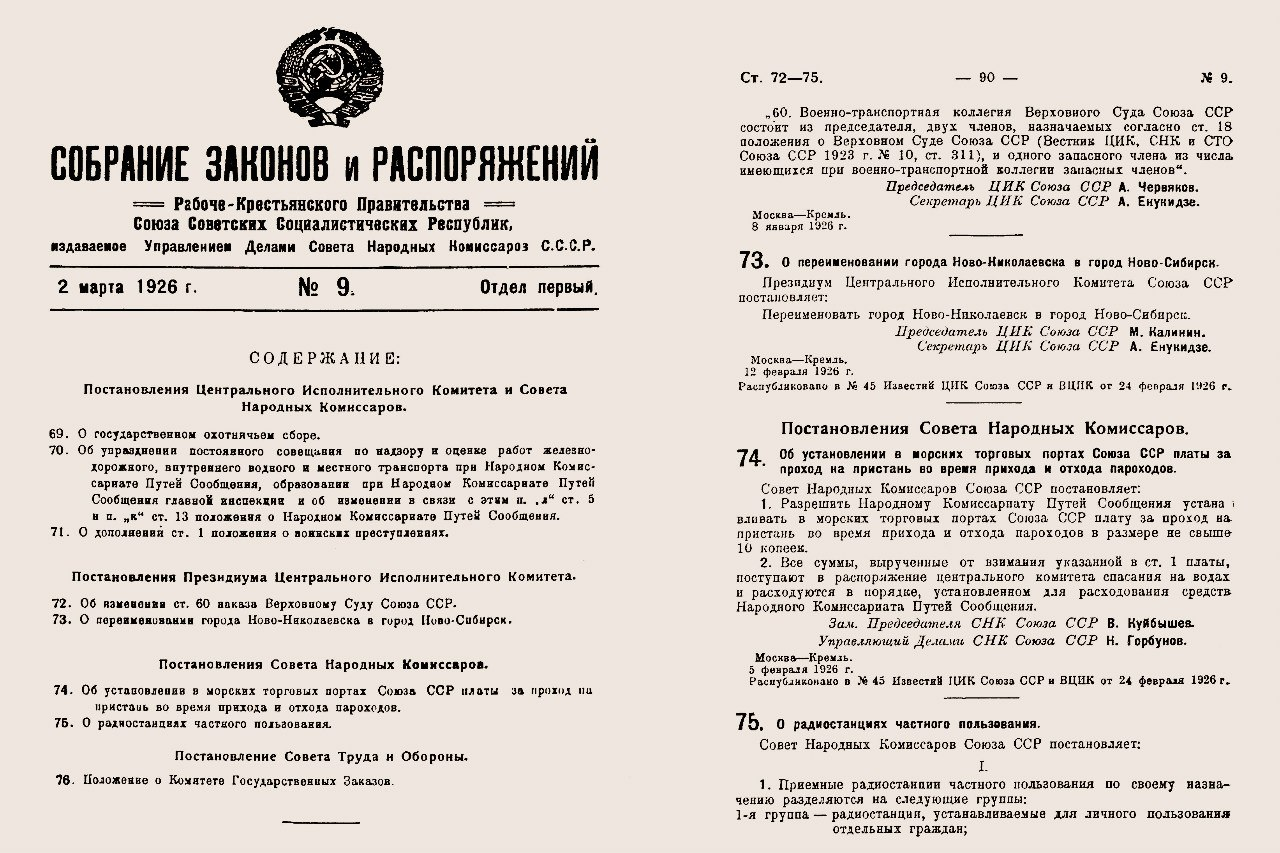
Постановление ВЦИК о переименовании Ново-Николаевска в Ново-Сибирск

Впервые заговорили о переименовании Ново-Николаевска в конце января 1918 года, когда впервые была установлена советская власть. После восстановления советской власти в декабре 1919 года этот вопрос снова начал обсуждаться, предлагалось много вариантов. В декабре 1925 года первый краевой съезд Советов Сибири решил вопрос о новом названии города, и газета «Советская Сибирь» от 10 декабря 1925 года поспешно пишет о переименовании Новониколаевска в Новосибирск. Так как официально город назывался Ново-Николаевск, то в постановлении ВЦИК о переименовании от 12 февраля 1926 года ошибка была исправлена — Ново-Николаевск был переименован в Ново-Сибирск. Однако, как и в прежнем названии города, дефис в названии Ново-Сибирск не прижился в обществе и не использовался.
В ранге административного центра крупнейшей в мире административно-территориальной единицы Новосибирск снова начинает развиваться. Город получает прозвище «Сибирский Чикаго» — с лёгкой руки народного комиссара просвещения РСФСР, академика Анатолия Луначарского, который в конце 1920-х побывал в Новосибирске и так записал свои впечатления от посещения города:

«Если пять лет тому назад Новосибирск представлял собой ещё полудеревню, то сегодня это оригинальный город, выросший в двухсоттысячную столицу и неудержимо мчащийся вперёд, как настоящий сибирский Чикаго».

В 1930 году Кривощёковская слобода была включена в состав территории города, который до этого времени располагался исключительно на правой стороне Оби и переименована в Заобский район. 30 июля этого же года постановлением ВЦИК из 14 округов Сибирского края и Ойротской автономной области был образован Западно-Сибирский край с центром в Новосибирске.
В 1931—1932 годах начали строить соцгородок в районе станции Эйхе, где дома для железнодорожников проектировал известный немецкий архитектор Рудольф Волтерс. Небольшой посёлок, построенный в лесочке, оставшемся от строительства Транссиба, так и не вырос в полноценный городок. «Первомайский район развился уже в связи с войной и послевоенными делами, и этот соцгород потонул в общей застройке; его нельзя выделить как самостоятельный объект», — говорит хранитель музея истории архитектуры.
Ещё один город-сад — ровесник первым двум — был запроектирован вокруг будущего завода им. Чкалова — он был заложен в 6 км от Новосибирска, что вполне соответствовало концепции, и построен фактически на болотах в районе станции Ельцовка. Проект этого соцгородка, разработанный на основе немецких проектов для Новокузнецка, не сохранился, но сотрудникам музея известно, что по нему было построено только четыре здания: два дома в начале улицы Республиканской и два — на Трикотажной, 49 и 49"а".

Строительство Дома науки и культуры, будущего Оперного театра, на площади Ленина

Трамвай на площади Ленина, 1935—1937 годы

В 1934 году на строительстве Дворца науки и культуры (ныне театр оперы и балета) завершилось сооружение купола, разработанного московским инженером Б. Ф. Матэри. Лежащий на опорном железобетонном кольце, которое, в свою очередь, опирается на стоящие по кругу колонны, этот купол был создан как уникальная монолитная железобетонная конструкция диаметром 55,5 м, с толщиной стенок 8 см. Отношение толщины скорлупы куриного яйца к его диаметру составляет 1/250, а у детища Матэри этот показатель составил 1/750. Здание Оперного театра становится символом современного Новосибирска.

Вид на Красный проспект и недавно созданный Первомайский сквер, 1937—1938 годы

В 1936 году самое крупное тогда предприятие Новосибирска завод «Сибмашстрой», где выпускались льнотрепалки и насосы типа «Комсомолец», сменило профиль, директора и название. Оно было преобразовано в «предприятие авиационной промышленности № 153», став таким образом заводом по выпуску истребительной авиации. Дело в том, что завод создавался для массового производства только одной модели конструктора Николая Поликарпова — И-16, который сегодня считается первым в мире серийным высокоскоростным низкопланом с убирающимся в полёте шасси.
Завод, получивший в 1939 году право называться именем Валерия Чкалова (И-16 называли «самолётом Чкалова» за то, что Чкалов его сам испытывал и сам отстаивал перед Сталиным как родоначальника нового вида боевой авиации), в годы Великой Отечественной войны стал одним из основных поставщиков истребительной авиации. В 1944 году из Новосибирска на фронт уходило по 17 истребителей в сутки, хотя более половины работавших на Чкаловском заводе составляли 12—14-летние подростки из пригородных деревень. Они трудились в условиях жесточайшей дисциплины за 700 граммов хлеба в день — такова цена девиза «Полк в сутки», с которым Новосибирск вошёл в историю Второй мировой войны.
28 сентября 1937 года ЦИК СССР утвердил Постановление ВЦИК о разделении Западно-Сибирского края на Новосибирскую область с центром в Новосибирске и Алтайский край с центром в Барнауле. Впоследствии из Новосибирской области были выделены Кемеровская (26 января 1943 года) и Томская области (13 августа 1944 года).

### После 1940 года

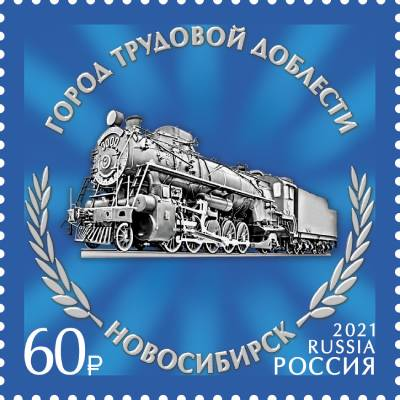
Почтовая марка. Серия «Города трудовой доблести». Новосибирск. Мемориал Славы труженикам тыла 1941—1945 гг.

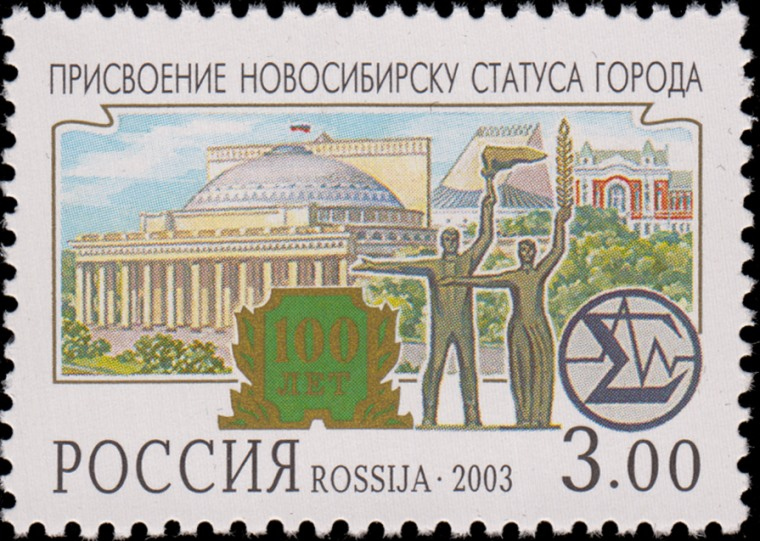
Почтовая марка. 100-летие присвоения Новосибирску статуса города

С 21 августа 1943 года по 3 июня 1958 года Новосибирск являлся самостоятельным административно-хозяйственным центром со своим особым бюджетом и относился к категории городов республиканского подчинения РСФСР.
25 сентября 1948 года на северной окраине Новосибирска основан секретный завод по выпуску урановой продукции, который назывался предприятие № 80 или завод химконцентратов. Примыкавший к нему район называли по тогдашней терминологии Соцгородком за особый режим снабжения и особое отношение к нему со стороны властей (курировал проект Л. Берия). В 1951 году на 80-м «ящике» начался выпуск урана, который на первых порах выплавлялся открытым способом.

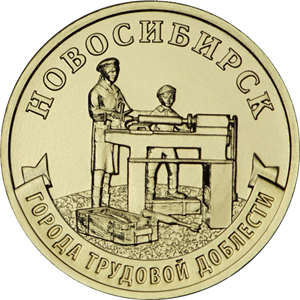
Монета 10 рублей 2023 года из серии «Города трудовой доблести»

Идея создания в Новосибирске Сибирского отделения АН СССР была воплощена в жизнь в 1957 году, после того как руководитель страны Никита Хрущёв одобрил план трёх крупнейших советских учёных: «отца» противотанковых кумулятивных снарядов Михаила Лаврентьева, математика Сергея Соболева и физика-механика Сергея Христиановича. На окраине Новосибирска, по мысли этих научных деятелей, был возведён Академгородок.
Эвакуированное население повлияло не только на развитие науки и искусства, но и на общую демографическую ситуацию — 2 сентября 1962 года в Новосибирске был официально зарегистрирован миллионный житель.
В 1960-е годы Западно-Сибирская железная дорога под руководством её первого начальника Н. П. Никольского пережила технологическое обновление, многие элементы которого носили революционный характер. На смену паровозам стали приходить тепловозы и электровозы, родилась современная система пассажирского железнодорожного сообщения.
В 1969 году местный зоопарк, организованный в 1947 году, возглавил ветеринарный фельдшер Ростислав Шило.
В августе 1972 года в Новосибирске побывал с визитом Генеральный секретарь ЦК КПСС Леонид Брежнев. В разговоре с ним первому секретарю Новосибирского обкома партии Фёдору Горячеву удалось доказать необходимость скорейшего строительства Новосибирского метрополитена — первого в Сибири. Во время проектирования будущего сооружения главный инженер проекта С. В. Цыганков и инженер К. П. Виноградов предложили мостовой переход через Обь на 14 опорах — так состоялось рождение самого длинного метромоста в мире. 28 декабря 1985 года новосибирский метрополитен был принят в эксплуатацию Государственной комиссией, а 7 января 1986 года метрополитен официально открыл свои двери для пассажиров.
26 сентября 1976 года бывший пилот, угнавший с аэродрома Новосибирск-Северный самолёт Ан-2, протаранил на нём пятиэтажный жилой дом на улице Степной, 43/1. Погибли 11 человек.
28 апреля 1982 года опубликован указ Президиума Верховного совета РСФСР о награждении Новосибирска орденом Ленина, а в феврале 1990 года Новосибирску присвоен статус исторического города как центра науки и культуры Сибири.
6 апреля 1987 года учреждён ежегодный праздник — День города Новосибирска. Самый первый День города Новосибирск отмечал 4 октября 1987 года. Этот день оказался самым холодным за всю историю праздника — температура опустилась до нулевой отметки, выпал первый снег. На следующий год праздник был перенесён на июнь. С 1995 года День города официально празднуется в последнее воскресенье июня.
В 1993 году первым мэром, избранным жителями, стал Виктор Толоконский.
13 мая 2000 года указом Президента РФ Владимира Путина был образован Сибирский федеральный округ, центром которого был назначен Новосибирск.

### XXI век

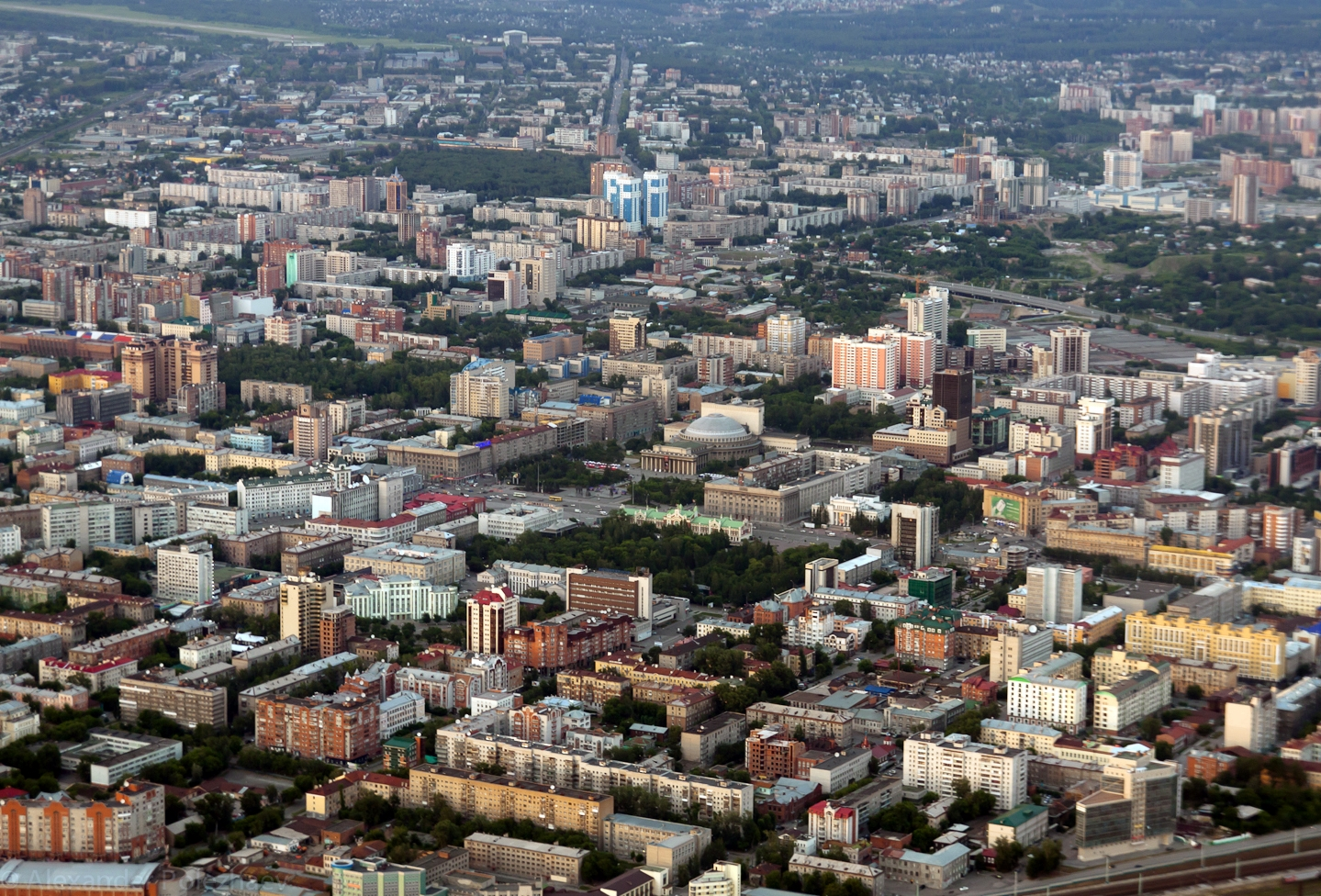
Панорама города (2011 год)

В 2015 году Новосибирску присвоено почётное звание «Город воинской и трудовой Славы».
2 июля 2020 года Новосибирску присвоено почётное звание «Город трудовой доблести».
В 2023 году в Новосибирске отменили прямые выборы мэра, это был самый крупный город России, где ещё оставалась возможность выбирать градоначальника путём прямого волеизъявления горожан.

## Физико-географическая характеристика

### Географическое положение
Новосибирск расположен на Западно-Сибирской равнине, на обоих берегах реки Обь. Географические координаты города: 55 градусов северной широты, 83 градуса восточной долготы. На данной широте расположены такие города, как Калининград, Москва, Челябинск, Омск. С севера на юг, от Заельцовского парка до Морского проспекта, город растянулся на 43 километра, с запада на восток его протяжённость равняется 25 километрам. В городе 1941 улица, при этом 493 улицы носят названия, которые встречаются только в Новосибирске, общая длина которых — 1400 километров.
Геологические особенности городского рельефа характеризуются тем, что город и окрестности расположены на мощном твердоскальном фундаменте, покрытом толщей осадочных пород: глиной, гальками, песком. Местами на поверхность выходят фрагменты фундамента тектонической структуры — Томь-Колыванской складчатой зоны, — которые и формируют современный рельеф. Во второй половине четвертичного периода на этой территории началось медленное поднятие земной коры, продолжающееся и в настоящее время. Из-за этого в городе могут происходить землетрясения малой амплитуды (сильные исключены), силой 2—3 балла по шкале Рихтера. Последнее землетрясение 19 марта 2013 года было незначительным — менее 2 баллов.
Строение земной поверхности характеризуется расположением Новосибирска на Приобском плато в районе реки Оби. Левобережная часть имеет плоский рельеф, максимальная высота находится в районе площади Карла Маркса — 151 м. Правобережная часть, в свою очередь, изрезана множеством балок и оврагов, относящихся к периферийной части Салаирского кряжа. Максимальная высота правобережья — 214 м. Крупной проблемой Новосибирска является овражная эрозия, занимающая территорию около 2 тысяч гектаров: в городской черте 150 крупных и мелких оврагов, развитию которых способствует хозяйственная деятельность.
| С-З |                                      |                                                           | Томск ~ 262 км                                          | С-В |
| З   | Омск ~ 655 км Пермь ~ 1963 км        | Роза ветров                                               | Кемерово ~ 260 км Красноярск ~ 794 км Иркутск ~ 1848 км | В   |
| Ю-З | Павлодар ~ 589 км Экибастуз ~ 730 км | Барнаул ~ 230 км Семей ~ 678 км Усть-Каменогорск ~ 732 км | Новокузнецк ~ 367 км                                    | Ю-В |

| С-З |                                                         |                                                       | Томск ~ 309 км                        | С-В |
| З   | Омск ~ 647 км                                           | Роза ветров                                           | Кемерово ~ 291 км Красноярск ~ 760 км | В   |
| Ю-З | Павлодар ~ 703 км Экибастуз ~ 812 км Кокшетау ~ 1022 км | Барнаул 229 км Семей 653 км Усть-Каменогорск ~ 725 км | Новокузнецк ~ 363 км                  | Ю-В |

### Климат
Новосибирск находится в континентальной климатической зоне. На климат города влияет его географическое положение: так как он расположен восточнее Москвы на 3000 км и северо-западнее Улан-Батора на 2000 км, в его климате в основном проявляется суровая континентальность Азиатского материка, хотя и ощущается смягчающее воздействие Атлантики. Равнинность территории позволяет свободно распространяться как волнам холода с севера, так и волнам тепла — с юго-запада. В связи с этим зимой могут отмечаться как сильные морозы, так и кратковременные оттепели.
Долгота светлого времени суток на широте Новосибирска изменяется от 7 часов 9 минут в период зимнего солнцестояния (около 21 декабря) до 17 часов 23 минут в период летнего солнцестояния (около 21 июня). Средняя продолжительность солнечного сияния за год составляет 2088 часов. Для сравнения, в Казани — 1916 часов, в Москве, расположенной на той же широте, — всего 1568 часов. Однако случаются значительные отклонения от нормы: аномально «солнечным» был 2011 год, когда общее количество часов солнечного сияния составило 2308. 1972 год оказался наиболее пасмурным — 1691 час. Минимальные значения солнечного сияния выпадают на период с ноября по январь, максимальное — на июнь и июль.
За период 1966—2013 годов средняя годовая температура воздуха в Новосибирске составила +1,3 °C. Для города характерны большие колебания среднемесячных (38 °C) и абсолютных (90 °C) температур воздуха. Средняя месячная температура воздуха января равна − −17,7 °C, средняя июльская температура — 19,3 °C. Абсолютный минимум был зафиксирован 9 января 1915 года — −51,1 °C. Абсолютный максимум 7 июня 2023 года — 37,3 °C. Для Новосибирска, как крупного города, характерно такое явление, как формирование «острова тепла», когда температура на его территории выше на 1—4 °C по сравнению с прилегающей территорией. Весной городские районы прогреваются быстрее, а летом температуры в городе выше на 0,7 °C.
Среднегодовое количество осадков составляет 460 мм. Годовые суммы формируются в основном за счёт осадков тёплого периода. Атлантический воздух достигает Новосибирска значительно иссушенным, арктический содержит мало влаги, тропический — из районов Средиземного моря и Индийского океана — проникает на территорию города редко, поэтому общее количество осадков в Новосибирске значительно ниже по сравнению с Казанью (на 30 %) и Москвой (на 60 %), расположенных на той же широте. Минимум осадков приходится на февраль — март (17 мм). Максимальное значение приходится на июль — 63 мм. Максимальная высота снежного покрова обычно не превышает 80 см.
Климатическая весна в Новосибирске обычно начинается в середине — конце марта. Примерно через 3 недели начинается разрушение устойчивого снежного покрова. Продолжительность весны составляет 70—75 дней. Она характеризуется обилием солнечного света, неустойчивостью погоды, со средней температурой 6,8 °C. Весенние осадки составляют в среднем 13,8 % от годового количества. В апреле выпадает в среднем 24 мм осадков, в мае — 35 мм. Преобладают ветры южного направления, полуясное состояние неба.
Климатическое лето начинается обычно 1 июня, а заканчивается в конце августа. Продолжительность лета — примерно 90 дней. Самым тёплым летним месяцем является июль (19,4 °C), он является единственным месяцем, во время которого ни разу не были зафиксированы отрицательные температуры воздуха. Средняя температура лета составляет 17,5 °C. В летний период увеличивается относительная влажность воздуха, достигая в августе 74 %. Очень редки периоды засушливости (в среднем не более 5 дней в июле и не более 1 дня в другие месяцы). Летние месяцы характеризуются повышенным количеством осадков (41,3 % от годового количества). Преобладают южные ветры.
Климатическая осень наступает в самом конце августа, длится 75—80 дней, заканчиваясь в середине ноября. Средняя температура равна 6,2 °C и сильно падает от месяца к месяцу: от августа к сентябрю на 6 °C, от сентября к октябрю — почти на 8 °C. За осень в среднем выпадает 80 мм осадков в виде дождей и снега. В целом на осень приходится около 28 дождливых дней, с твёрдыми осадками — 10 дней, смешанными — 7. Преобладают южные, юго-западные и западные ветра. Для конца сентября характерен так называемый период золотой осени или «бабьего лета», когда устанавливается сухая и тёплая погода. В этот период в ночные и утренние часы уже прохладно, но дневные температуры достигают 20—25 °C.
Климатическая зима в Новосибирске наступает в середине ноября, а заканчивается в середине-конце марта. Длится 120—130 дней. Середина ноября характеризуется образованием устойчивого снежного покрова, который лежит всю зиму. Три центральных зимних месяца (декабрь — февраль) имеют среднюю температуру воздуха около и ниже −15 °C, а самый холодный месяц — январь −16,5 °C. Пограничные месяцы (ноябрь и март) на 8 °C теплее. Преобладают южные и юго-западные ветры.
| Показатель | Янв.  | Фев.  | Март  | Апр. | Май  | Июнь | Июль | Авг. | Сен. | Окт.  | Нояб. | Дек.  | Год   |
| --- | ----- | ----- | ----- | ---- | ---- | ---- | ---- | ---- | ---- | ----- | ----- | ----- | ----- |
| Абсолютный максимум, °C | 4,1   | 5,3   | 14,4  | 30,7 | 36,1 | 38,9 | 36,4 | 35,7 | 33,2 | 23,8  | 11,9  | 4,8   | 38,9  |
| Средний суточный максимум, °C | −12,6 | −9,2  | −1,3  | 9,6  | 18,9 | 23,8 | 25,4 | 23,1 | 16,1 | 7,9   | −3,4  | −9,9  | 7,4   |
| Средняя температура, °C | −17   | −14,4 | −6,8  | 3,6  | 11,9 | 17,6 | 19,5 | 16,9 | 10,3 | 3,3   | −6,8  | −13,9 | 2     |
| Средний суточный минимум, °C | −21,2 | −19,1 | −11,9 | −1,4 | 5,7  | 11,7 | 13,9 | 11,5 | 5,7  | −0,2  | −10,1 | −18   | −2,8  |
| Абсолютный минимум, °C | −51,1 | −47,6 | −40   | −29  | −8,6 | −2   | 3,9  | 0,2  | −6,9 | −26,4 | −39,6 | −45,7 | −51,1 |
| Норма осадков, мм | 25    | 18    | 20    | 24   | 37   | 55   | 68   | 58   | 46   | 43    | 39    | 36    | 465   |
| Источник: Погода и Климат — Климат Новосибирска. pogodaiklimat.ru. Дата обращения: 20 июля 2017. Архивировано 9 октября 2016 года. |       |       |       |      |      |      |      |      |      |       |       |       |       |

| Солнечное сияние, часов за месяц, 1966—2013 | Солнечное сияние, часов за месяц, 1966—2013 | Солнечное сияние, часов за месяц, 1966—2013 | Солнечное сияние, часов за месяц, 1966—2013 | Солнечное сияние, часов за месяц, 1966—2013 | Солнечное сияние, часов за месяц, 1966—2013 | Солнечное сияние, часов за месяц, 1966—2013 | Солнечное сияние, часов за месяц, 1966—2013 | Солнечное сияние, часов за месяц, 1966—2013 | Солнечное сияние, часов за месяц, 1966—2013 | Солнечное сияние, часов за месяц, 1966—2013 | Солнечное сияние, часов за месяц, 1966—2013 | Солнечное сияние, часов за месяц, 1966—2013 | Солнечное сияние, часов за месяц, 1966—2013 |
| Месяц                                       | Янв                                         | Фев                                         | Мар                                         | Апр                                         | Май                                         | Июн                                         | Июл                                         | Авг                                         | Сен                                         | Окт                                         | Ноя                                         | Дек                                         | Год                                         |
| Солнечное сияние, ч                         | 72                                          | 113                                         | 172                                         | 215                                         | 269                                         | 301                                         | 304                                         | 250                                         | 172                                         | 103                                         | 62                                          | 51                                          | 2088                                        |
| ------------------------------------------- | ------------------------------------------- | ------------------------------------------- | ------------------------------------------- | ------------------------------------------- | ------------------------------------------- | ------------------------------------------- | ------------------------------------------- | ------------------------------------------- | ------------------------------------------- | ------------------------------------------- | ------------------------------------------- | ------------------------------------------- | ------------------------------------------- |

### Часовой пояс
Новосибирск находится в часовой зоне МСК+4. Смещение применяемого времени относительно UTC составляет +7:00.
В соответствии с применяемым временем и географической долготой средний солнечный полдень в Новосибирске наступает в 13:28.
В 1924—1956 годах официальная граница между 5-м и 6-м часовыми поясами проходила по левобережью Оби на расстоянии около 10 км от реки и пересекала железную дорогу между бывшими станциями Толмачёво (ныне город Обь) — это был 5-й пояс — и Кривощёково (6-й пояс). С 1 марта 1957 года граница 6-го часового пояса, где применялось время МСК+4 (UTC+7), стала проходить по западной границе Новосибирской области.
C 23 мая 1993 года Новосибирская область перешла на время МСК+3 (в летний период вместо UTC+8 стало действовать время UTC+7, в зимний — вместо UTC+7 стало действовать UTC+6).
С 27 марта 2011 по 25 октября 2014 года в Новосибирске постоянно действовало время UTC+7, а с 26 октября 2014 по 23 июля 2016 года — UTC+6, разница с Москвой составляла 3 часа.
24 июля 2016 года Новосибирская область вернулась в часовую зону МСК+4 (UTC+7).

### Гидрография

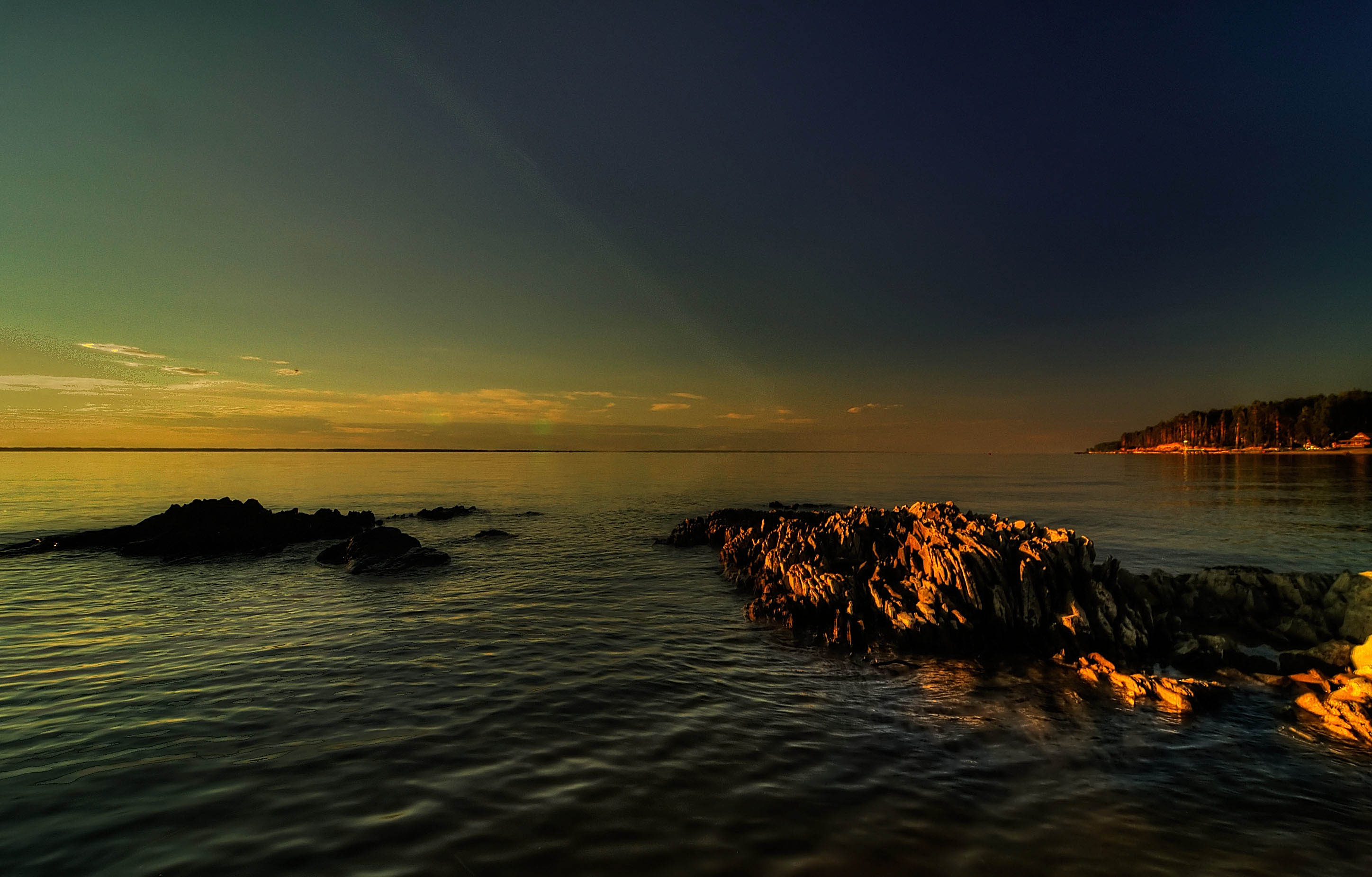
Закат на Новосибирском водохранилище
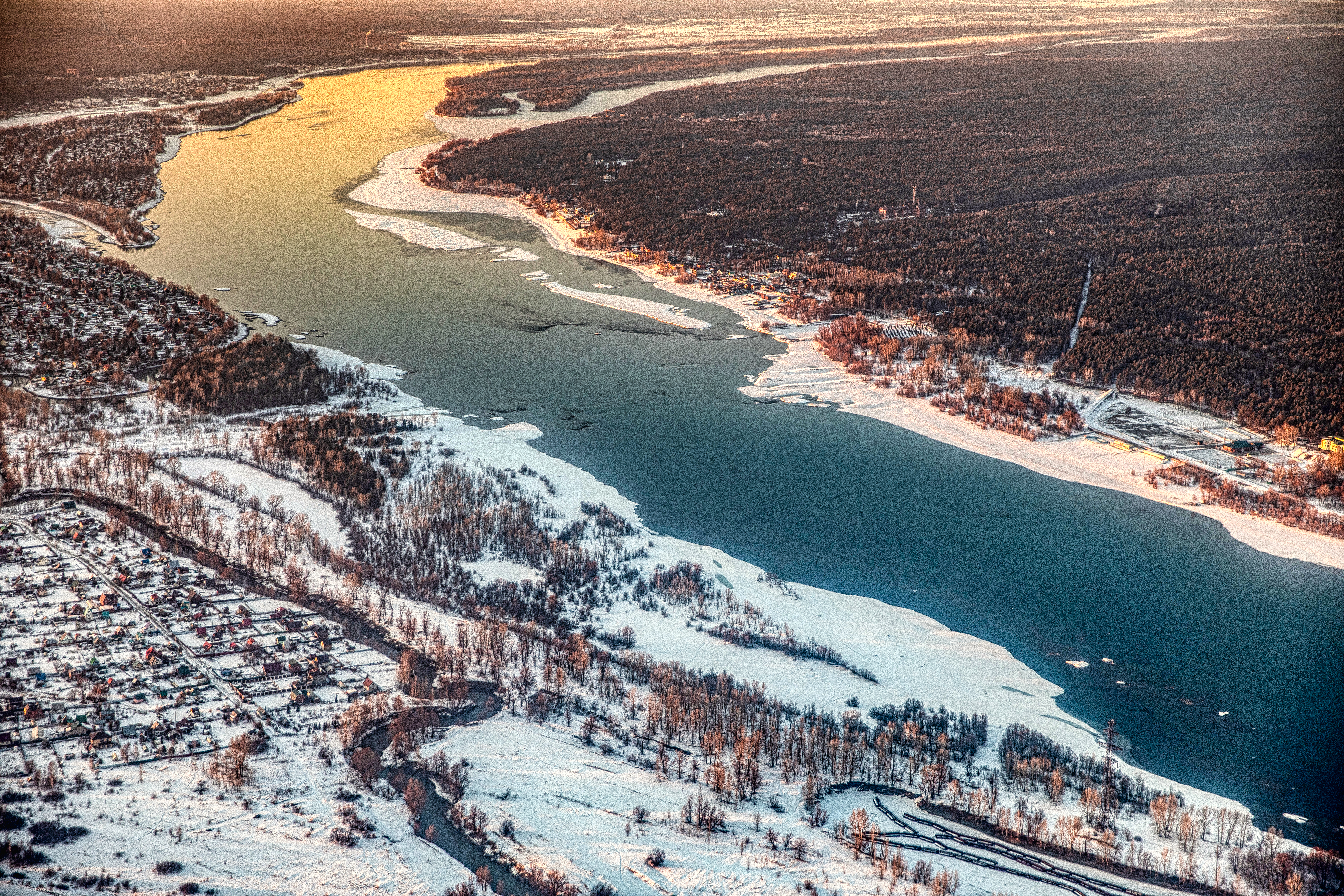
Закат на Оби
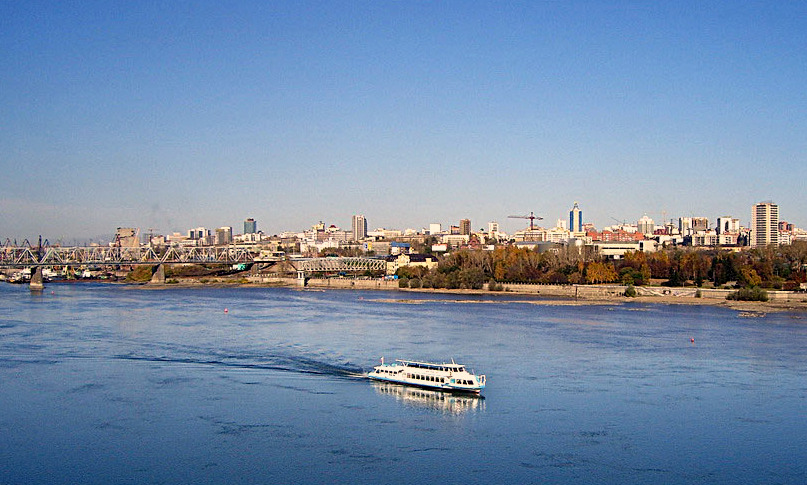
Река Обь и вид на правый берег города
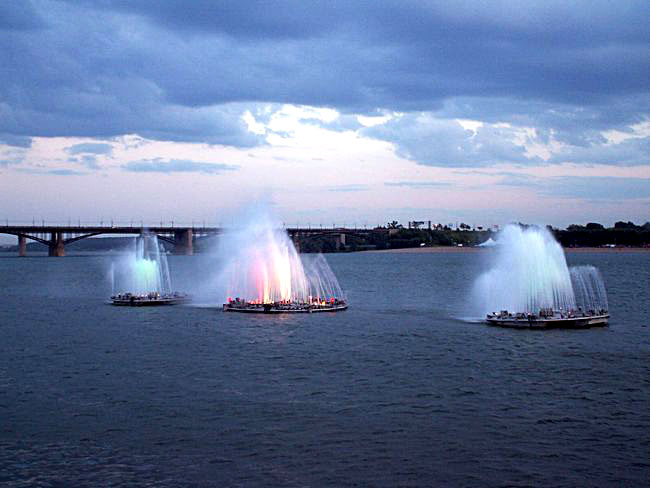
Фонтаны на воде

Через Новосибирск протекает одна из крупнейших рек мира Обь — типичная равнинная река. Её ширина в пределах города составляет 750—850 м, а глубина — до 3 м и более. Замерзает обычно в ноябре, а вскрывается в начале мая, однако её водный режим регулируется сбросом воды из водохранилища. Ниже плотины новосибирской ГЭС зимой наблюдается полынья длиной 20-30 километров. В городской черте наиболее крупный правый приток Оби — река Иня́. Другие притоки — Ельцо́вка 1-я, Ельцо́вка 2-я, Зыря́нка, Ка́менка, Ельцо́вка, Плющи́ха, Тула́, Пашенка — в черте города мелководны и существенно загрязнены.
Каменка, протяжённостью 24 километра, берёт начало в районе посёлка Ленинский на территории Новосибирского района; впадает в Обь в районе старого железнодорожного моста. На территории города река убрана в железобетонный коллектор протяжённостью около 5 км, а её русло замыто песком. Плющиха, длиной 12 км, впадает в реку Иня. Ельцовка 1-я — самая короткая из всех водных объектов города. Её протяжённость — 6,5 км. Водосборный бассейн полностью расположен в черте города. Тула протекает в левобережной части Новосибирска и является самой загрязнённой рекой города. Основные загрязнители — крупнейшие городские предприятия. Ельцовка 2-я протекает по территории Калининского, Заельцовского районов в северо-восточной части Новосибирска.
С юга к городу примыкает Новосибирское водохранилище (Обское море), созданное в 1957 году. Его площадь составляет 1070 км², максимальная ширина 18 км, длина — 185 км, наибольшая глубина — 25 м. Ледостав и вскрытие водоёма наступает на одну-две недели позже, чем на реке Обь. Толщина льда на водохранилище достигает порой 100—150 см. Летом вода прогревается до 20-23 градусов.
Наличие крупной реки, с широкой долиной, рассекающей город на две части, во многом предопределило характер развития и использования территории и породило проблему связанности частей города. Недостаточное количество мостов и их пропускная способность характеризуют общее состояние неразвитости транспортной инфраструктуры Новосибирска.

### Экология

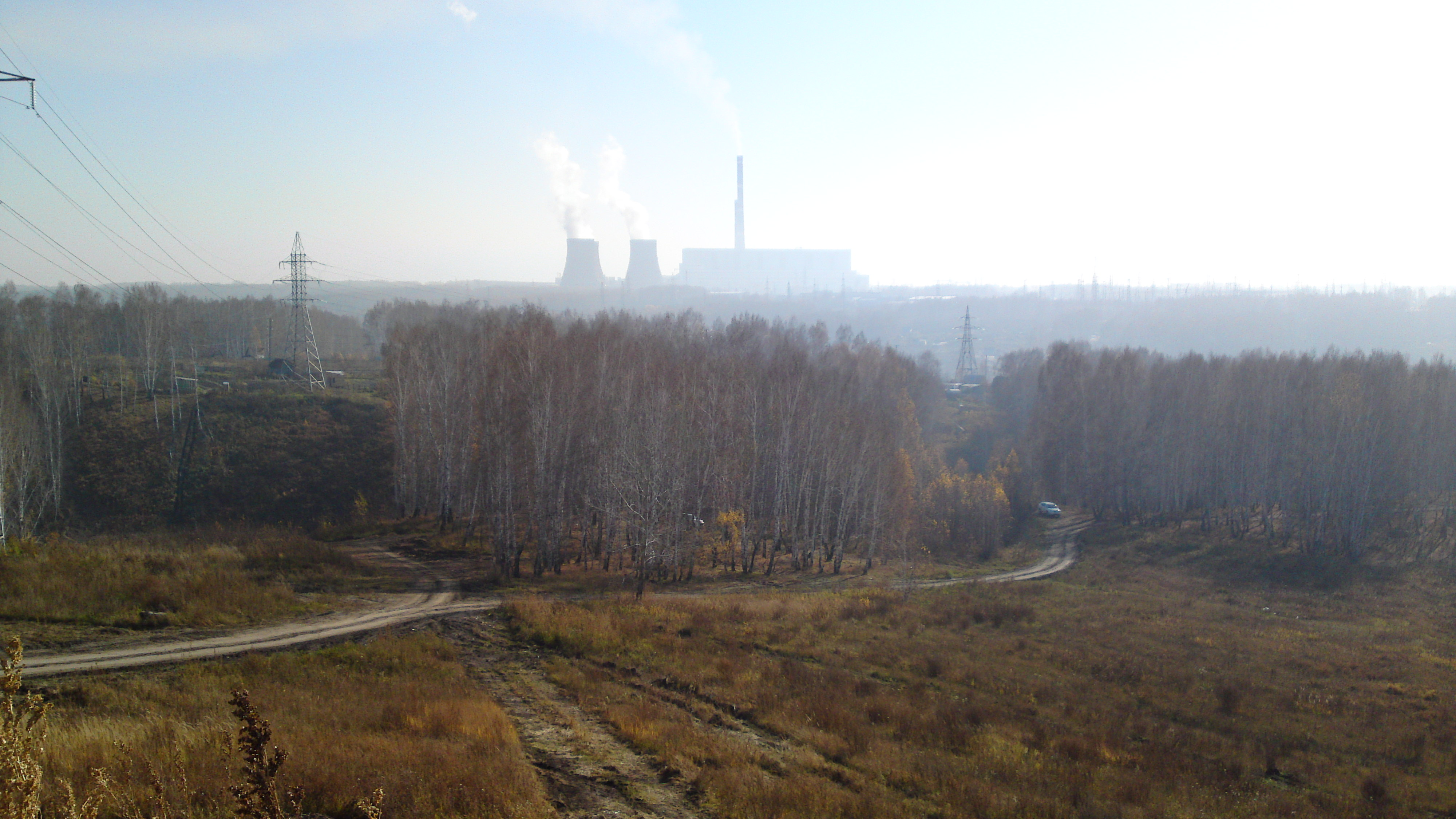
Новосибирская ТЭЦ-5 в дымке, 2011 год

Основные источники загрязняющих выбросов в атмосферу: выхлопные газы автотранспорта — 66 %, промышленность — 4,5 %, коммунальные котельные (4 %), частный сектор. Воздух загрязнён: диоксидом углерода, бензапиреном, диоксидом и фтористым азотом, фенолом, аммиаком, формальдегидами. В начале 2023 года КБ Стрелка включило Новосибирск в число наиболее загрязнённых городов страны, разместив его на 3-м месте в списке, а его город-спутник Бердск на 5-м.
Экологическую ситуацию усугубляет сброс отходов промышленными предприятиями в реки Иня и Обь.
Пока[когда?]

 в Новосибирске работает лишь 1 завод, принимающий ТБО. Экологи видят решения возникших проблем в: открытии мусороперерабатывающих заводов; оборудовании промышленных предприятий очистными установками; переходе котельных с угля на другой вид топлива; запрете на вырубку лесов.
В Новосибирске газификация частного сектора была включена в план городского строительства. Оказалось, что выбросы печных труб загрязняют воздух не меньше, чем все ТЭЦ города. На газовое топливо планируется перевести коммунальные котельные и общественный транспорт.
В 2022 г. разработан проект по озеленению города и прокладке экотроп.

## Символика

### Герб

Герб Новосибирска в новой редакции

Герб представляет собой геральдический щит, в скошенном слева зелёном и серебряном поле которого лазоревая левая перевязь, справа окаймлённая серебром, и поверх всего — нитевидный пояс, расторгнутый перевязью и сомкнутый присоединённым сверху золотым полукольцом (стилизованное изображение моста через Обь). Щит увенчан золотой башенной короной о пяти видимых трёхконечных зубцах. Щитодержатели — чёрные соболи с червлёными (красными) языками, серебряными носами, горлами и когтями; уши соболей внутри тоже серебряные. Подножие — волнисто просечённая зелёная, лазоревая и серебряная лента с серебряной нитью, разделяющей зелень и лазурь; посередине на подножии — червлёный лук поверх двух чёрных, с червлёными наконечниками и оперением, опрокинутых стрел.
Чёрно-серебристый тонкий пояс на щите герба символизирует Транссибирскую железнодорожную магистраль. Количество зубцов на короне определяет статус населённого пункта, подчёркивая, что Новосибирск — областной центр. Соболя, лук и стрелы заимствованы с исторического герба Сибири.

### Флаг

Флаг Новосибирска в редакции 1993 года

Флаг города Новосибирска представляет собой полотнище, разделённое по диагонали из правого верхнего в левый нижний угол голубой перевязью с белыми волнами. Левое верхнее поле флага — зелёное. Правое нижнее поле флага — белое. Цвета флага заимствованы из городского герба и означают: зелёное поле — здоровье, природные богатства Сибири, белое поле — чистоту и снега Сибири. Голубая перевязь с белыми волнами — река Обь, на которой стоит город. Отношение ширины флага к его длине составляет 2:3.
Кроме того, может использоваться вариант флага — так называемый народный флаг: от официального отличается тем, что в верхнем правом углу располагается городской герб.

## Административное деление
Современный Новосибирск разделяется на 10 административных районов, в которых исторически условно выделяют жилмассивы, микрорайоны и посёлки в городской черте. Причём данные условные образования могут одновременно находиться на территории нескольких административных районов (например, Тихий центр находится в Железнодорожном и Центральном районе, а Золотая Нива в Октябрьском и Дзержинском).
Численность населения и площадь административных районов Новосибирска на 2021 год:
| №  | Район                 | Площадь, км² | Население, чел. |
| -- | --------------------- | ------------ | --------------- |
| 1  | Дзержинский район     | 41,3         | ↘153 688        |
| 2  | Железнодорожный район | 8,3          | ↘62 242         |
| 3  | Заельцовский район    | 83           | ↘148 873        |
| 4  | Калининский район     | 46,2         | ↗201 878        |
| 5  | Кировский район       | 52           | ↗193 808        |
| 6  | Ленинский район       | 70,3         | ↗316 728        |
| 7  | Октябрьский район     | 57,6         | ↗254 290        |
| 8  | Первомайский район    | 71,7         | ↗90 291         |
| 9  | Советский район       | 76,7         | ↘135 355        |
| 10 | Центральный район     | 6,4          | ↘76 442         |

## Генеральный план города
В 1938 году была установлена городская черта, в пределах которой площадь города составляла 351,7 км², в 1959 году в связи со строительством Академгородка территория города была расширена до 476,9 км². Современная территория города складывается из собственно Новосибирска (492,94 км²), а также расположенного к северу от города территориально не связанного с основной частью городской территории промышленно-жилого микрорайона Пашино площадью 12,68 км².
Генеральный план Новосибирска до 2030 года предусматривает увеличение территории города до 635,5 км². Преимущественными направлениями роста территории города будет юго-западное направление со включением в состав Новосибирска посёлка Краснообск и ряда сельских территорий, в результате чего левобережные части Кировского района и район Левые Чёмы соединятся. Другим главным направлением территориального расширения города будет север, в результате чего территории, в настоящее время отделяющие микрорайон Пашино от Новосибирска, войдут в состав города, и Пашино сольётся с Новосибирском.

## Население

### Численность населения
| 1897       | 1923       | 1926       | 1931       | 1933       | 1937       | 1939       | 1956       | 1959       |
| ---------- | ---------- | ---------- | ---------- | ---------- | ---------- | ---------- | ---------- | ---------- |
| 8000       | ↗74 600    | ↗117 863   | ↗180 067   | ↗278 000   | ↗360 080   | ↗405 297   | ↗731 000   | ↗885 045   |
| 1970       | 1973       | 1975       | 1976       | 1979       | 1982       | 1985       | 1986       | 1987       |
| ↗1 160 963 | ↗1 221 000 | ↗1 285 000 | ↘1 265 000 | ↗1 312 480 | ↗1 357 000 | ↗1 421 000 | ↘1 396 000 | ↗1 423 000 |
| 1989       | 1990       | 1991       | 1992       | 1993       | 1994       | 1995       | 1996       | 1997       |
| ↗1 436 516 | ↘1 427 000 | ↗1 446 000 | ↘1 442 000 | ↘1 431 000 | ↘1 418 000 | ↘1 399 000 | ↘1 397 000 | ↘1 367 000 |
| 1998       | 1999       | 2000       | 2001       | 2002       | 2003       | 2004       | 2005       | 2006       |
| ↗1 399 000 | ↗1 402 400 | ↘1 398 800 | ↘1 393 200 | ↗1 425 508 | ↘1 425 500 | ↘1 413 000 | ↘1 405 600 | ↘1 397 000 |
| 2007       | 2008       | 2009       | 2010       | 2011       | 2012       | 2013       | 2014       | 2015       |
| ↘1 391 900 | ↘1 390 500 | ↗1 397 191 | ↗1 473 754 | ↘1 473 700 | ↗1 498 921 | ↗1 523 801 | ↗1 547 910 | ↗1 567 087 |
| 2016       | 2017       | 2018       | 2019       | 2020       | 2021       | 2023       | 2024       | 2025       |
| ↗1 584 138 | ↗1 602 915 | ↗1 612 833 | ↗1 618 039 | ↗1 625 631 | ↗1 633 595 | ↗1 635 338 | ↘1 633 851 | ↗1 637 266 |

Новосибирск является третьим по численности населения городом России. Миллионный житель города родился 2 сентября 1962 года. Новосибирск в XXI веке стал первым из российских городов (после Москвы и Санкт-Петербурга), превысившим полуторамиллионное значение численности населения.
За счёт маятниковой миграции из пригородов население Новосибирска днём прирастает не менее чем на 100 тысяч человек.

### Национальный состав
| Национальность              | Численность чел. | В % к числу лиц, указавших национальную принадлежность |
| --------------------------- | ---------------- | ------------------------------------------------------ |
| русские                     | 1 269 979        | 92,82 %                                                |
| украинцы                    | 12 570           | 0,92 %                                                 |
| узбеки                      | 10 323           | 0,75 %                                                 |
| татары                      | 9 985            | 0,73 %                                                 |
| немцы                       | 8 649            | 0,63 %                                                 |
| таджики                     | 8 396            | 0,61 %                                                 |
| армяне                      | 6 446            | 0,47 %                                                 |
| киргизы                     | 6 033            | 0,44 %                                                 |
| азербайджанцы               | 5 652            | 0,41 %                                                 |
| белорусы                    | 3 277            | 0,24 %                                                 |
| казахи                      | 2 837            | 0,21 %                                                 |
| корейцы                     | 2 739            | 0,20 %                                                 |
| езиды                       | 2 157            | 0,16 %                                                 |
| евреи                       | 2 047            | 0,15 %                                                 |
| китайцы                     | 1 726            | 0,13 %                                                 |
| цыгане                      | 1 432            | 0,10 %                                                 |
| тувинцы                     | 1 190            | 0,09 %                                                 |
| буряты                      | 1 180            | 0,09 %                                                 |
| чуваши                      | 981              | 0,07 %                                                 |
| грузины                     | 901              | 0,07 %                                                 |
| турки                       | 756              | 0,05 %                                                 |
| мордва                      | 691              | 0,05 %                                                 |
| якуты                       | 584              | 0,04 %                                                 |
| башкиры                     | 551              | 0,04 %                                                 |
| поляки                      | 497              | 0,04 %                                                 |
| алтайцы                     | 487              | 0,04 %                                                 |
| молдаване                   | 480              | 0,04 %                                                 |
| лица других национальностей | 5 667            | 0,41 %                                                 |
| без национальности          | 98 148           | 6,67 %                                                 |
| национальность не указана   | 4 375            | 0,31 %                                                 |
| отказ от ответа             | 3 018            | 0,23 %                                                 |

За последние годы численность населения Новосибирска стабильно увеличивается также за счёт роста международной миграции с государствами-участниками СНГ, а также роста межрегиональной миграции.

### Демографические показатели
С 2010 по 2018 год в городе наблюдался естественный прирост населения, но далее, как и по всей стране, рождаемость начала снижаться и в 2019 году смертность превысила рождаемость. В 2020 и особенно в 2021 году коэффициент смертности резко увеличился в связи с пандемией COVID-19. Новосибирск остаётся центром притяжения мигрантов из Сибири и Центральной Азии. Миграционный приток и естественный прирост населения позволили Новосибирску перешагнуть отметку в 1,6 млн человек к 2017 году.
Возрастной состав
- Население моложе трудоспособного возраста — 299,1 тыс. чел (18,4 %)
  - из них детей в возрасте 0-4 лет — 91,1 тыс. чел (5,6 %)
- Население трудоспособного возраста — 963,7 тыс. чел (59,4 %)
- Население старше трудоспособного возраста — 358,6 тыс. чел (22,2 %)

Половой состав
- Мужчины — 744 401 чел (45,9 %)
- Женщины — 876 929 чел (54,1 %)

У различных национальностей, проживающих в Новосибирске, наблюдаются серьёзные отличия в соотношении полов. Так у русских на 100 женщин приходится 81 мужчина, у украинцев — 87, у татар — 86, у немцев — 90. В то же время у узбеков на 100 женщин приходится 360 мужчин, у таджиков — 469, китайцев — 640, у турок — 2060.

### Браки и разводы
Количество брачных союзов, заключаемых в 2020, выше количества расторгнутых браков. Такую информацию предоставило местное отделение ведомства Росстат. В первый квартал 2020 года на территории области заключено 3188 браков, расторгнуто 2019 браков. Следовательно, на 100 браков приходится 63 развода. Такая ситуация прослеживается по остальной Сибири.

### Информация по районам
Город разделён на десять административных районов: Дзержинский, Железнодорожный, Заельцовский, Калининский, Кировский, Ленинский, Октябрьский, Первомайский, Советский, Центральный. Внутри районов выделяют жилые массивы, микрорайоны, внутренние посёлки. Количество улиц — 1941.
Общее число обитателей по районам распределено неравномерно. Самым многочисленным является Ленинский — проживает 302 803 горожанина. Второе место — Октябрьский — 225 879 жителей. На третьем месте — Калининский — 200 694. Наименее населённый район — Железнодорожный, насчитывает 64 972 горожанина.

### Миграция
Вместе с естественным приростом снижается уровень миграционных потоков. В Новосибирске на 2019 год насчитывалось 45 503 прибывших. Уехало — 32 454. Миграционный прирост составил 13 049 человека.
2020 год — показатели снизились. Число прибывших людей составило 24 075, убывших — 22 039. Прирост составляет 2036 человек. Вопреки положительному значению параметра, наблюдается заметное снижение.
Значительную часть притока населения обеспечивает внутрирегиональная миграция, миграция граждан стран-участниц СНГ и соседних регионов.

## Главы
До 2023 года мэр избирался путём проведения всеобщего голосования среди жителей города. Эту должность с 23 апреля 2014 года занимал Анатолий Локоть (КПРФ). В феврале 2023 года депутаты Законодательного собрания Новосибирской области сразу в двух чтениях приняли законопроект об отмене прямых выборов глав Новосибирска и наукограда Кольцово, избрание глав администраций муниципалитетов будет происходить на конкурсной основе. 28 декабря 2023 года губернатор Новосибирской области Андрей Травников сообщил, что Анатолий Локоть уходит в отпуск с последующим увольнением. Временно исполняющим обязанности мэра был назначен первый вице-мэр Олег Клемешов. 16 апреля 2024 года по итогам голосования депутатов Новосибирского городского Совета депутатов мэром Новосибирска избран заместитель губернатора Новосибирской области Максим Кудрявцев (Единая Россия).
Список постсоветских градоначальников:
- Индинок Иван Иванович (глава администрации: 14 января 1992 — 5 октября 1993)
- Толоконский Виктор Александрович (глава администрации: октябрь 1993 года — март 1996 года; мэр: март 1996 года — январь 2000 года)
- Городецкий Владимир Филиппович (мэр: 26 марта 2000 — 9 января 2014)
- Знатков Владимир Михайлович (и. о. мэра: 10 января 2014 года — 22 апреля 2014 года)
- Локоть Анатолий Евгеньевич (мэр: с 23 апреля 2014 года — 28 декабря 2023 года)
- Клемешов Олег Петрович (и. о. мэра: 28 декабря 2023 года — 16 апреля 2024 года)
- Кудрявцев, Максим Георгиевич (мэр: с 16 апреля 2024 года)[1]

## Новосибирская агломерация
Новосибирская агломерация — седьмая по величине агломерация России, её население на 2010 год, по оценке Правительства РФ, составляло 1,997 млн человек (по оценке учёных, население на 2017 год составило 2,08 млн человек). В зависимости от этапа формирования, агломерацию относят к группе развитых. Новосибирская агломерация является наиболее значимым межрегиональным центром социально-экономического развития и притяжения для всего макрорегиона Сибирь.
В Новосибирскую агломерацию входят города Бердск, Обь, Кольцово, посёлок городского типа Краснообск, ближайшие к городу сёла Новосибирского района (первый пояс). Во второй пояс входят город Искитим, Новосибирский район и части смежных сельских районов. Всего на территории агломерации находится 5 городских округов и 7 муниципальных районов, в состав которых входят 10 городских поселений, 110 сельских поселений, 457 сельских населённых пунктов с населением более 2 млн человек. Общая площадь агломерации составляет 36,86 тыс. км² или 21 % от площади Новосибирской области.
Агломерация может стать одной из пилотных проектов развития города и области.

## Экономика

### Общее состояние
Новосибирск является одним из передовых российских городов по развитию экономики. К преимуществам города относят его привлекательность как макрорегионального центра Сибири и постиндустриальный тип развития. Отличительной особенностью экономики города является её диверсифицированность: отсутствие монополий, активное развитие малого и среднего предпринимательства, наличие многих отраслей хозяйства.
После периода сильного экономического спада 1990-х гг. Новосибирск стал крупным перераспределительным центром полутеневого импорта, что привело к росту занятости в малом бизнесе и секторе услуг. В период экономического роста 2000-х ускорилось развитие города, как центра услуг и пищевого импортозамещения. Согласно исследованию экономико-географа Натальи Зубаревич, на современном этапе Новосибирск практически утратил промышленную специализацию, развивая взамен сектор услуг, транспорт, логистику и науку.
По объёму экономики Новосибирск входит в число крупнейших мировых экономических центров: исследовательская организация McKinsey Global Institute в 2010 году включила его в список 600 крупнейших городов мира, производящих 60 % глобального ВВП. Согласно исследованиям компании, валовой продукт Новосибирска составил 15 млрд долларов (15 тыс. долларов на одного жителя).
Согласно исследованию фонда «Институт экономики города», в 2015 году валовой городской продукт Новосибирской агломерации составил 50,8 млрд международных долларов (третье место по стране) или 21,6 тыс. международных долларов в пересчёте на одного жителя агломерации. В рейтинге крупнейших по экономике городов — столиц регионов России за 2015 год — Новосибирск занял 5 место. Валовой городской продукт (ВГП) города составил 748 млрд рублей. В расчёте на душу населения ВГП составил 483,2 тыс. рублей (36 место).
Город концентрирует более 55 % населения Новосибирской области, при этом его вклад в ВРП области составляет более 70 %. В Новосибирске сосредоточено большинство крупнейших компаний Новосибирской области во всех секторах экономики: торговле, транспорте и логистике, промышленности, банковском секторе, энергетике, строительстве, информационных технологиях, жилищно-коммунальном хозяйстве, геологоразведке и др. Среднегодовая численность работников организаций составляет 421,2 тысяч человек. По данным Новосибстата по состоянию на 1 июля 2017 года в Новосибирске количество предприятий составило 105 105, а индивидуальных предпринимателей зарегистрировано 47 141 человек. По оценке РБК в 2008 году Новосибирск занимал третье место в списке самых привлекательных для бизнеса городов России (в 2007 году — 13-е место).

### Промышленность
| Место в топ-100 | Компания                                            |
| --------------- | --------------------------------------------------- |
| 4               | Группа Сибантрацит                                  |
| 7               | Новосибирский металлургический завод имени Кузьмина |
| 22              | КМП Восток                                          |
| 24              | ВПК-Ойл                                             |
| 31              | Сибирская продовольственная компания                |
| 34              | Новосибиркий стрелочный завод                       |
| 41              | Кудряшовский мясокомбинат                           |
| 45              | НЛ Континент                                        |
| 46              | Искитимцемент                                       |
| 48              | Сибирская Нива                                      |

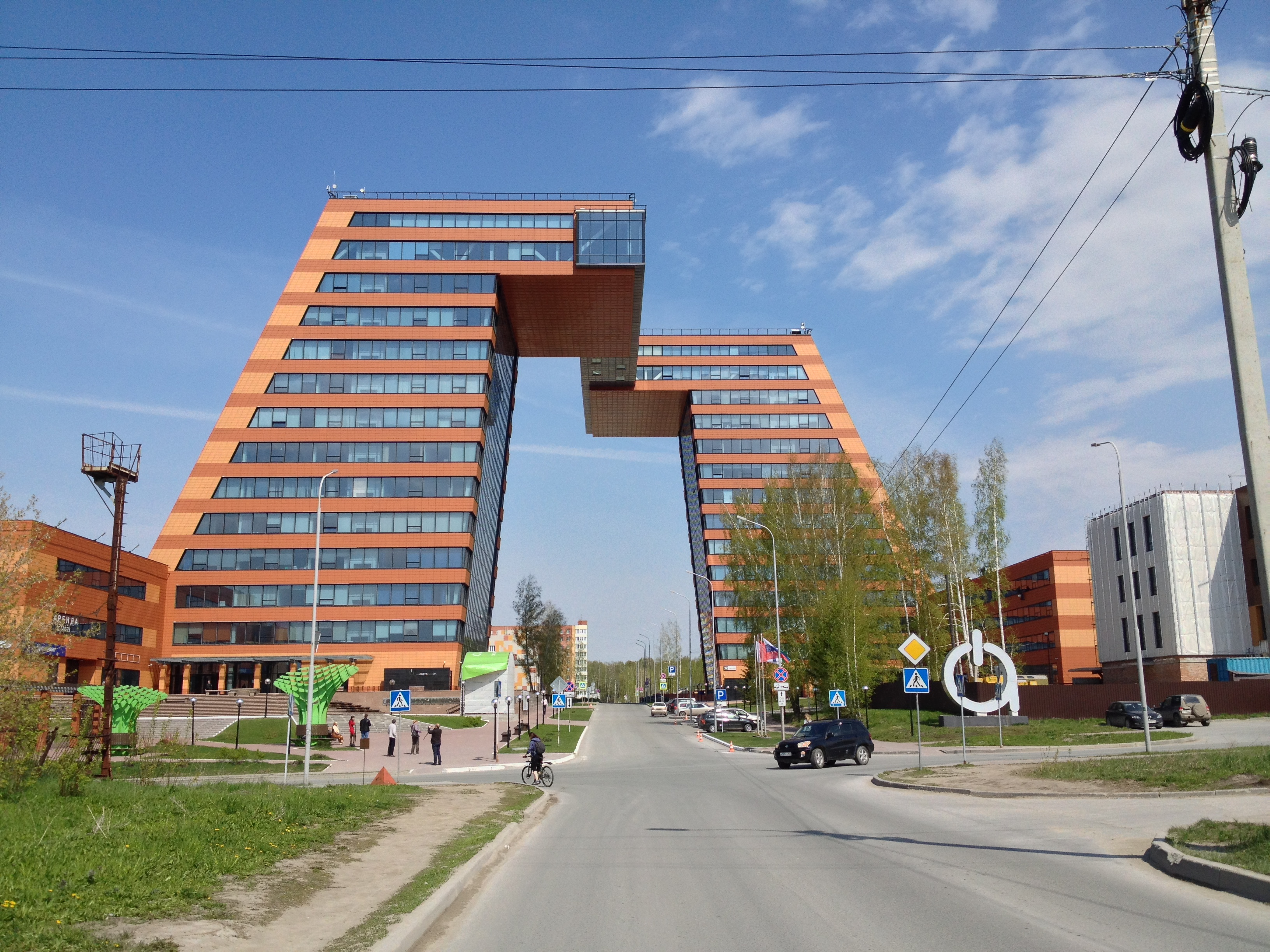
Технопарк новосибирского Академгородка, 2016 год

Новосибирск является одним из крупнейших промышленных центров Западной Сибири. Для него характерна сверхвысокая концентрация промышленного производства; три четверти всей промышленной продукции Новосибирской области производится в городе. Институт территориального планирования «Урбаника» в 2013 году оценил общий объём промышленного производства города в 158,3 млрд рублей, поместив Новосибирск на 43 место в рейтинге промышленных городов России. Основу промышленного сектора города составляют порядка 230 крупных и средних в основном высокотехнологичных предприятий. Ведущими отраслями промышленности являются энергетика, газоснабжение, водоснабжение, металлургия, металлообработка, машиностроение — на их долю приходится 94 % всего промышленного производства города.
Крупнейшими промышленными компаниями города являются: Региональные электрические сети, Новосибирский завод химконцентратов (атомная промышленность), Сибирская продовольственная компания, комбинат полуфабрикатов «Сибирский Гурман», компания «Проксима», птицефабрика «Октябрьская», КДВ Новосибирск (пищевая промышленность), Новосибирский стрелочный завод, Элсиб, НИИ измерительных приборов — Новосибирский завод им. Коминтерна (машиностроение, радиотехника), Новосибирский приборостроительный завод (машиностроение), Новосибирский металлургический завод имени Кузьмина (чёрная металлургия), завод «Феррум» (чёрная металлургия), ВПК-Ойл, Сибиар (химическая и нефтехимическая промышленность), «Сибирское стекло» (стекольная промышленность), Газпром межрегионгаз Новосибирск (распределение и реализация газа).

### Торговля и услуги
Потребительский рынок вносит существенный вклад в экономику Новосибирска, занимая одно из ведущих мест в её отраслевой структуре. Торговая сеть города насчитывает более 8,5 тысяч предприятий, в том числе 4,1 тыс. стационарных объектов розничной торговли, 3,2 тыс. мелкорозничных объектов и 9 рынков. Обеспеченность населения торговыми площадями составляет 1850 м² на 1000 жителей. Оборот розничной торговли за 2016 год составил 278 365,3 млн рублей.
Новосибирск является одним из крупнейших в стране центров оптовой торговли, с развитой логистической инфраструктурой: в 12 километрах от города создан промышленно-логистический парк общей площадью 2000 га. Другими крупными компаниями города в области ритейла являются: Восточная техника, Мясотрейдинг, компания «Капитал», Посуда-Центр, топливная компания «Нафтатранс плюс», Геба, УралСибТрейд Сибирский регион, Металлсервис-Сибирь, ГК «Обувь России», ТД «Минский тракторный завод-Сибирь», компания «Колорлон», Сибпромснаб, Рич Фэмили, ДМС, СНС Новосибирск, Новосибирская аптечная сеть, Парфюм Новосибирск, компания «Электрокомплектсервис», ДНС Дельта-Новосибирск, Альфа Ритейл Компани, Сибметснаб, Новосибирская Топливная Корпорация, Агротрак, Химметалл, МСВ-Новосибирск, Новый Мир, МегаТорг (Быстроном), Газпромнефть-Терминал, АС-Система Комплекс, Лаки Стар, Сибтракскан, Приосколье-Сибирь, Сармат.
Торгово-развлекательный центр «Ройял парк» в 2008 году признан лучшим крупным торговым центром России. Также в Новосибирске находится крупнейший торгово-развлекательный центр за Уралом ТРЦ «Аура», который относится к суперрегиональным торговым центрам; он был построен 18 марта 2011, его общая площадь составляет более 150 тысяч квадратных метров, общая сумма инвестиций превышает 150 млн евро; ТРЦ построила турецкая компания «Ренессанс Девелопмент». Якорными арендаторами ТРЦ являются гипермаркет «Оʼкей» и кинотеатр «Формула кино» с развлекательным центром «Джунгли Сити». Помимо «Ауры», в городе к суперрегиональным торговым центрам относится «МЕГА» общей площадью 130 тыс. м² (в качестве якорных арендаторов ТЦ выступают IKEA (до 2023 года), гипермаркеты Леруа Мерлен и Ашан), «Галерея Новосибирск» общей площадью 125 тыс. м². В городе действуют многочисленные продовольственные супермаркеты, в том числе сетевые, а также крупные специализированные торговые центры по продаже непродовольственных товаров (мебели, одежды, строительных и отделочных материалов и т. д.).
Крупные торговые центры города (свыше 100 магазинов, по данным электронного справочника 2ГИС): «Большая медведица», «Аура», «Галерея Новосибирск», «МЕГА», «Ройял Парк», «Сибирский молл», «Версаль», «Континент» (на Троллейной), «Юпитер», «Москва», «Калейдоскоп», «Олимпия», «Сан Сити».
Гипермаркеты: «Магнит» (2), «О’Кей» (2), «Ашан» (3), «METRO Cash & Carry» (3), «Лента» (7).
Сетевые супермаркеты (крупные сети): «Магнит», «Пятёрочка», «Ярче», «Мария-Ра» (94), «Сибириада» (23), «Лидер экономии» (18), «Быстроном» (11).
Более 30 автоцентров и автосалонов Новосибирска представляют все основные автомобильные марки мира (в том числе Alfa Romeo, Bentley, Infiniti, Porsche и другие).

### Финансы, кредитные рейтинги
Бюджет Новосибирска в 2024 году составил 100,5 млрд руб по доходам и 99,0 млрд руб
по расходам, профицит бюджета составил 1,5 млрд руб.
Рейтинговое агентство «Эксперт РА» в 2017 году присвоило Новосибирску рейтинг кредитоспособности региона (муниципалитета) на уровне ruA- со стабильным прогнозом. Рейтинг два раза в год подтверждается на этом уровне (2018-2025).

## Транспорт

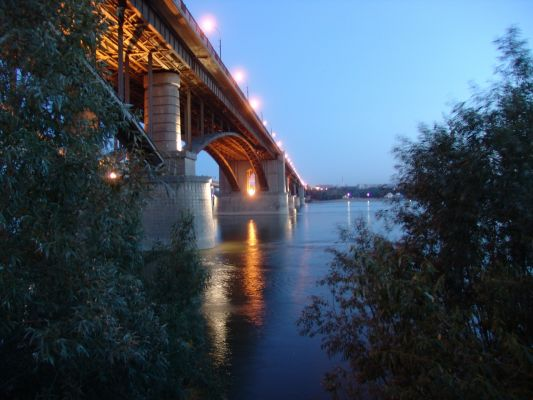
Октябрьский мост

Новосибирск — крупнейший транспортный узел Сибири: через него проходят Транссибирская магистраль, железные и шоссейные дороги. В Новосибирске расположено управление Западно-Сибирской железной дороги. Город связывает Сибирь, Дальний Восток, Среднюю Азию с европейскими регионами России. Человеческие и торговые потоки в значительной степени способствуют развитию города. Новосибирск является также речным портом.

### Междугородный и международный транспорт

#### Водный транспорт
Пересечение водных и наземных путей стало дополнительным фактором роста города. Речной порт находится в непосредственной близости от моста через Обь в Железнодорожном районе города. В Новосибирске до 2019 года находилось управление Западно-Сибирского речного пароходства. Навигация на Оби состоит из перевозки транзитных грузов на дальние расстояния и добычи песка.
Регулярные пассажирские перевозки осуществляются по маршрутам «Новосибирск (Речной вокзал) — остров Кудряш — Ягодная — Черёмушки — Новая заря — Бибиха — Седова заимка» и «Новосибирск (Речной вокзал) — Бердск (Старая Пристань)». Туристические речные маршруты сейчас существуют только до Томска и по Обскому морю до Завьялово. Пассажирские суда отправляются от здания Новосибирского речного вокзала, построенного по проекту архитекторов А. А. Воловика, Ю. А. Захарова, М. М. Пирогова и принятого в эксплуатацию в 1974 году. Вследствие произошедшего 7 марта 2003 года сильного пожара часть здания получила сильные повреждения и была признана не подлежащей восстановлению. После проведённой реконструкции здание речного вокзала стало использоваться как обычный бизнес-центр, а билетные кассы были размещены непосредственно на прилегающем причале.
Проход судов выше и ниже по течению реки Обь через плотину Новосибирской ГЭС осуществляется через находящийся в черте города судоходный канал с расположенными на нём шлюзами.

#### Железнодорожный транспорт

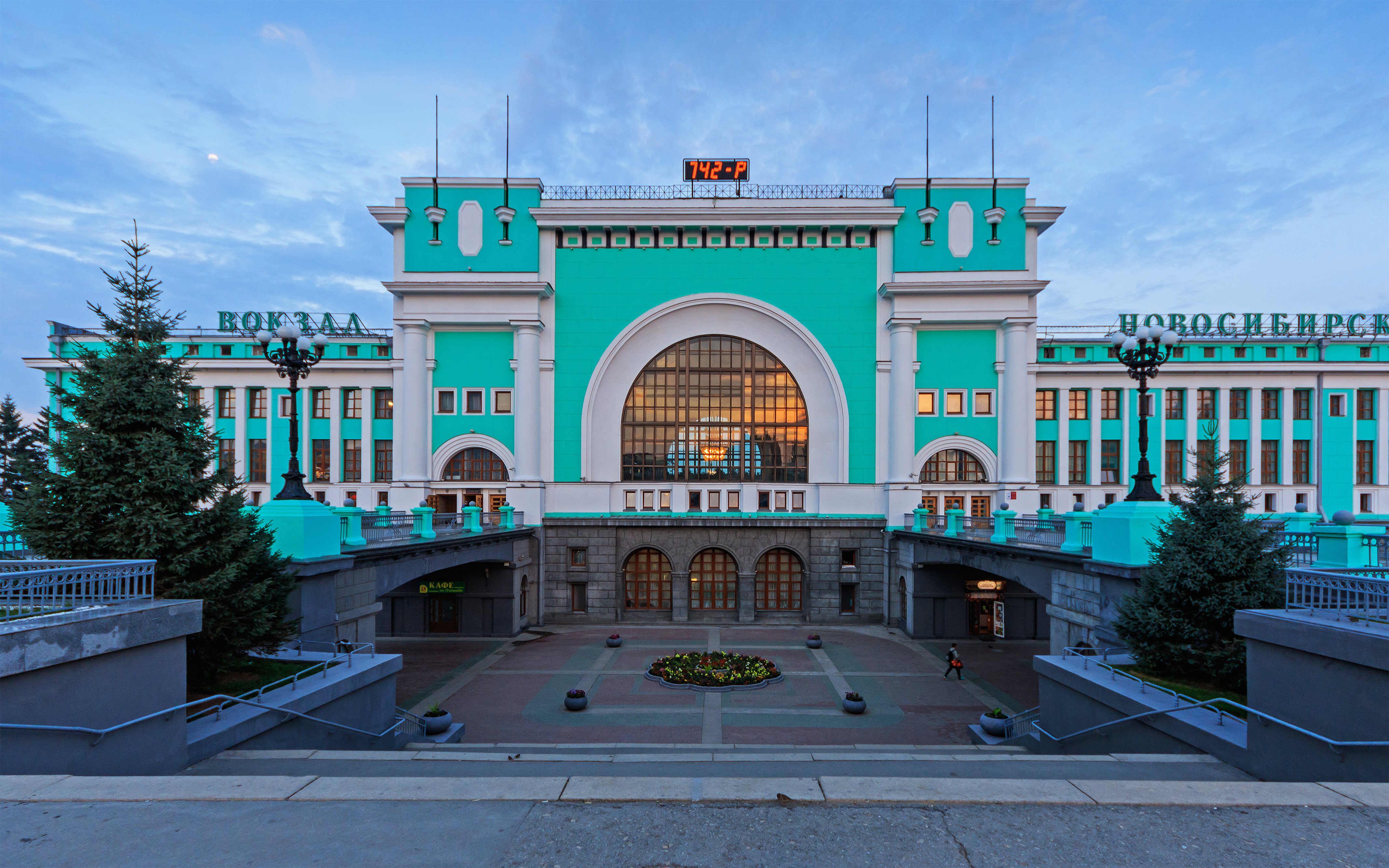
Железнодорожный вокзал станции Новосибирск-Главный

Новосибирск является крупным железнодорожным узлом. Своим рождением он обязан строительству Транссибирской магистрали в 1893 году. Сегодня, кроме Транссиба, в Новосибирске сходятся железные дороги алтайского (Турксиб, движение открыто в 1913 году) и кузбасского (построена в 1930-х гг.) направлений.
На территории Новосибирска находятся два железнодорожных моста через реку Обь:
- Первый железнодорожный мост через Обь
- «КИМовский» железнодорожный мост

Также существует железнодорожный мост через реку Иня.
На территории города находятся 7 крупных железнодорожных станций, осуществляющих грузовые и пассажирские перевозки:
- вокзал Новосибирск-Главный
- вокзал Новосибирск-Южный
- вокзал Новосибирск-Западный
- вокзал Новосибирск-Восточный
- станция Инская
- станция Сибирская
- станция Сеятель

Также в черте города находятся несколько грузовых станций и пассажирских остановочных пунктов. В непосредственной близости от города находятся также станции Иня-Восточная и Речкуновка.
Железнодорожный вокзал станции Новосибирск-Главный — один из самых крупных в стране и является архитектурной достопримечательностью города. Согласно замыслу авторов проекта, его здание воспроизводит форму старинного паровоза.
Сеть остановочных платформ пригородных поездов насчитывает свыше четырёх десятков в городе и ближайших пригородах, в том числе фактически неиспользуемые Чемской и 13 километр. Электропоезда отправляются от станции Новосибирск-Главный по пяти направлениям:
- Южное (через Новосибирск-Южный, Сибирскую, Сеятель) — до Бердска, Черепаново, Искитима, Ложка;
- Западное (через Новосибирск-Западный, Обь) — до Чулымской, Коченёво, Каргата, Чика, Дупленской;
- Восточное (через Новосибирск-Восточный, Иню-Восточную) — до Мошково, Болотной, Ояша;
- Кузбасское (через Новосибирск-Южный, Инскую, Крахаль) — до Тогучина, Курундуса, Изынского.
- Жеребцовское (через Новосибирск-Южный, Инскую, Сокур) — до Издревой, Жеребцово, Сокура.

Последние два направления полностью дублируют друг друга в черте города.
Имеется неиспользуемая с 2005 года ветка в Красный Яр, с ответвлением в Пашино и ветка в посёлок Криводановка. Также имеется ряд грузовых веток, обслуживающих крупные промышленные предприятия, наиболее протяжёнными из которых является ответвления на 15 Центральный авторемонтный завод, заводы «Север», «Сибирское стекло», Новосибирский приборостроительный.
По состоянию на 2017 год платформы принимают от 4 (на Жеребцовской ветке) до 15 (на южном направлении) пар электропоездов в день. Существует проект организации городской электрички от станции Инская до станции Новосибирск-главный через левобережные районы Новосибирска, используя действующие станции Чемской и Клещиха для улучшения транспортного обслуживания новопостроенных жилмассивов. До 90-х годов прошлого века это направление использовалось для пассажирских перевозок по маршруту Обь — Инская — Издревая, но в связи с неправильным графиком движения и упадком работы промышленных предприятий пассажирское движение было отменено, а платформы ликвидированы.

#### Автомобильный транспорт

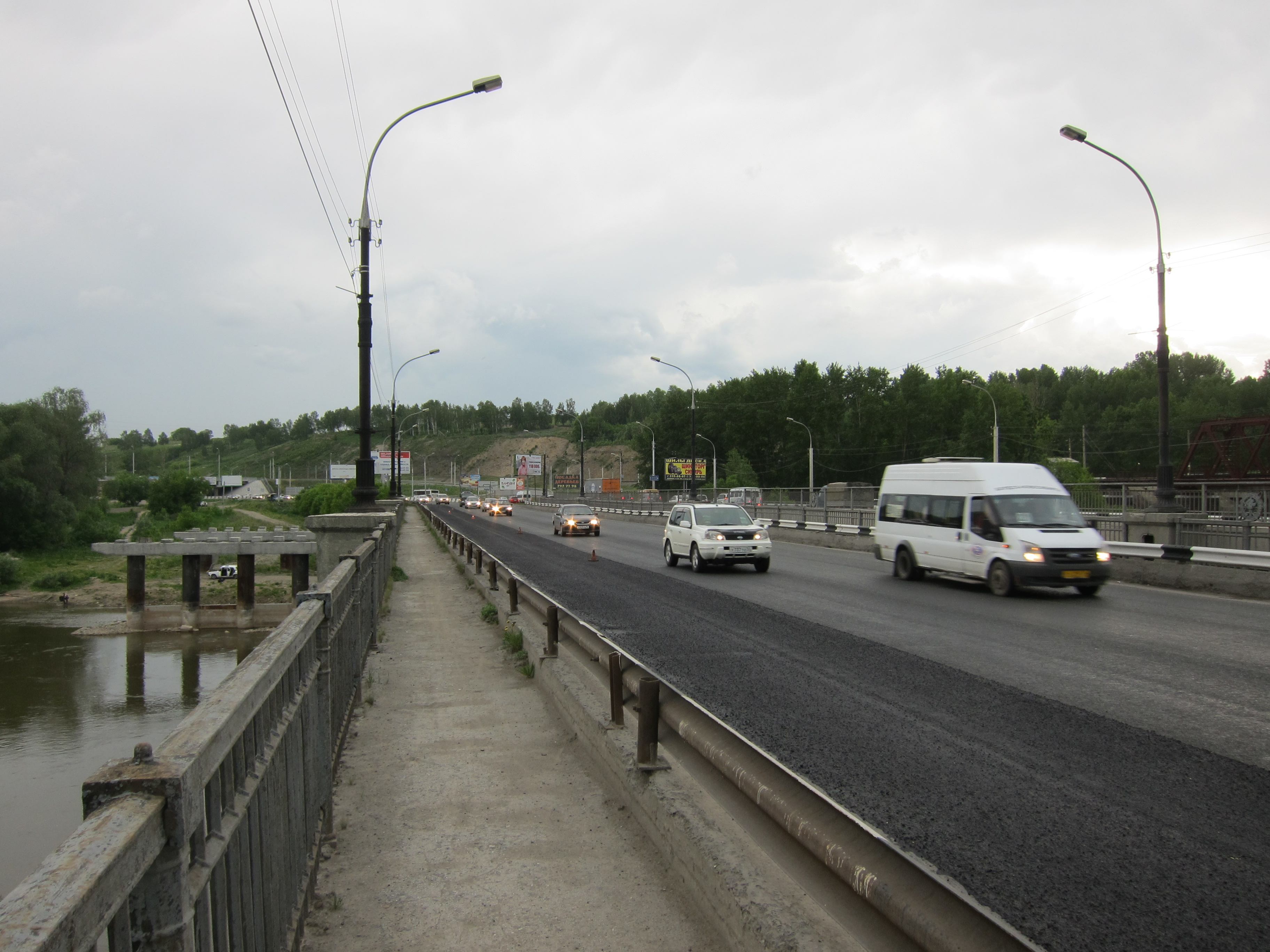
Р256 «Чуйский тракт» в Новосибирске (мост через реку Иня)

Автомобильные шоссе идут из города в 6 направлениях:
- Омск, Петропавловск, Челябинск (Федеральная трасса Р254),
- Колывань, Томск, Колпашево (50К12)
- Томск, Кемерово, Красноярск, Иркутск (Федеральная трасса «Сибирь» Р255),
- Ленинск-Кузнецкий, Новокузнецк (50К19),
- Барнаул, Бийск, Горно-Алтайск (Чуйский тракт Р256)
- Ордынское, Камень-на-Оби, Павлодар (50К17).

В городе имеется три автомобильных моста через Обь: Димитровский, Октябрьский, Бугринский. Дополнительная переправа — через плотину ОбьГЭС. Ведётся строительство четвёртого моста в створе улиц Ипподромской и Станционной (группой «ВИС»). В Новосибирском районе у посёлка Мочище находится Северный мост через Обь. Он используется транзитным транспортом и жителями Новосибирска для выезда из города. В черте города расположены 2 крупных автомобильных моста через реку Иня.
Транспортная ситуация Новосибирска осложнена нехваткой мостов, путепроводов над железными дорогами, многоуровневых транспортных развязок, и объездных путей для транзитного транспорта.
До 1991 года многоуровневые развязки были построены только на подходах к возведённым к тому времени мостам через Обь (но только на правом берегу). При строительстве Ипподромской магистрали в разных уровнях были сделаны её пересечения с основными улицами. На всех этих развязках используются светофоры в силу перегрузки транспортом или несовершенства их организации. В конце 2000-х годов построены две развязки на Бердском шоссе вблизи моста через реку Иня. Они обеспечили лёгкий поворот в Первомайский район и на Ключ-Камышенское плато. В начале 2010-х годов достроена эстакада — дублёр Красного проспекта над площадью, получившей имя инженера Будагова. Построенная эстакада никоим образом не решила проблемы пробок на названной площади. В 2014 году вместе с Бугринским мостом введены развязки, подключающие мост к улицам Ватутина и Большевистской. Остальные развязки находятся за границами города или построены для обеспечения подъезда к торговым центрам.
Город рассечён крупными железными дорогами, на пересечениях с железнодорожными путями построено довольно мало путепроводов. Основные шоссе проходят вдоль промзон и имеют множество одноуровневых переездов, в том числе и оборудованных шлагбаумом. Станционная улица пересечена железными дорогами в 5 местах, направление Богдана Хмельницкого-Тайгинская-Восточное шоссе также имеет 5 переездов. Сильные пробки образуются на въезде в город по улице Кедровая в месте пересечения её веткой к карьеру «Мочище». В Ленинском районе затруднено пересечение автотранспортом пассажирского хода транссибирской магистрали: два пересечения одноуровневые (Бетонный переезд и Порт-Артурский переезд), а тоннель под путями на пл. Труда перегружен. На правом берегу в похожей ситуации оказывается Первомайский район: первый въезд в район узкий, извилистый, и зажат между берегом Ини и платформами станции Иня-южная, второй въезд по улице Одоевского выполнен в одном уровне с железной дорогой (Матвеевский переезд). Все переезды через крупные железные дороги находятся вблизи крупнейших городских магистралей — Широкой улицы и Бердского шоссе. В момент закрытия переездов очереди из автомобилей собираются на магистралях, что провоцирует пробки.
Два пересечения Алтайской ветви и одно пересечение Транссибирской магистрали проложены по берегу реки под железнодорожным мостом с образованием петли на дороге. Такое пересечение в районе Хилокской и Троллейной улиц, проходя под мостом через речку Тула, имеет в народе название «Тёщин язык» и известно высоким уровнем аварийности.
Обходные пути города для транзитного транспорта построены только на северной окраине города. Северный обход города, протянувшийся от села Прокудское до села Сокур, включающий в себя Северный мост через Обь, позволяет объехать Новосибирск при следовании транзитом из Омска в Кемерово и обратно. При движении по другим направлениям транзитный транспорт следует по городским улицам. При совпадении пиковых часов и снегопада гружёные автопоезда не могут на низкой скорости преодолеть подъёмы, буксуют и создают пробки. Восточный обход, который запланирован от станции Мочище (от примыкания к Северному обходу) до г. Искитима (где он примкнёт к Чуйскому тракту), строится в настоящее время. Строительство Юго-Западного транзита запланировано после завершения Восточного обхода. Согласно проекту, это будет внутригородская магистраль которая станет развитием подходов к Бугринскому мосту в обе стороны. Она пройдёт от улицы Хилокской по пойме реки Тулы, а после Бугринского моста пересечёт ул. Большевистскую, железную дорогу, ул. Кирова, дойдёт до Ключ-Камышенского плато и там соединится с Восточным обходом.
С 1964 года в центре города, в начале Красного проспекта, действовал единственный в городе автовокзал, который в 2006 году задумали перестроить, но реконструкцию так и не удалось завершить в течение 15 лет. Во втором десятилетии XXI века изменена концепция междугороднего автобусного сообщения в Новосибирске. Вместо одного автовокзала в центре города запланировано открытие автовокзалов в транспортно-пересадочных узлах и на окраинах города со стабильной транспортной связью между собой и с центром города. Организованы автостанции «Юго-Западная» на улице Станиславского, «Хилокская» на Хилокской улице, и «ЖД Вокзал-Главный» на площади Гарина-Михайловского. На автостанциях организована продажа билетов, посадка и высадка пассажиров, вывешены расписания пригородных и городских проходящих рядом автобусов, организованы залы ожидания в защищённых от непогоды помещениях. От автовокзалов они отличаются размерами, отсутствием некоторых сервисов и тем, что не формируют собственных рейсов: все автобусы либо следуют транзитом, либо после отправления обязательно заходят на автовокзал. Постепенно некоторые из этих станций будут заменены капитальными автовокзалами. Новый автовокзал на Гусинобродском шоссе, получивший название «Главный», открыт 21 декабря 2019 года. Старый автовокзал, проработав три месяца как автостанция, окончательно закрыт 6 апреля 2020 года.

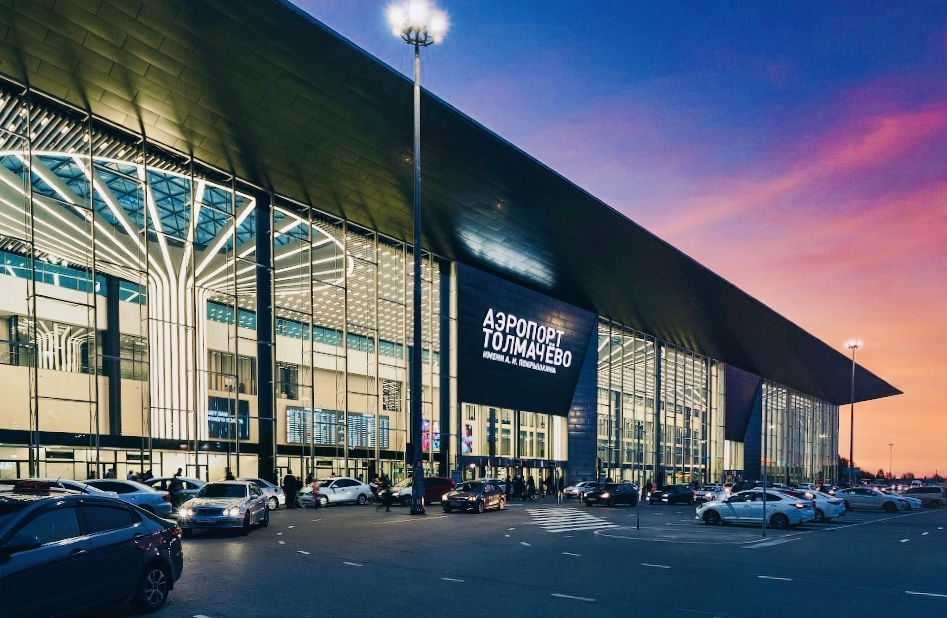
Новый терминал аэропорта

#### Авиационный транспорт

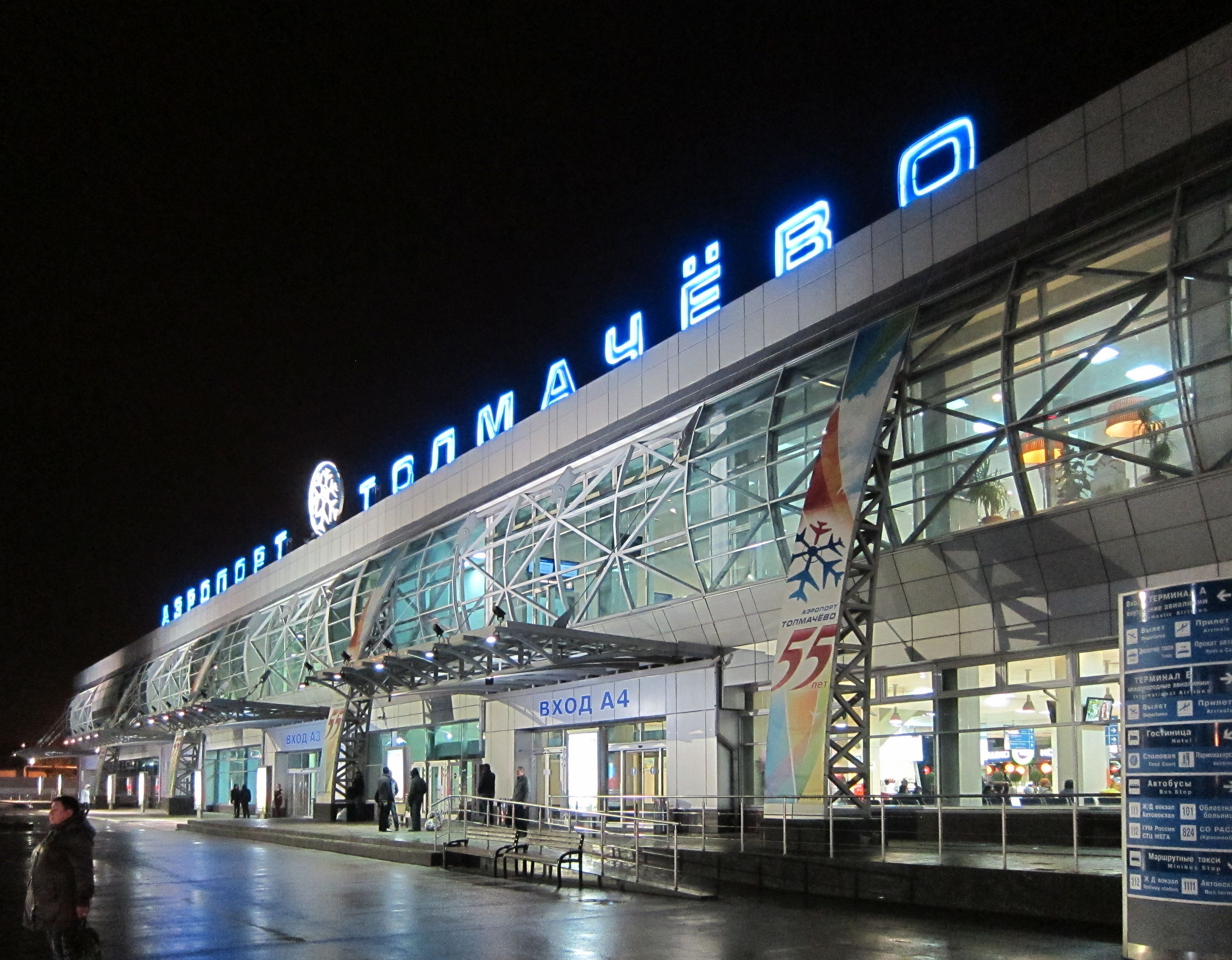
Старый терминал аэропорта

Новосибирск обслуживает международный аэропорт Толмачёво, крупнейший по пассажиропотоку в азиатской части России. Аэропорт находится на пересечении большого числа воздушных линий, идущих из Юго-Восточной Азии в Европу и из Северной Америки в Азию.
До 2011 года действовал ещё один аэропорт — Новосибирск-Северный, находившийся в черте города. В августе 2008 года в аэропорту прошёл I Чемпионат мира по высшему пилотажу на самолётах Як-52.

### Городской общественный транспорт
В 2018 году в Новосибирске действует 4 троллейбусных и 2 трамвайных депо (все объединены в МКП «Горэлектротранспорт»), 2 муниципальных предприятия пассажирского автотранспорта, множество частных автотранспортных предприятий и 1 предприятие, осуществляющее речные пассажирские перевозки в пределах городской черты. Протяжённость линий трамвая составляет 165 км, троллейбуса — 267 км. По официальным данным, в городе действует 11 трамвайных и 13 троллейбусных маршрутов. После снятия в 1992 году рельсов с Коммунального моста левобережная и правобережная сети трамвая не сообщаются между собой.
В 2006 году объёмы перевозок новосибирского городского транспорта составили около 430 млн пассажиров, из них:
- Метрополитен — 70 млн пассажиров;
- Наземный муниципальный транспорт — 192 млн пассажиров, в том числе трамвай — около 45 млн;
- Немуниципальный автобусный транспорт — 168 млн пассажиров.

#### Автобус

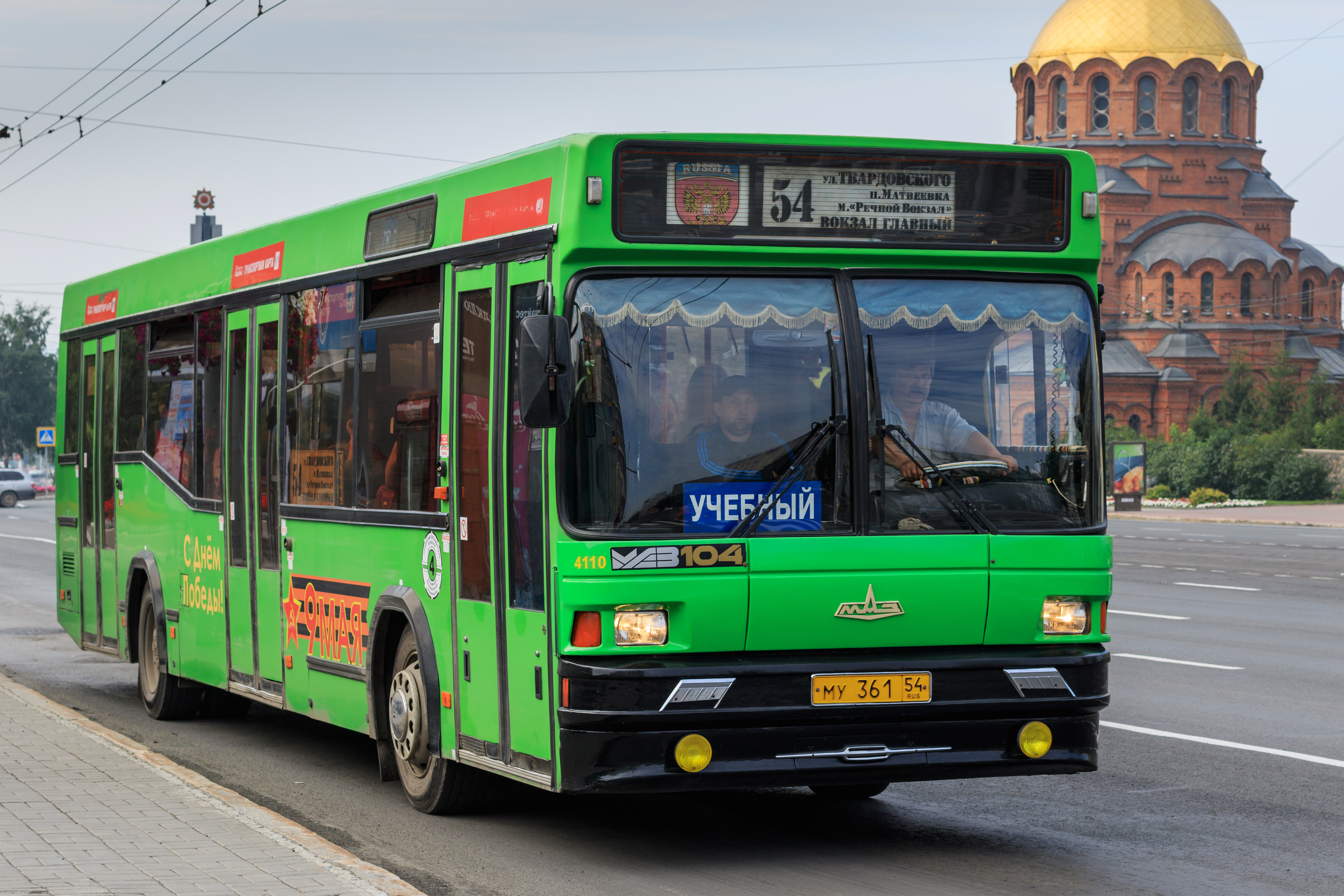
МАЗ-104 в Новосибирске

Автобус действует в городе с июля 1923 года.
В настоящий момент[когда?]

 новосибирская автобусная система включает 52 маршрута, обслуживаемых автобусами длиной более 10 метров (№ 3, 4, 5, 6, 7, 8, 11, 13, 14, 16, 18, 18к, 20, 21, 23, 28, 29, 30, 31, 32, 34, 35, 36, 37, 39, 41, 42, 44, 45, 46, 50, 51, 53, 54, 55, 57, 59, 60, 61, 64, 65, 68, 69, 73, 77, 79, 88, 91, 95, 96, 97, 98), и 17 маршрутов, обслуживаемых автобусами меньшего размера (№ 1, 9, 10, 15, 19, 24, 27, 40, 43, 48, 49, 52, 52к, 58, 67, 72, 74). Маршруты проложены во всех городских районах, часть из них позволяет перебраться с одного берега Оби на другой.
Автобусный парк представлен в основном машинами российского, белорусского, корейского и китайского производства. Большая часть автобусов оснащена классическим двигателем внутреннего сгорания, работающим на дизельном топливе, часть автобусов работает на сжиженном газе. К 2020 году планировалось перевести на газ половину всего подвижного состава. В 2012 году в порядке эксперимента испытывался электрический автобус на базе НЕФАЗ-52992.

#### Трамвай

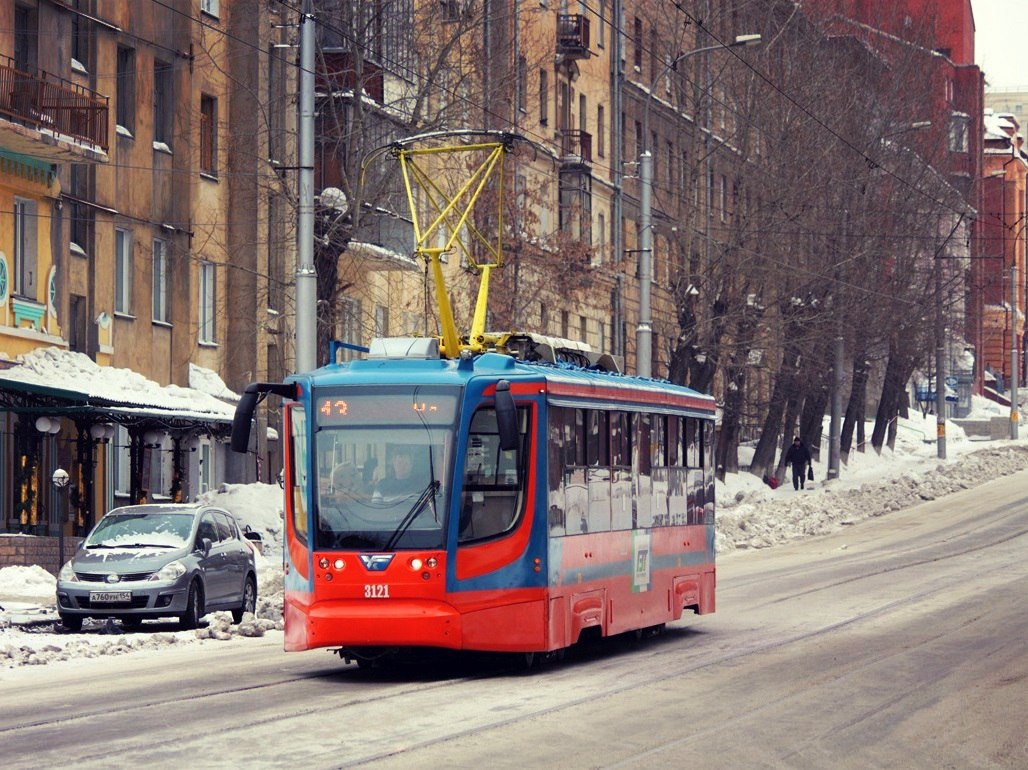
71-623 в Новосибирске

Трамвай действует в городе с 26 ноября 1934 года.
В настоящее время в Новосибирске действуют 10 маршрутов трамвая, из которых 7 маршрутов (№ 2, 3, 8, 10, 15, 16, 18) обслуживаются Левобережным депо (до объединения в 2000 г. — Ленинское депо и Кировское депо) и 3 маршрута (№ 11, 13, 14) — Правобережным депо (до объединения в 2001 г. — Дзержинское депо и Октябрьское депо).
Связь между левобережной и правобережной частями трамвайной сети отсутствует с 1992 года, когда были демонтированы трамвайные рельсы с Коммунального моста (такая же ситуация существовала в городе в 1940—1955 годах до момента сдачи Коммунального моста в эксплуатацию).
Трамвайный парк представлен в основном машинами советского, российского и белорусского производства.

#### Троллейбус

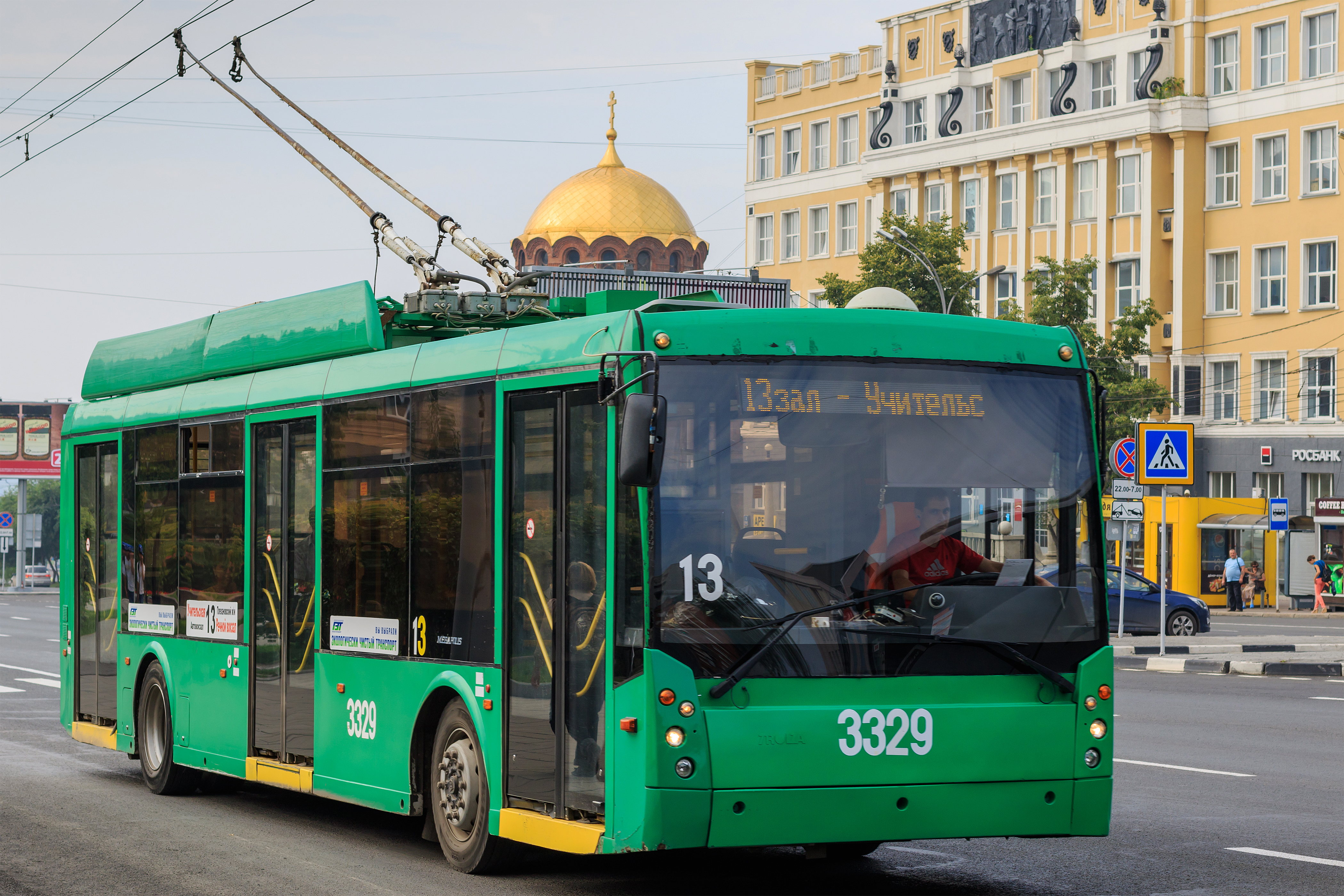
Тролза-5265 в Новосибирске

Троллейбус действует в городе с 6 ноября 1957 года. С 1984 года началась эксплуатация троллейбусных поездов из двух машин ЗиУ-682, работающих по системе Владимира Веклича. После Ленинграда Новосибирск стал вторым в СССР городом по количеству используемых поездов из троллейбусов ЗиУ-682.
В настоящий момент в городе действуют 14 маршрутов троллейбуса (№ 2, 4, 5, 7, 8, 10, 13, 22, 23, 24, 26, 29, 35, 36). Часть из них проходят только в правобережной части города, часть — только в левобережной, а часть — связывают между собой оба берега Оби.
Троллейбусный парк представлен машинами советского, российского и белорусского производства, являющимися «классическими» троллейбусами. В 2011—2012 годах в экспериментальном режиме испытывались троллейбусы, оснащённые системой автономного хода на литий-ионных аккумуляторах, производимых заводом «Лиотех». Этот эксперимент закончился вместе с банкротством «Лиотеха». В 2022 году было решено возобновить испытания на городских улицах троллейбусов с автономным ходом — на этот раз с УТТЗ-6241.01 «Горожанин».

#### Речной трамвай

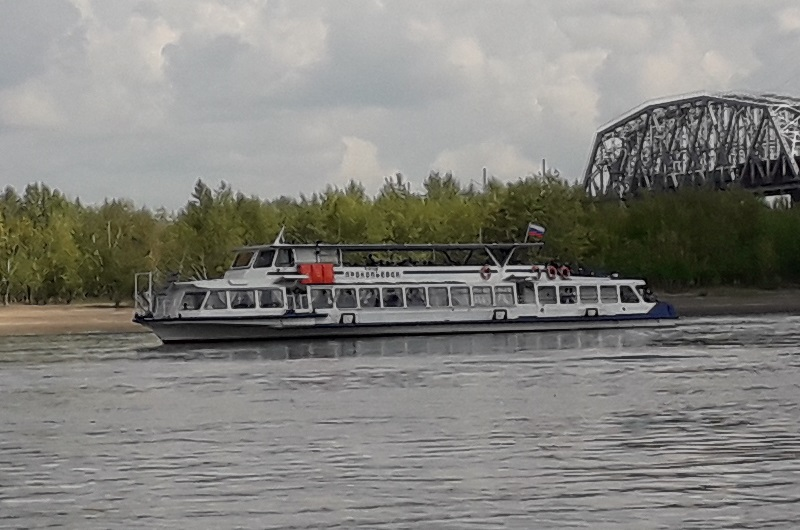
Судно типа «Москва» в Новосибирске

В Новосибирске в период навигации работает речной трамвай. Период навигации, как правило, открывается в конце апреля или в начале мая и закрывается в конце сентября или в начале октября.
История городского речного трамвая начинается в 1910 году, когда муниципалитет приобрёл пароход для организации переправы между берегами Оби. После открытия в 1955 году Коммунального моста городской водный транспорт стал использоваться не в качестве парома, а преимущественно для доставки пассажиров из центра города к дачным участкам ниже и выше по течению Оби.
В настоящее время действуют следующие маршруты речного трамвая: «Речной вокзал — Аквапарк» (данный маршрут не был включён в план навигационного сезона 2021 года из-за приостановки работы аквапарка вследствие тянущегося спора хозяйствующих субъектов), «Речной вокзал — Бугринский пляж — Остров Кораблик», «Речной вокзал — Северо-Чемской жилмассив — СНТ „Смородинка“ — СНТ „Тихие зори“». Маршруты не имеют нумерации.
Маршруты выполняются на речных судах типа «Москва»

#### Метрополитен

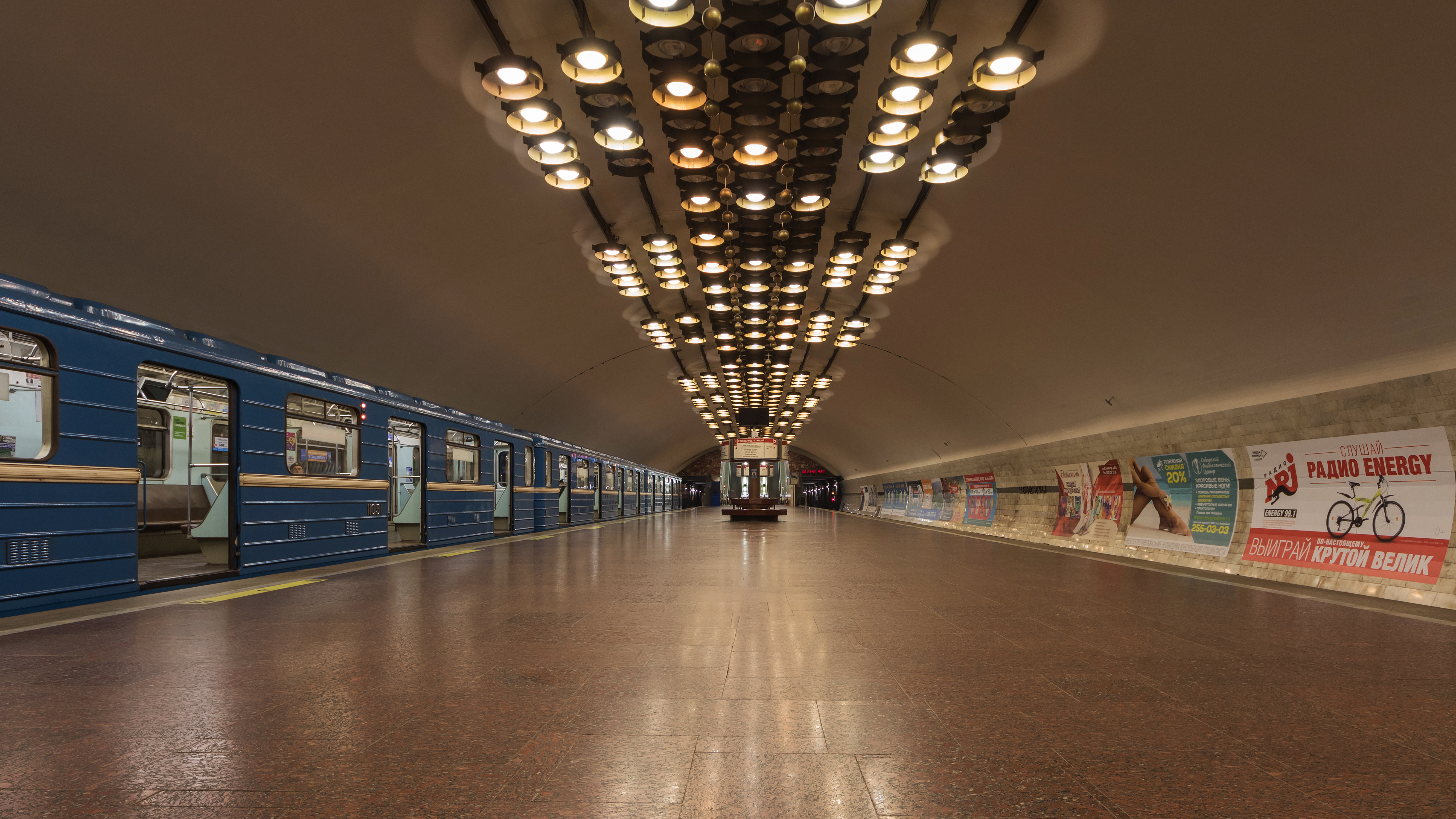
Платформа станции «Заельцовская»

Новосибирск — первый и пока единственный город в Сибири, в котором был пущен метрополитен: 28 декабря 1985 года подписан акт о приёмке в эксплуатацию первой очереди пускового комплекса, 7 января 1986 года началась эксплуатация в штатном режиме.
В настоящее время работают две линии Новосибирского метрополитена — Ленинская (красная), включающая станции «Площадь Маркса», «Студенческая», «Речной вокзал», «Октябрьская», «Площадь Ленина», «Красный проспект», «Гагаринская», «Заельцовская», и Дзержинская (зелёная), включающая станции «Площадь Гарина-Михайловского», «Сибирская», «Маршала Покрышкина», «Берёзовая роща», «Золотая Нива». В левобережной части города расположены только 2 станции: «Площадь Маркса» и «Студенческая», а все остальные — на правом берегу. Станции «Красный проспект» и «Сибирская» соединены пешеходным тоннелем, который позволяет пассажирам совершать пересадку между Ленинской и Дзержинской линиями.
Частью новосибирского метрополитена является крытый Новосибирский метромост через Обь, длина которого вместе с береговыми эстакадами превышает 2 километра, что является мировым рекордом.

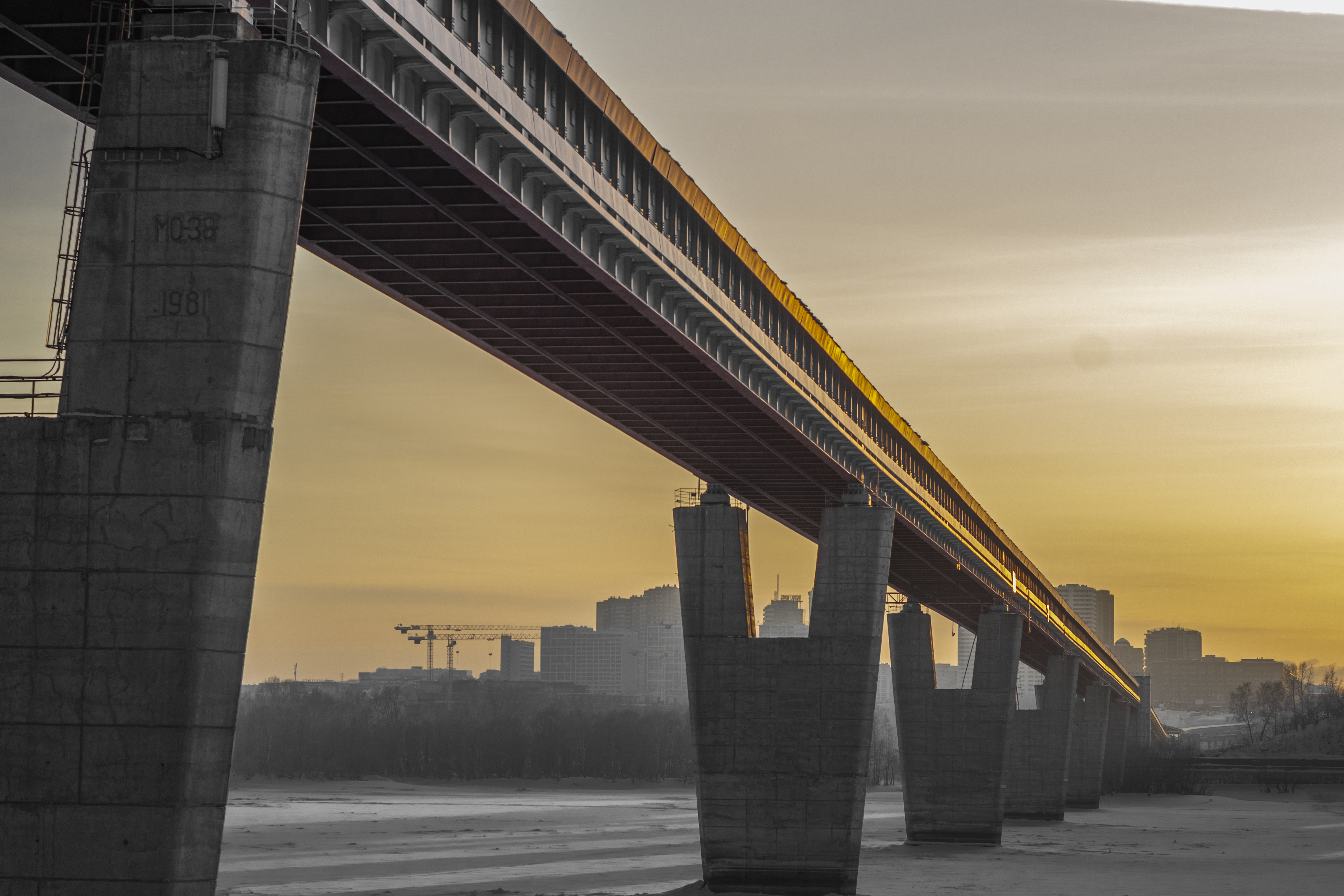
Новосибирский метромост на закате

В 2021 году метрополитен перевёз 75 млн пассажиров. Подвижной состав новосибирского метро состоит из 26 4-вагонных электропоездов (в общей сложности 104 вагона). Планируется постройка ещё нескольких станций метро, но реализация этих планов наталкивается на финансовые затруднения.

#### Городская железная дорога
В 2017 году руководство Западно-Сибирской железной дороги обратилось ко врио губернатора Новосибирской области Андрею Травникову с инициативой «Городская электричка», которая была им поддержана. Проект был рассчитан до 2025 года и предполагал создание системы линий внутригородского железнодорожного сообщения, которая должна была связать отдалённые микрорайоны, в первую очередь, левого берега (Чистая Слобода, Юго-Западный, Северо-Чемской, Южно-Чемской), с центром города (через главный вокзал) через Новосибирск-Западный. Отмечалось, что, собственно, железнодорожная инфраструктура готова к использованию и что городская электричка будет достаточно востребована у населения, однако рядом с пассажирскими платформами недостаёт транспортно-пересадочных узлов и перехватывающих парковок. Также рассматривались варианты включения в систему городской электрички направлений на Запад (в город Обь, Аэропорт «Толмачёво»), Север (Пашино) и Юг (Академгородок) со строительством новых остановочных платформ, в том числе таких как «Университет» близ НГУ и «Нордмолл» у планируемого к комплексной застройке микрорайона Клюквенный. В 2018 году общая стоимость проекта оценивалась приблизительно в 600 млн рублей.
Проект не был поддержан на федеральном уровне, поэтому он начал реализовываться в ограниченном виде городскими и областными силами. Движение поездов городской электрички было открыто 8 июля 2021 года, первое и единственное тогда направление соединило станцию «Новосибирск-Восточный» с «Пригородным простором» — новой остановочной платформой, расположенной рядом с микрорайоном Чистая Слобода и селом Толмачёво, стоимость поездки составила 26 рублей. За 2022 год, согласно данным Минтранса, внутри административных границ города было перевезено 6 миллионов пассажиров, стоимость проезда к январю 2023 г. увеличилась до 30 рублей.
С течением времени проект усложнился, выявились затруднения и стало понятно, что он не может быть реализован исключительно местными средствами (транссибирская магистраль перегружена составами и требуется строительство дополнительных путей, требуются также расширение первого железнодорожного моста, строительство новых остановочных пунктов и реконструкция старых), поэтому по состоянию на конец 2022 года перспективы дальнейшего развития городской электрички в Новосибирске были неясны.
16 декабря 2024 г. открылась о.п. «Клюквенный» близ одноимённого микрорайона, тогда же было запущено два новых маршрута городской электрички: «Клюквенный — Новосибирск-Главный — Пригородный простор» и «Новосибирск-Главный — Инская», стоимость проезда на момент открытия составила 35 рублей.

#### Маршрутное такси

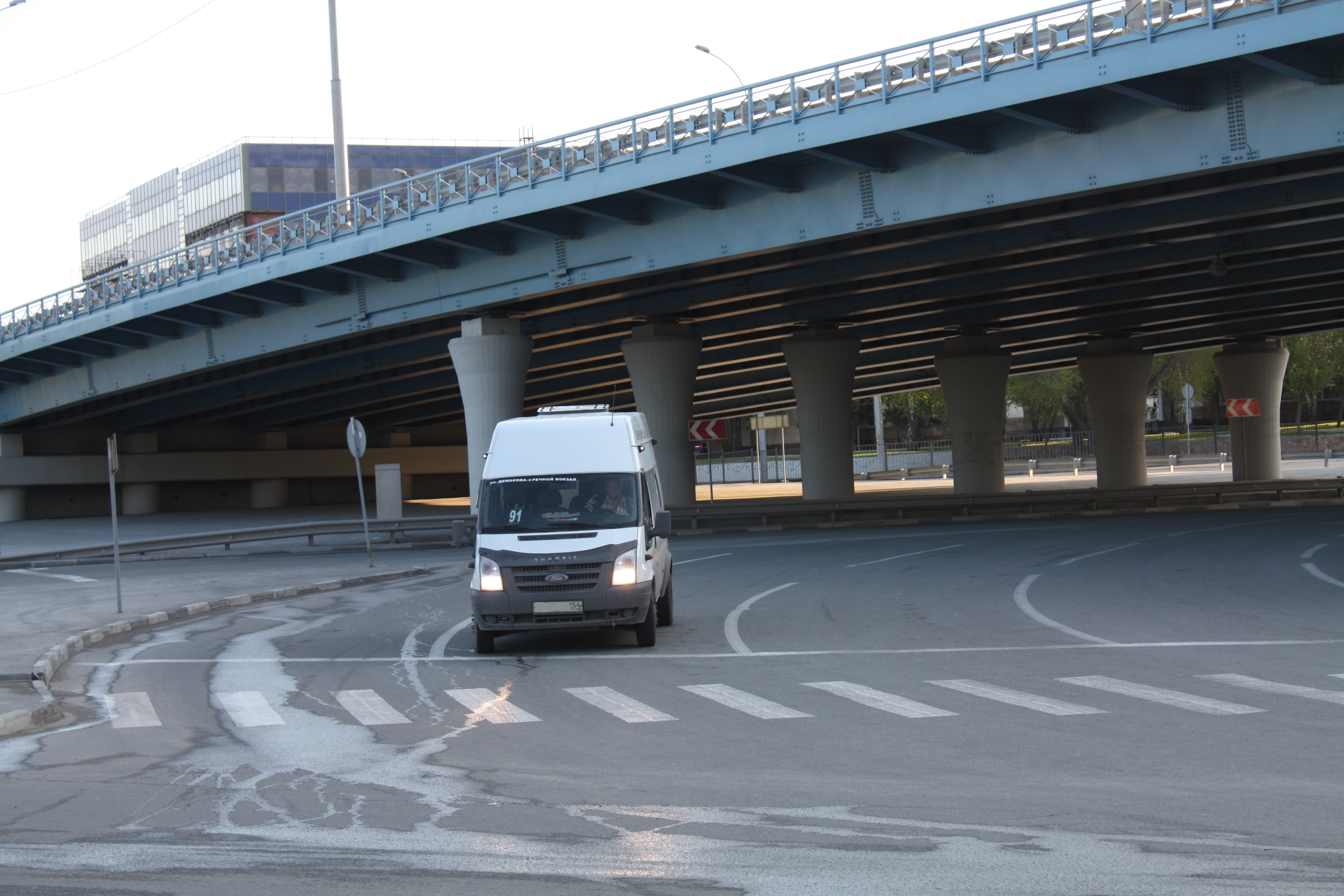
Маршрутка Ford Transit в Новосибирске

Маршрутки в Новосибирске считаются отдельным видом городского общественного транспорта и обозначаются в соответствующем реестре как «Маршрутное такси».
Первые маршрутки в Новосибирске появились ещё в 1970-х годах. Первоначально в качестве подвижного состава использовались РАФ-2203, которые имели окраску голубого цвета (в отличие от жёлтых автобусов, зелёных троллейбусов и красных трамваев). Изначально действовало 13 маршрутов, которые позволяли добраться из центра города в отдалённые районы, например, в Академгородок. В 1989 году появились первые кооперативные «рафики». В 1990-е годы все маршрутки стали частными; самым распространённым типом эксплуатируемых транспортных средств в то время был автомобиль «Газель». В 2000-е и 2010-е годы перевозчики стали постепенно переходить на более комфортабельные Ford Transit, Iveco Daily, Peugeot Boxer, Mercedes-Benz Sprinter.
В настоящий момент всего в общей сложности насчитывается 56 маршрутов (№ 1, 2, 4, 5, 6, 7, 8, 9, 10, 11, 12, 13, 14, 15, 16, 17, 17а, 18, 19, 20, 21, 23, 24, 25, 28, 29, 29а, 30, 32, 33, 34, 35, 42, 43, 44, 44а, 45, 46, 48, 49, 50, 51, 52, 53, 54, 55, 57, 62, 63, 64, 65, 68, 73, 86, 87, 91).

#### Такси
История новосибирского такси ведёт отсчёт с 1938 года. В настоящий момент службы сервиса такси перевозят пассажиров по Новосибирску и его пригородам. На 2021 год перевозки осуществляют как местные, так и федеральные, и даже международные операторы. Новосибирское такси представлено компанией «Гранд-авто», конкуренцию им составляют агрегаторы «Яндекс.Go», «Uber», «Gett», «Ситимобил», такси «Vkontакte», «InDrive». Перевозки осуществляются преимущественно на автомобилях зарубежного производства, не старше 1997 года.

#### Каршеринг и средства индивидуальной мобильности
Новый вид общественного городского транспорта, появившийся в Новосибирске сравнительно недавно. Операторы предоставляют в аренду как автомобили, так и электросамокаты. При этом для использования электросамокатов водительские права не требуются. Службы проката автомобилей представлены сервисами «Делимобиль» и «Cars 7», службы проката самокатов сервисами «Whoosh», «Яндекс. Go» и «Urent».

## Связь
В городе работают все операторы сотовой связи стандарта 2G/3G/4G:
- ПАО «Мобильные ТелеСистемы»
- ПАО «Вымпел-Коммуникации»
- ПАО «МегаФон», включая виртуального оператора Yota
- ПАО «Ростелеком» в лице дочерней компании ООО «Т2 РТК Холдинг» с сохранением торгового бренда «Tele2»

## Наука и образование

### Дошкольное и основное образование
В Новосибирске 244 дошкольных образовательных учреждения. Также в городе работают 215 общеобразовательных учреждений: 129 общеобразовательных школ, 17 гимназий, 21 лицей, 16 школ с углублённым изучением отдельных предметов, два образовательных центра, два учреждения «Начальная школа — детский сад», школа-интернат, 12 вечерних школ, 15 специальных (коррекционных) школ.
В списки лучших школ страны внесены многие образовательные учреждения Новосибирска (СУНЦ НГУ, лицей № 130 имени академика М. А. Лаврентьева, гимназия № 1, гимназия № 3, гимназия № 6 Горностай, Вторая Новосибирская гимназия).

### Высшее образование

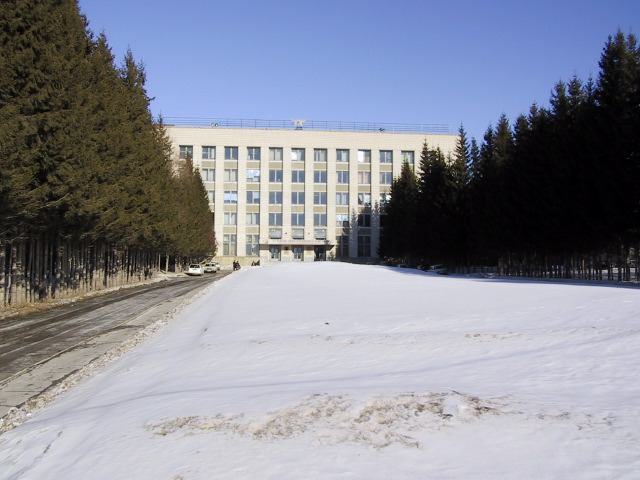
Институт ядерной физики СО РАН в Академгородке

Всемирную известность Новосибирску принёс Академгородок (Новосибирский научный центр Сибирского отделения Российской академии наук), на территории которого расположены десятки научно-исследовательских институтов, Новосибирский государственный университет, Физико-математическая школа НГУ, Высший колледж информатики НГУ. Недалеко от Новосибирска, в наукограде Кольцово находится Государственный научный центр вирусологии и биотехнологии «Вектор». В посёлке Краснообск расположено Сибирское отделение Российской академии сельскохозяйственных наук.
Всего в Новосибирске 28 высших учебных заведений (13 университетов, 3 академии, 12 институтов), в том числе, имеются филиалы вузов других городов России (Москвы, Санкт-Петербурга, Томска). Самым крупным вузом является Новосибирский государственный технический университет (НГТУ), в котором обучается более 13 тысяч студентов.

### Университеты
- НГУ, Новосибирский государственный университет
- НГТУ, Новосибирский государственный технический университет
- НГУЭУ, Новосибирский государственный университет экономики и управления
- НГАУ, Новосибирский государственный аграрный университет
- НГУАДИ, Новосибирский государственный университет архитектуры, дизайна и искусств (бывш. НГАХА)
- НГАСУ, Новосибирский государственный архитектурно-строительный университет (Сибстрин)
- НГМУ, Новосибирский государственный медицинский университет
- НГПУ, Новосибирский государственный педагогический университет
- СГУВТ, Сибирский государственный университет водного транспорта
- СГУГиТ, Сибирский государственный университет геосистем и технологий
- СГУПС, Сибирский государственный университет путей сообщения
- СибГУТИ, Сибирский государственный университет телекоммуникаций и информатики
- СибУПК, Сибирский университет потребительской кооперации

### Академии
- НГК, Новосибирская государственная консерватория им. М. И. Глинки
- НФРАП, Новосибирский филиал российской академии предпринимательства
- СибАГС, Сибирская академия государственной службы

### Институты
- Новосибирская духовная семинария
- Новосибирский военный институт войск национальной гвардии Российской Федерации
- Новосибирский государственный театральный институт
- Новосибирский институт ФСБ России
- Новосибирский институт экономики и менеджмента
- Новосибирский институт экономики, психологии и права
- Новосибирское высшее военное командное училище Министерства обороны Российской Федерации
- Сибирский институт международных отношений и регионоведения
- Новосибирский юридический институт Томского государственного университета (филиал)
- Новосибирский филиал Томского экономико-юридического института
- Новосибирский филиал Санкт-Петербургского государственного университета экономики и управления
- Новосибирский технологический институт (филиал Российского государственного университета имени А. Н. Косыгина (Технологии. Дизайн. Искусство))

Помимо этого в городе имеются 30 училищ, 22 колледжа, 12 техникумов.

## Культура

### Театры

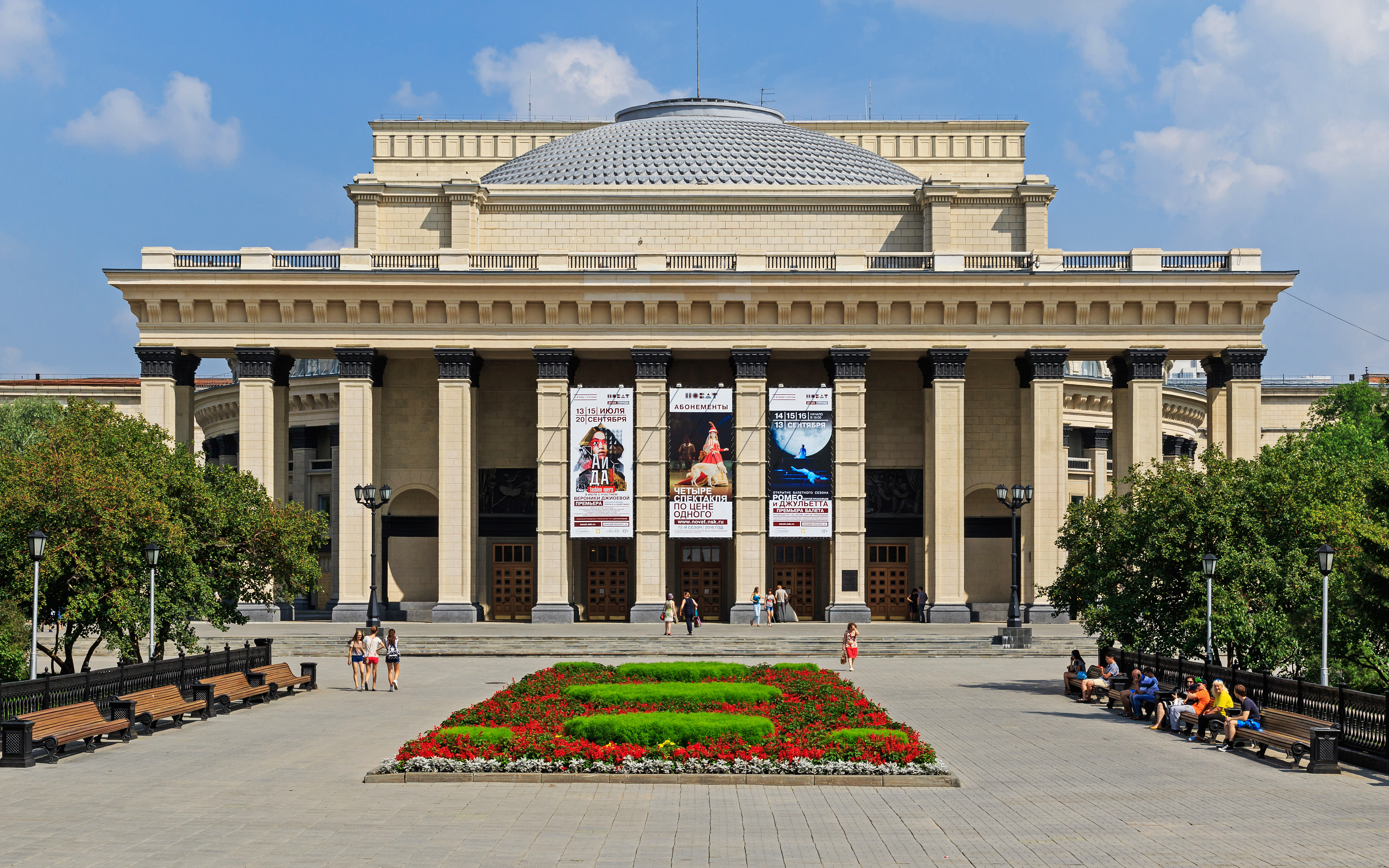
Театр оперы и балета

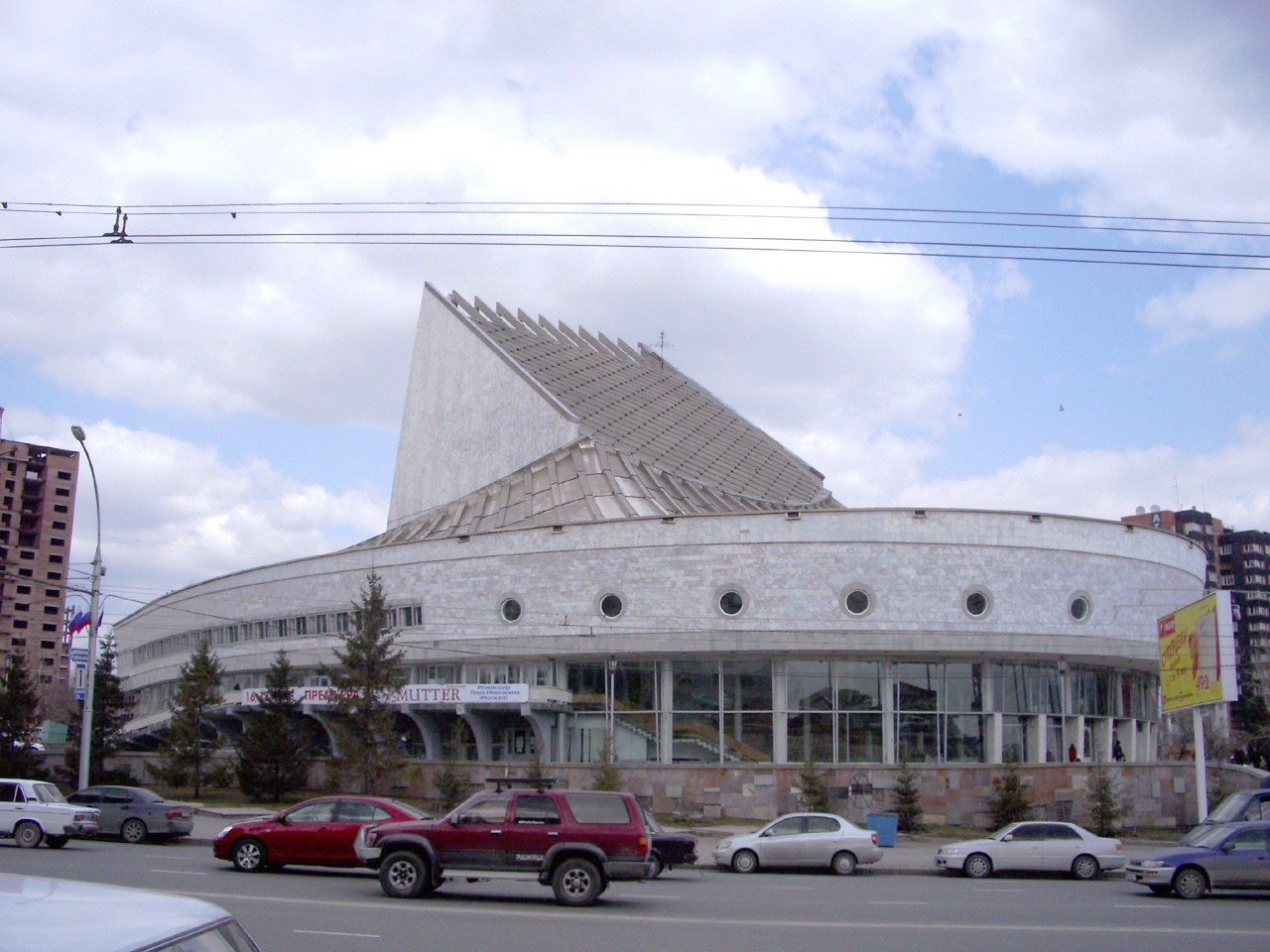
Театр «Глобус»

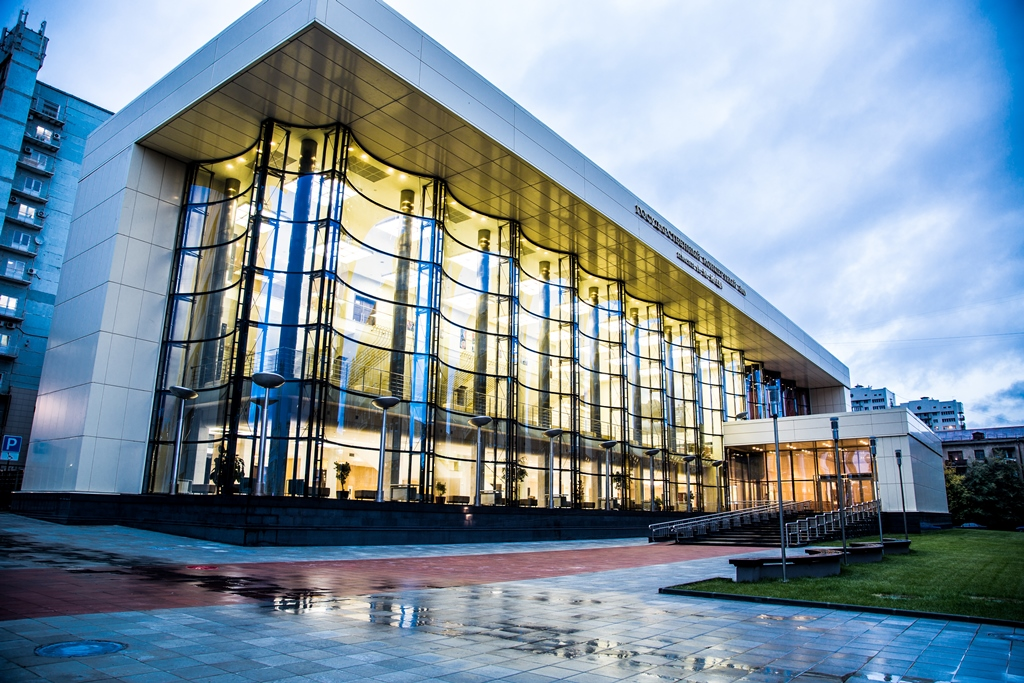
Государственный концертный зал имени Арнольда Каца

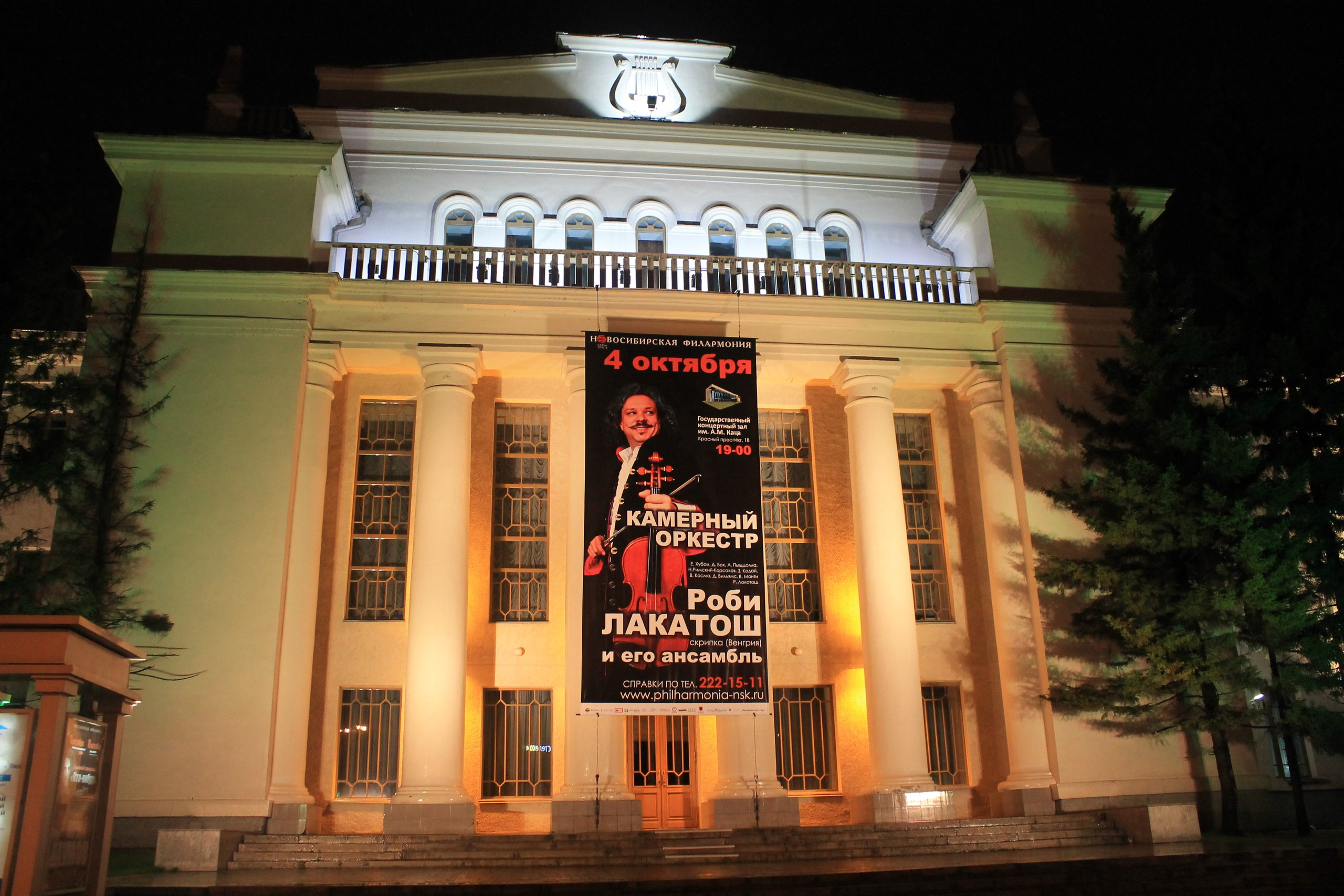
Камерный зал филармонии

Одной из культурных достопримечательностей Новосибирска являются театры, среди которых наиболее известным считается Оперный театр, ставший одним из символов Новосибирска. Его здание строилось с 1930-х годов, закончено в 1945 и является крупнейшим в России. В 2004—2005 годах он прошёл масштабную реконструкцию.
Перечень театров города:
- Новосибирский государственный академический театр оперы и балета
- Новосибирский государственный драматический театр «Старый Дом»
- Новосибирский академический молодёжный театр «Глобус»
- Новосибирский государственный академический драматический театр «Красный факел»
- Новосибирский городской драматический театр под руководством Сергея Афанасьева
- Новосибирский городской драматический театр «На левом берегу»
- Новосибирский театр музыкальной комедии
- Новосибирский областной театр кукол

### Филармонии
Новосибирская государственная филармония использует два основных зала:
- Государственный концертный зал имени Арнольда Каца,
- Камерный зал филармонии (Дом Ленина).

Филармония также даёт концерты в Доме учёных Новосибирского Академгородка и ряде дворцов культуры.

### Фестивали
В Новосибирске ежегодно проходит большое количество фестивалей. Некоторые из них:
- «Белое пятно» — фестиваль фантастики;
- Межвузовский поэтический фестиваль «Сверхновое чудо» (с 2008 года).
- Биеннале графики;
- «Встречи в Сибири» — фестиваль документального кино (ежегодный);
- «Жар-птица» — фестиваль детского мультипликационного кино (ежегодный);
- «Золотая капитель» — фестиваль архитектуры и дизайна (проходит 2 раза в год в декабре — январе и июне — июле);
- «Идея!» — фестиваль рекламы (ежегодный);
- «На ступенях» — фестиваль коллективов Новосибирской областной филармонии (ежегодный);
- «Покровская осень» — фестиваль русской музыки (ежегодный);
- Рождественский фестиваль искусств (проходит 1 раз в 2 года в декабре);
- Фестиваль фортепианной музыки памяти Веры Лотар-Шевченко (ежегодный);
- «Экстремум» — ежегодный фестиваль. Проходит в октябре с 2001 года;
- Zнаки — фестиваль молодёжных субкультур;
- «Anima Celtica» — Фестиваль кельтской музыки и танцев (1 раз в 2 года, летом);
- День Правды (ежегодный);
- Фестиваль снежных фигур в Новосибирске;
- Живая вода — фестиваль этнических культур (в Новосибирске с 2010 года);
- Три вороны — международный фестиваль уличных театров (с 2009 года);
- Международный молодёжный инновационный форум Interra | Интерра;
- Межрегиональный фестиваль светового шоу «Сибирское Сияние» (с 2012 года);
- Сибирский фестиваль татарской молодёжи (с 2008 года);
- Сибирский фестиваль родной культуры «Родники» (с 2013 года);
- Международный джазовый фестиваль Sib Jazz Fest[224];
- Сибирский астрономический форум «СибАстро» (с 2006 года, в сентябре).

С 16 по 21 мая 2008 года в г. Новосибирске прошли VII молодёжные Дельфийские игры России «В семье наше будущее!», посвящённые Году семьи. Игры были проведены Национальным Дельфийским Советом России под патронатом Международного Дельфийского комитета. Двенадцатые молодёжные Дельфийские игры России состоялись в Новосибирске с 16 по 21 мая 2013 года. В рамках Культурного проекта «Дельфийский Новосибирск — 2013» впервые параллельно прошли молодёжные Дельфийские игры России и Восьмые открытые молодёжные Дельфийские игры государств-участников СНГ. Игры прошли под патронатом Международного Дельфийского комитета и под эгидой Комиссии Российской Федерации по делам ЮНЕСКО.

### Кинотеатры

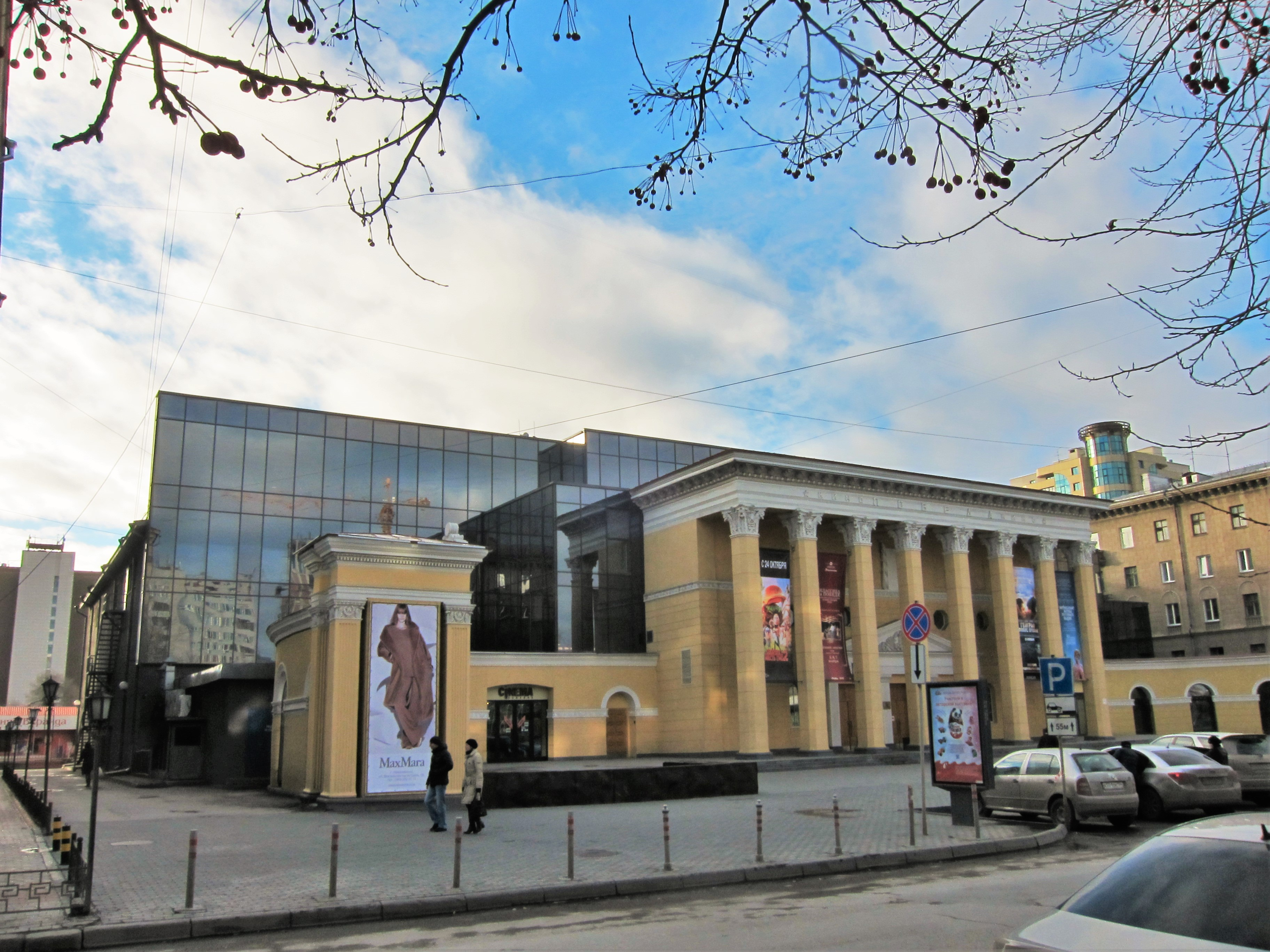
Кинотеатр «Победа»

В городе более 20 действующих кинотеатров, старейшими из которых являются кинотеатр им. В. Маяковского (1923 год, ранее назывался «Роскино» и «Совкино»), «Победа» (1926 год — «Пролёткино» и «Октябрь»), «Аврора», «Горизонт». Имеются залы с поддержкой стереофильмов. В городе работает кинотеатр «Синема Парк» с залом IMAX и IMAX 3D, а также кинотеатры с поддержкой технологии 4D.

### Планетарии
В городе действуют 2 планетария:
- Учебно-научный центр «Планетарий» при Сибирском государственном университете геосистем и технологий,
- Большой новосибирский планетарий на Ключ-Камышенском плато, открывшийся в 2012 году.

### Зоопарк

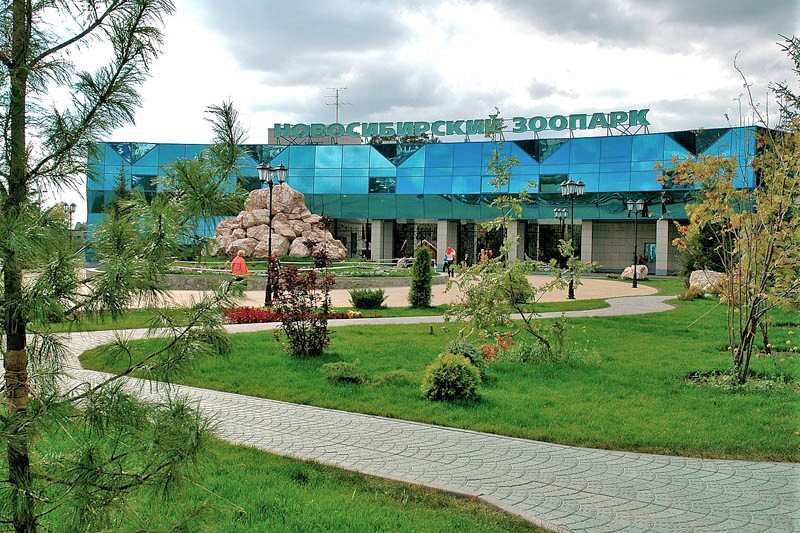
Вход в Новосибирский зоопарк

К культурным достопримечательностям города можно отнести Новосибирский зоопарк, расположенный на территории Заельцовского лесопарка. Расположение на территории соснового бора является уникальным случаем среди всех зоопарков мира. В нём содержатся около 10 000 особей 702 видов животных. Более 300 видов занесены в Международную Красную книгу, Красную Книгу России и Новосибирской области. Животные содержатся в просторных вольерах и часто дают потомство. В зоопарке собрана одна из богатейших в мире коллекций кошачьих и куницеобразных. Некоторые виды (аргали, львиный тамарин, такин и некоторые другие) не содержатся больше ни в одном из зоопарков России и СНГ. Особей кавказского леопарда нет ни в одном зоопарке мира, кроме новосибирского. Отдельно следует сказать о лигре — редком гибриде льва и тигрицы.

### Музеи
- Новосибирский государственный художественный музей (учреждён в 1957 году, ранее Новосибирская картинная галерея) содержит обширное собрание живописи, графики, иконописи, скульптуры, декоративно-прикладного искусства и литья.
- Новосибирский государственный краеведческий музей (основан в 1920 году) имеет две экспозиции — историческую (адрес: Красный проспект, 23) и природоведческую (адрес: Вокзальная магистраль, 11). Историческая экспозиция находится в самом центре Новосибирска и занимает одно из старейших зданий города. Здесь размещены подлинные археологические и этнографические предметы, иллюстрирующие быт коренных народов Сибири и русского старожильческого населения, отдельный зал посвящён истории города Ново-Николаевска (Новосибирска). В отделе природы музея собраны коллекции минералов, фауны и флоры Новосибирской области. В экспозиции представлен уникальный экспонат — полный скелет мамонта, найденный в Коченёвском районе Новосибирской области.
- Музей казачьей славы — открылся в Новосибирске 17 августа 2007 года. В экспозиции представлены элементы казачьего быта и уклада, традиционная казачья войсковая амуниция, одежда и вооружение, фотодокументы о деятельности казачества, исторические казачьи награды и награды воинов, погибших в локальных войнах[227].

Стела блокадникам, за ней — здание ГПНТБ

- Новосибирский музей железнодорожной техники им. Н. А. Акулинина — расположен между станцией Сеятель железной дороги Новосибирск — Бердск и Бердским шоссе, ведущим от центра Новосибирска к Академгородку, и относится к Западно-Сибирской железной дороге. В музее собрана большая коллекция паровозов, тепловозов, электровозов и вагонов, в основном работавших на железных дорогах Западной Сибири. Кроме того, в коллекции музея есть автомобильная часть: имеются советские легковые автомобили ГАЗ, Москвич, ЗАЗ разных лет выпуска, а также несколько грузовиков, тракторов и вездеходов.
- Музей «Сибирская берёста» — был открыт 27 июня 2002 года в памятнике архитектуры, расположенном по адресу: ул. М. Горького, 16. Авторские работы из берёсты современных сибирских художников и мастеров украшают интерьер старого дома.
- Музей Н. К. Рериха — здание сдано в эксплуатацию и торжественно открыто 7 октября 2007 года с водружением Знамени Мира[228] (накануне Дня Сергия Радонежского 8 октября и Дня Культуры — Дня рождения Н. К. Рериха — 9 октября). На территории музея установлена арка с Колоколом Мира.
- Музей Солнца — официально зарегистрирован в 2000 году, фактически функционирует с 1994 года. В экспозиции — иллюстрации этнических традиций изображения Солнца и Солнечной системы, изображения богов и символов Солнца в наскальных рисунках древних народов, оригинальные изделия мастеров прикладного творчества, посвящённые солярной тематике[229].
- Историко-архитектурный музей под открытым небом — в музее представлены уникальные памятники деревянного зодчества и культуры Сибири.
- Сибирская мемориальная картинная галерея — художественно-мемориальный музей в городе Новосибирске. Тематика музея посвящена подвигу советского народа в Великой Отечественной войне (1941—1945).
- Музей ретротехники — расположен в начале Мочищенского шоссе, открылся в 2020 году. В экспозиции представлено порядка 60 единиц техники, включая военные образцы. Центральное место на площадке музея занимает воссозданный по оригинальным заводским чертежам «Руссо-Балт» с фигуркой двуглавого орла на капоте. По словам создателя музея Владимира Курдюмова, оригинальных машин этой марки сохранилось всего две: одна находится в санкт-петербургском политехническом музее, вторая — в Риге, где и производился автомобиль[230].

### Библиотеки
В городе действует 81 библиотека, в том числе:
- Государственная публичная научно-техническая библиотека СО РАН (ГПНТБ) — крупнейшая по книжному фонду библиотека азиатской части России, одна из крупнейших в мире;
- Новосибирская государственная областная научная библиотека (НГОНБ);
- Новосибирская областная детская библиотека им. А. М. Горького (НОДБ им. А. М. Горького);
- Новосибирская областная специальная библиотека для незрячих и слабовидящих (НОСБ);
- Новосибирская областная юношеская библиотека;
- Библиотека имени М. Е. Салтыкова-Щедрина.

### Достопримечательности
- Новосибирский Академгородок
- Улица Богдана Хмельницкого
- Красный проспект

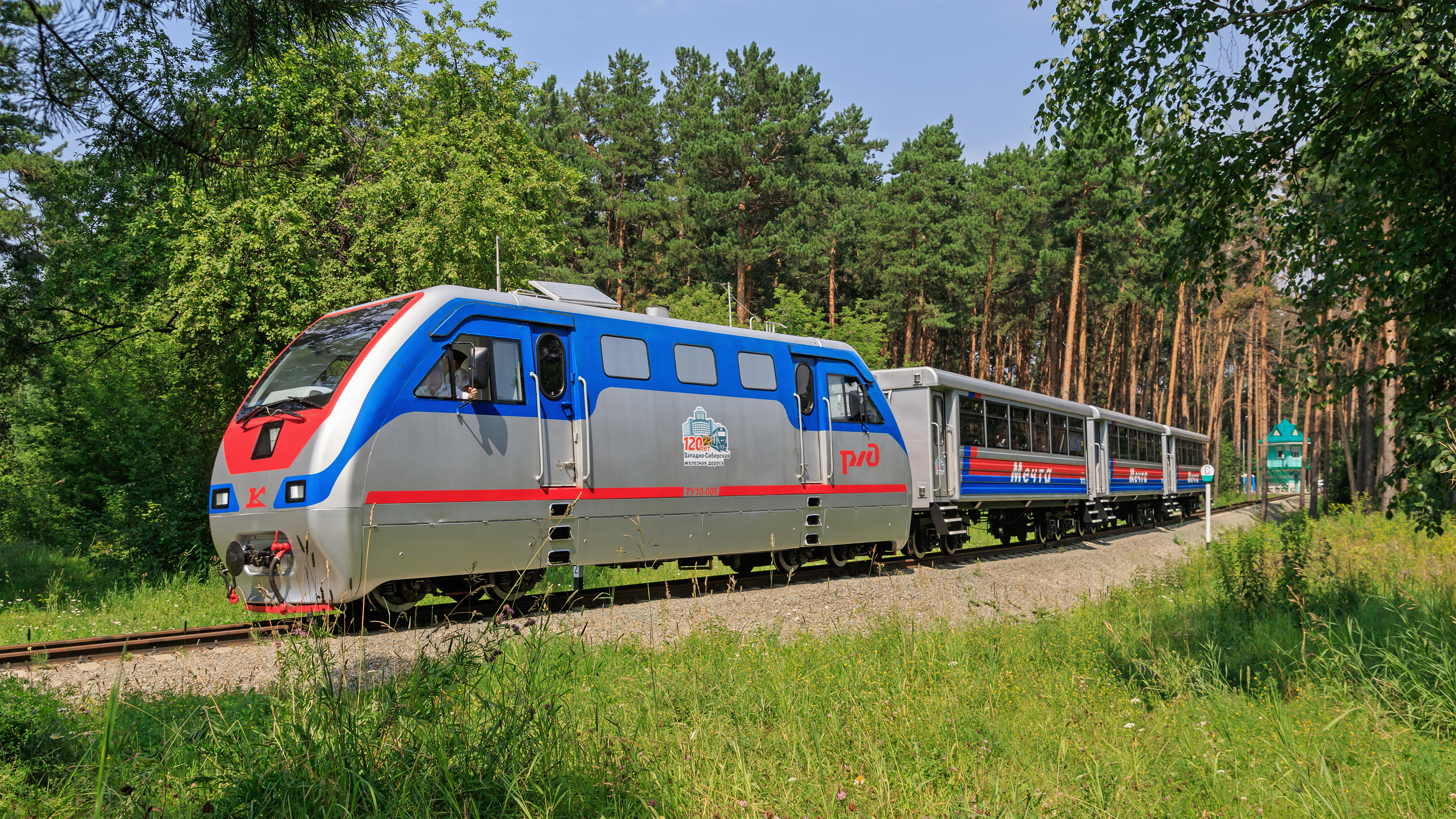
Детская железная дорога — поезд в районе станции Спортивная

- Новосибирский государственный академический театр оперы и балета (первое представление состоялось 12 мая 1945 года) — крупнейшее театральное здание России[231], памятник федерального значения, Символ города;
- Вокзал железнодорожной станции «Новосибирск-Главный» (принят в эксплуатацию в 1939 году), здание которого по форме напоминает мчащийся на восток зелёный паровоз;
- Собор Александра Невского — первое каменное здание города, освящённое спустя всего 6 лет после возникновения поселения. Около собора начинается главная улица Новосибирска — Красный проспект;
- Городской торговый корпус (ныне Новосибирский областной краеведческий музей) (строительство окончено в 1911 году) — памятник архитектуры федерального значения, вместе со зданиями Госбанка, гостиницы «Центральная», мэрии, архитектурной академии, Облпотребсоюза и театром оперы и балета составляют ансамбль главной площади города — площади Ленина;
- Стоквартирный дом (строительство окончено в 1937 году) — жилой дом, построенный по проекту знаменитого архитектора А. Д. Крячкова, памятник архитектуры федерального значения;
- Дом им. В. И. Ленина (ныне Новосибирская филармония) (строительство окончено в 1925 году) — построен в память о руководителе Октябрьской революции 1917 года. Для реализации этого проекта были выпущены открытки с изображением первоначального варианта здания, которые народ прозвал «кирпичиками» (стоимость одной открытки составляла 10 копеек — стоимость одного кирпича в то время). Открытки были раскуплены людьми в кратчайшие сроки;
- Здание коммерческого собрания (реконструировано в театр «Красный факел») — памятник архитектуры, первоначально построенный в 1914 году по проекту А. Д. Крячкова;
- Кварталы исторической дореволюционной застройки («Тихий центр») в Железнодорожном районе;
- Новосибирский музей железнодорожной техники — В музее собрана большая коллекция паровозов, тепловозов, электровозов и вагонов, а также советские легковые автомобили. Общая протяжённость выставочных площадок составляет около трёх километров.

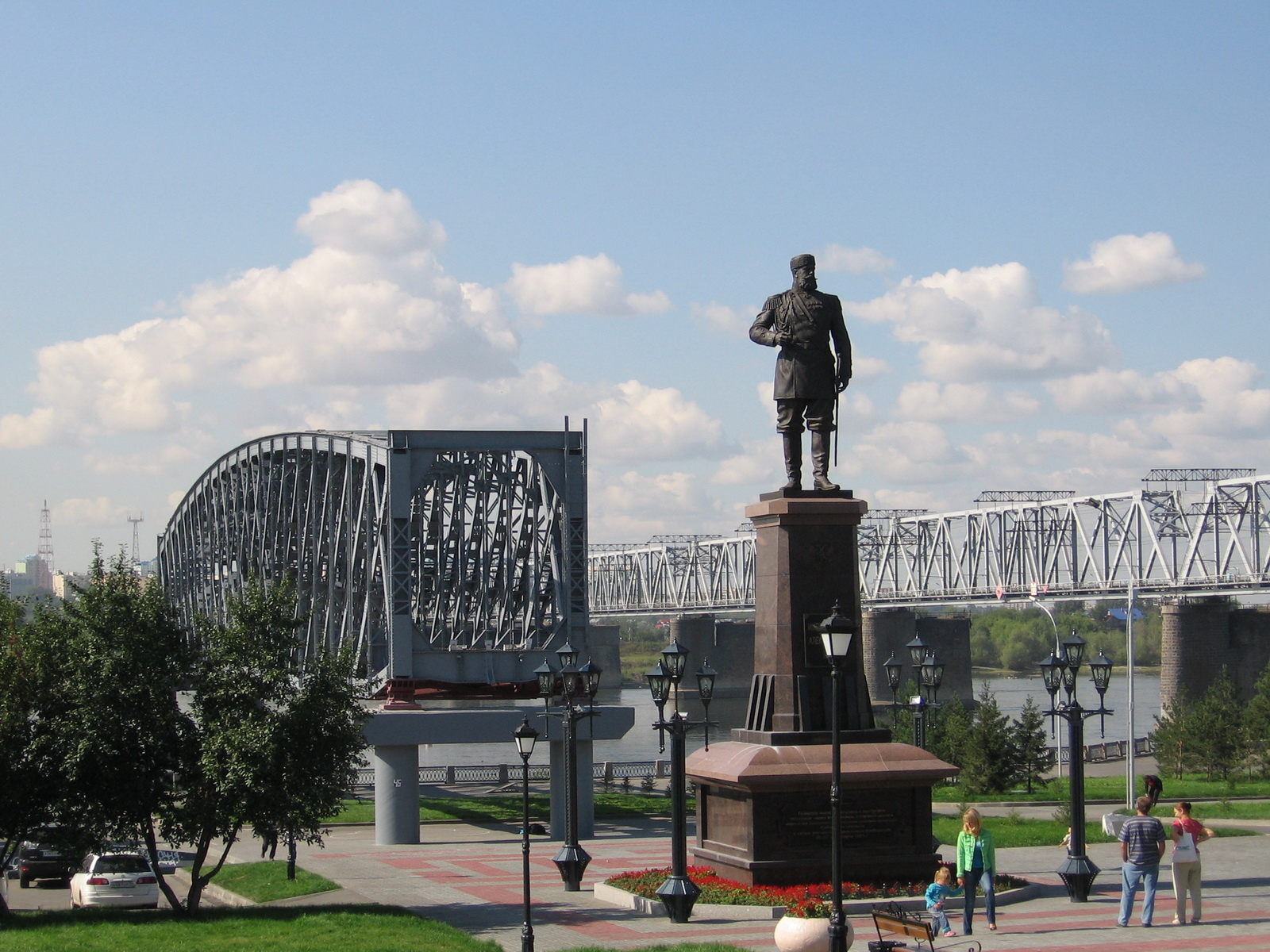
Памятник Александру III

- Памятник Александру IIIПаровоз-памятник ФД21-3000 Н. А. Лунина, установленный в память о новаторе железнодорожного транспорта;
- Новосибирский метромост через реку Обь, являющийся самым длинным крытым метромостом в мире — длина 2145 м;
- Новосибирское водохранилище (Обское море, заполнено в 1957—1959 годах) — популярное место отдыха и проведения различных соревнований, общая площадь 1082 км²;
- Новосибирский зоопарк, обладающий коллекцией более чем в 700 видов животных (почти 11 000 особей на 1 января 2012 года);
- Центральный сибирский ботанический сад — крупнейший в азиатской части России (площадь более 1000 га);
- Детская железная дорога протяжённостью более 5 км, расположенная в Заельцовском бору и имеющая 5 станций.
- Музей Солнца — единственный в России музей, посвящённый знакам и символам Солнца[232].

Памятник В. И. Ленину

- Памятник Александру III в парке «Городское начало» на берегу реки Обь. На открытии присутствовал праправнук императора гражданин Дании Павел Куликовский[233].
- Пролёт первого железнодорожного моста через р. Обь в парке «Городское начало»[234].
- Памятник Владимиру Ильичу Ленину Архивная копия от 28 января 2020 на Wayback Machine на площади им. Ленина. Открыт 5 ноября 1970 г. Бронза. Входит в число объектов культурного наследия федерального значения. Многофигурная композиция: справа от памятника В. И. Ленину три фигуры — рабочий, солдат и крестьянин — символизируют движущие силы революции, слева — фигуры юноши с факелом и девушки, несущей колосья, отражают преемственность поколений. Скульптор И. Ф. Бродский, архитекторы И. Г. Покровский, С. П. Скобликов, Г. Н. Бурханов.
- Первый в СССР памятник служебной собаке. В границах железнодорожной станции Инская в 1983 году установлен памятник псу Антею, на пьедестале которого написано: «Антею — верному другу в борьбе за сохранность социалистической собственности в 1968—1980 г.г. С его помощью задержано более 100 преступников и раскрыто 62 преступления». Антей служил со своим проводником И. Литвиновым в военизированной охране МПС СССР. Во время задержаний пёс не раз спасал жизнь своему проводнику[235].
- Памятник Ростиславу Шило. Установлен на площадке у Лебединого озера Новосибирского зоопарка в августе 2017 года[236].
- Памятник труженикам тыла, открыт в 2015 году.
- 28 августа 2018 года открыта «Стена памяти» (комплекс фотографий ветеранов Великой Отечественной войны) на Аллее ветеранов[237].

## Религия

### Русская православная церковь

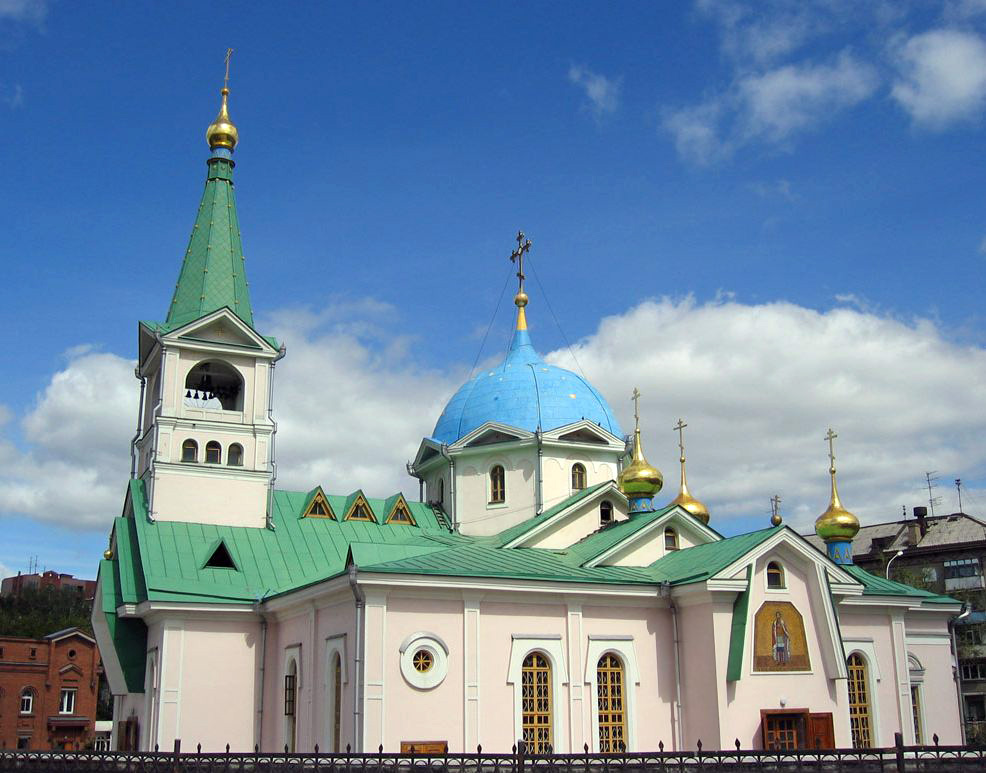
Вознесенский кафедральный собор

Николай Ермолов и Иннокентий Кикин — новосибирские новомученики.
- Вознесенский собор — кафедральный собор Новосибирской и Бердской епархии
- Собор Александра Невского — одно из первых каменных строений в городе
- Часовня во имя Святителя и Чудотворца Николая
- Церковь Покрова Пресвятой Богородицы
- Храм святого мученика Евгения — подворье женского монастыря во имя Архистратига Михаила
- Храм во имя святого великомученика и целителя Пантелеимона
- Церковь в честь иконы Божией Матери «Знамение-Абалацкая» (ул. Учительская)
- Храм во имя святого апостола Андрея Первозванного (ул. Тюленина)
- Успенская церковь в Берёзовой роще
- Храм Михаила Архангела (ул. Большевистская)
- Храм во имя Царя-страстотерпца Николая II (ул. Никитина)
- Храм во имя преподобной Евфросинии Полоцкой (Восточный жилмассив)
- Домовый храм НВИ МВД во имя равноапостольного князя Владимира
- Троицкий собор
- Мужской монастырь в честь святых Новомучеников Российских
- Храм во имя Всех святых
- Храм во имя преподобного Серафима Саровского (у монумента Славы)
- Успенская церковь на Затулинском жилмассиве
- Храм во имя Казанской иконы Божией Матери (Краснообск)
- Храм во имя Всех святых, в земле Российской просиявших, в Новосибирском Академгородке
- Храм Рождества Пресвятой Богородицы
- Благовещенская церковь на Шлюзе
- Никольская церковь в Нижней Ельцовке
- Мужской монастырь во имя Иоанна Предтечи (ОбьГЭС)
- Храм во имя святителя Митрофана Воронежского (Матвеевка)
- Храм во имя Казанской иконы Божией Матери (КСМ)

### Другие религиозные организации
- Старообрядческий собор Рождества Пресвятыя Богородицы — кафедральный собор Новосибирской и всея Сибири епархии Русской православной старообрядческой церкви
- Собор Преображения Господня — собор Католической церкви
- Молитвенный дом Христиан веры Евангельской на ул. Ленинградской
- Молитвенный дом Евангельских Христиан-Баптистов на ул. Каменской (построен в 1924 г.)
- Молитвенный дом Евангельских Христиан-Баптистов на ул. Солнечная (построен в 1961 г.)
- Молитвенный дом Евангельских Христиан-Баптистов на ул. Серафимовича (построен в 1988 г.)
- Молитвенный дом Евангельских Христиан-Баптистов на ул. Пестеля (построен в 1991 г.)
- Молитвенный дом Евангельских Христиан-Баптистов «Преображение» на ул. Океанской
- Молитвенный дом Евангельских Христиан-Баптистов на ул. Севастопольской
- Молитвенный дом Евангельских Христиан-Баптистов на ул. Бронный Переулок
- Церковь Завета Христиан Веры Евангельской (ДК «Прогресс»)
- Церковь «Часовня на Голгофе»
- Мечеть, местная религиозная организация мусульман г. Новосибирска
- Мечеть, местная религиозная организация мусульман г. Новосибирска азиатской части России
- Синагога при Новосибирском Еврейском общинном культурном центре (Щетинкина, 68)
- Ринчин-дацан — буддийский храм в Новосибирске
- Восточно-Российская Союзная Миссия Церкви Христиан Адвентистов Седьмого Дня (Лесная Поляна, 46)

## Кладбища
В Новосибирске действует восемь кладбищ (Гусинобродское, Заельцовское, Инское, Каменское, Клещихинское, Чемское, Северное, Южное), а также два крематория.
Заельцовское кладбище, располагающееся в северной части города у Мочищенского шоссе, относится к крупнейшим в городе (около 360 000 могил). Оно — одно из самых старых в Новосибирске. Среди похороненных на кладбище — один из основателей Новосибирска Н. М. Тихомиров, артист-баянист и гармонист Г. Д. Заволокин, митрополит Новосибирский Никифор (Асташевский), сестра М. А. Булгакова — В. А. Булгакова, музыковед И. И. Соллертинский, поэт Татьяна Снежина (впоследствии перезахоронена на Троекуровском кладбище в Москве), участник Парижской Коммуны А. Лежен (впоследствии перезахоронен у Стены коммунаров в Париже), рок-певица и поэтесса Янка Дягилева и другие.
Клещихинское кладбище открыто в 1952 году, занимает площадь 120 га. В 2001 году здесь была построена церковь иконы «Утоли Моя Печали» в стиле московских храмов XVII века. В 2009 году была возведена 13-метровая колумбарная стена с 280 нишами. На кладбище похоронен один из самых известных жителей Новосибирска Герой Советского Союза В. Г. Крикун. Здесь же находятся могилы известной русской актрисы Екатерины Савиновой и советского рок-музыканта Дмитрия Селиванова.
Южное (Чербузинское) кладбище находится в Академгородке (улица Арбузова). Известно тем, что здесь похоронены выдающиеся учёные — создатель Сибирского отделения РАН академик М. А. Лаврентьев, академики В. А. Коптюг, М. М. Лаврентьев, Г. И. Будкер, А. А. Трофимук, Н. Н. Яненко, В. Н. Монахов, лауреат Ленинской премии, кардиохирург Е. Н. Мешалкин и др., а кроме того, известная пианистка В. А. Лотар-Шевченко, музыкант и поэт Сергей Фалетёнок.

## СМИ

### Информационные агентства
В Новосибирске работают региональные представительства трёх крупнейших российских информационных агентств: «РИА Новости», ТАСС и «Интерфакс».

### Печатные издания
Крупнейшая издаваемая в Новосибирске печатная газета — Советская Сибирь, имеющая статус областной (в ней осуществляется официальное опубликование нормативных правовых актов, принимаемых региональными властями). Ещё одной новосибирской газетой является Вечерний Новосибирск, в которой до 2007 года осуществлялось официальное опубликование нормативных правовых актов, принимаемых городскими властями.
Среди региональных деловых изданий города — еженедельная газета «Континент Сибирь» (до 2001 года — «Коммерсант Сибирь»).
Также в еженедельном режиме выходит газета Ведомости Законодательного собрания Новосибирской области, имеющая статус областной. Помимо статей и новостей, в ней публикуются нормативные правовые акты, принимаемые региональным Законодательным собранием.
Кроме того, многие федеральные печатные издания имеют местные, «новосибирские» вставки.

### Телевидение
10 июля 1957 года состоялась первая опытная передача Новосибирской студии телевидения (в настоящее время — ГТРК «Новосибирск», филиал ФГУП «ВГТРК»). Регулярное вещание было начато 7 августа 1957 года. В 1959 году появилась первая передвижная телевизионная станция (ПТС). С ноября 1967 года телезрители Новосибирска получили возможность смотреть в цвете передачи Центрального телевидения. С появлением в 1975 году новой ПТС цветными стали и местные передачи. 1 августа 1991 года начала вещание телевизионная станция «Мир» — первая новосибирская негосударственная телекомпания. В 2000-е новосибирское телевидение пришло в упадок: в 2005 году были закрыты два негосударственных телеканала НТН-4 и НТН-12, телекомпании стали заключать договоры с московскими телеканалами на ретрансляцию их сигнала с небольшими местными вставками и рекламой. Значительно сократилось время собственного вещания ГТРК «Новосибирск» после включения её в состав ФГУП ВГТРК. В настоящее время собственное вещание в Новосибирске ведут «Телеканал ОТС», «НСК 49» и телеканал Сибирь 24 (ГТРК Новосибирск).

### Радио
9 сентября 1926 года в Новосибирске впервые в Сибири вышел в эфир радиовещательный передатчик «РВ-6» мощностью 4 кВт. В 1931 году на Инском разъезде, в 7 км от города, была построена третья на тот момент по мощности (после московской и колпинской) радиостанция «РВ-76» на 100 кВт. В 1956 году было начато вещание в КВ-диапазоне на радиостанции № 5, расположенной в Кировском районе Новосибирска.
C 1960-х до 1990-х годов в Новосибирске в УКВ-диапазоне было всего 2 передатчика: 67,88 МГц — Первая программа Всесоюзного радио с передачами Новосибирского радио и 69,26 МГц — Радио «Маяк», где велось стереовещание программ Новосибирского радио с 17 до 22 часов. В ДВ-диапазоне на частоте 270 кГц дублировались Первая программа Всесоюзного радио с передачами Новосибирского радио. В СВ-диапазоне работали передатчики 576 кГц — Радио Маяк, 675 кГц — Радио Юность и 1287 кГц — Третья программа Всесоюзного радио. Также, в Новосибирске была создана трёхканальная проводная радиотрансляционная сеть, которая работает до сих пор, несмотря на устаревшее оборудование. Ретранслирует «Радио России», «Радио Маяк» и «Радио 54».
С начала 1990-х годов ДВ и СВ диапазоны пришли в упадок и началось активное освоение УКВ диапазона. В настоящее время их в основном занимают московские радиостанции, но есть и местные вещатели:
«Городская волна», «Радио Юнитон».
Также есть свои радиоканалы, это — «Городская волна» на частоте 101,4 FM и «Радио 54» на частоте 106,2 FM.
С начала 1990-х годов ДВ и СВ диапазоны пришли в упадок и началось активное освоение УКВ диапазона. В настоящее время их в основном занимают московские радиостанции, но есть и местные вещатели: это — «Городская волна» на частоте 101,4 FM, «Радио 54» на частоте 106,2 FM, «Радио Юнитон» на частоте 100,7 FM.
В Новосибирской области действуют районные частоты «Радио 54» и «Радио России / ГТРК „Новосибирск“». В некоторых районах ещё сохраняются маломощные радиопередатчики в УКВ-диапазоне 65-74 МГц, но РТРС постепенно переводит всё радиовещание в диапазон 87-108 МГц.
До 2014 года в Новосибирске на частоте 171 кГц, принимается «Радио России» + Томское радио. Передатчик установлен там же, где и 270, 576 и 1026 кГц — в п. Радуга Мошковского района Новосибирской области.
Все передатчики, работающие в диапазонах ДВ, СВ и УКВ 65-74 МГц — отключены.
Радиостанции, вещающие в городе:
- 88,6 FM — Радио Орфей
- 89,1 FM — Like FM
- 92,4 FM — Радио Sputnik
- 92,8 FM — Радио 7 на семи холмах
- 93,2 FM — Радио Гордость
- 93,8 FM — Радио Маяк
- 94,2 FM — Love Radio
- 94,6 FM — Радио Вера
- 95,0 FM — Радио Мир
- 95,4 FM — Наше радио
- 95,8 FM — Детское радио
- 96,2 FM — Русское радио
- 96,6 FM — Серебряный дождь
- 97,0 FM — Ретро FM
- 97,4 FM — Comedy Radio
- 97,8 FM — Радио России / ГТРК «Новосибирск»
- 98,3 FM — Радио Комсомольская Правда
- 98,7 FM — Авторадио
- 99,1 FM — Радио ENERGY
- 99,5 FM — Юмор FM
- 100,0 FM — Новое радио
- 100,7 FM — Радио Юнитон
- 101,4 FM — Радио Городская Волна
- 102,0 FM — Дорожное радио
- 102,6 FM — Радио Monte-Carlo
- 103,2 FM — Европа Плюс
- 103,9 FM — DFM
- 104,6 FM — Вести FM
- 105,2 FM — Хит FM
- 105,7 FM — Business FM
- 106,2 FM — Радио 54
- 106,7 FM — Радио Дача
- 107,7 FM — Relax FM
- 538 UHF DVB-T2 — Вести FM, Радио Маяк, Радио России / ГТРК «Новосибирск» в составе первого мультиплекса цифрового ТВ.
- Интернет-радиостанции Новосибирска: «АБСОЛЮТ парк радио», РАДИО "ВЕТЕР СИБИРИ, "Радио «МОСТ», Радио MUZKOM, Радио Новосибирск, Новое Вещание, LEGENDFM.

### Интернет-издания
К числу новосибирских интернет-изданий относятся НГС, Сиб.фм, Сибкрай.ru и ряд других.

## Спорт
Хоккей

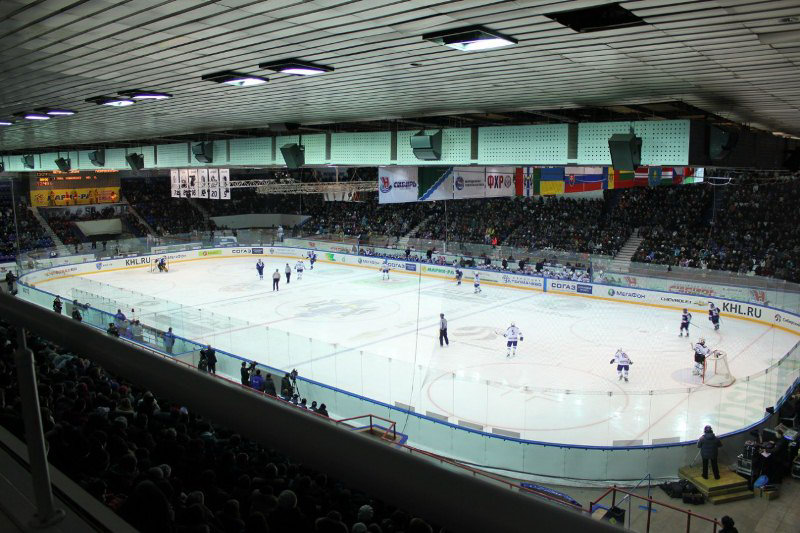
ЛДС «Сибирь»

- Хоккейный клуб «Сибирь» выступает в чемпионате КХЛ. В седьмом сезоне КХЛ 2014/2015 клуб завоевал бронзовые медали.
- В чемпионате МХЛ выступает хоккейный клуб «Сибирские Снайперы».
- Женский хоккейный клуб «Гризли» выступает в Лиге женского хоккея с 2015 года. С 2016 года выступает в двух составах: «Гризли-1» и «Гризли-2». В сезоне 2016/2017 «Гризли-1» стал бронзовым призёром финала VI Всероссийского фестиваля по хоккею среди любительских команд. Женский хоккейный клуб «Сибирские хаски», выступает в Лиге женского хоккея России.

Хоккей с мячом

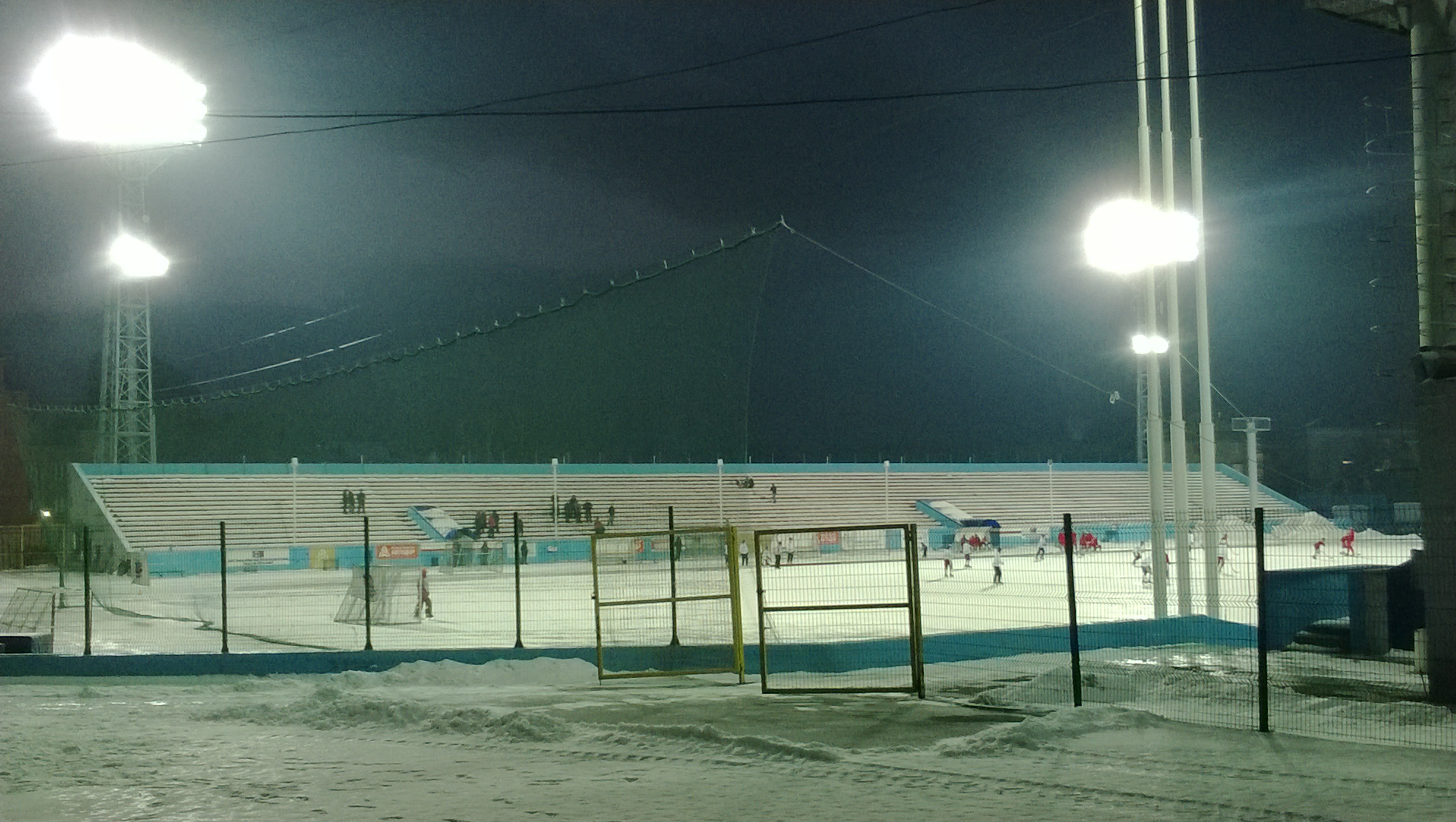
Стадион «Сибсельмаш»

- Хоккейный клуб «Сибсельмаш» — 4-кратный чемпион РСФСР по хоккею с мячом, чемпион России (1995), 3-кратный серебряный призёр чемпионата России, финалист Кубка европейских чемпионов. Выступает в суперлиге чемпионата России.
- В Высшей лиге выступает команда «Сибсельмаш»-2

Футбол
- Футбольный клуб «Сибирь» (до января 2006 года — «Чкаловец-1936») в сезоне 2010 выступал в Премьер-Лиге Чемпионата России и Лиге Европы УЕФА.
- В Первенстве ПФЛ (ранее — второй дивизион), «Восток» выступали команды «Сибирь-2», «Чкаловец», «Чкаловец-Олимпик».
- В первенстве России среди ЛФК, СФФ Сибирь выступала команда «Сибирь-М», которая 29 июня 2019 года была заменена на «Новосибирск-М».
- В 2019 году был создан новый футбольный клуб взамен расформированной «Сибири».
- Женский футбольный клуб «Новосибирск-Ж» — победитель первой лиги 2022.

Мини-футбол
- Мини-футбольный клуб «Сибиряк» — 2-кратный серебряный и 4-кратный бронзовый призёр чемпионата России, выступает в Суперлиге Чемпионата России по мини-футболу.
- В Высшей лиге (Восток) чемпионата России по мини-футболу выступает команда «Сибиряк-Д».

Волейбол
- Волейбольный клуб «Локомотив» — 2-кратный обладатель кубка России (2010, 2011), победитель Лиги Чемпионов сезона 2012/2013, победитель чемпионата России в сезоне 2019/2020, серебряный призёр чемпионата России в сезоне 2013/2014, бронзовый призёр в сезонах 2016/2017 и 2022/2023. Выступает в суперлиге чемпионата России.
- В Молодёжной волейбольной лиге выступает команда «Локомотив-ЦИВС» — победитель первенства Молодёжной волейбольной лиги сезона 2017/18, серебряный (2016/17) и бронзовый (2012/13) призёр; 4-кратный обладатель Кубка лиги (2012, 2013, 2015, 2017).
- В высшей лиге «Б» женского чемпионата России в зоне «Сибирь» выступает новосибирский клуб «Кировец».

Баскетбол
- Баскетбольный клуб «Новосибирск» выступает в Суперлиге. 2-кратный обладатель (2014/2015, 2016/2017) и 2-кратный бронзовый призёр (2017/2018, 2018/2019) Кубка России. Чемпион Суперлиги в сезоне 2014/2015.
- Женский баскетбольный клуб «Динамо» — 3-кратный чемпион СССР, обладатель Кубка Ронкетти, многократный чемпион РСФСР, 2-кратный серебряный призёр чемпионата России, выступает в премьер-лиге чемпионата России.

Спидвей
- Команда по гаревому и ледовому спидвею «Спидвей—Сибирь—РОСТО» — многократные чемпионы СССР по ледовому спидвею, чемпионы мира, входит в суперлигу российских команд по мотогонкам на льду[242].

В городе действуют 75 детско-юношеских спортивных школ: комплексная, по спортивным играм (волейбол, баскетбол), футболу, хоккею с шайбой и фигурному катанию, школы единоборств. Также имеются коммерческие пейнтбольные клубы и лазертаг-клубы.

### Известные спортсмены
Новосибирскими спортсменами — победителями и призёрами олимпийских игр, заслуженными мастерами спорта являются:
- Михаил Алоян — заслуженный мастер спорта, бронзовый призёр Олимпийских игр по боксу, 2-кратный чемпион мира, чемпион Европы, 3-кратный чемпион России.
- Зинаида Амосова — заслуженный мастер спорта СССР, олимпийская чемпионка по лыжам, 2-кратная чемпионка мира.
- Анна Богалий — заслуженный мастер спорта, двукратная олимпийская чемпионка по биатлону, 3-кратная чемпионка мира, чемпионка Европы, многократный победитель и призёр этапов Кубка мира.
- Сергей Булыгин — заслуженный мастер спорта, олимпийский чемпион по биатлону, 4-кратный чемпион мира.
- Александр Бутько — заслуженный мастер спорта, олимпийский чемпион по волейболу.
- Роман Власов — заслуженный мастер спорта, 2-кратный Олимпийский чемпион по греко-римской борьбе, 3-кратный чемпион мира, 4-кратный чемпион Европы, 4-кратный чемпион России.
- Александр Карелин — заслуженный мастер спорта, борец классического (греко-римского) стиля, 3-кратный олимпийский чемпион, 9-кратный чемпион мира, 12-кратный чемпион Европы, Герой России, почётный житель Новосибирска.
- Григорий Кириенко — заслуженный мастер спорта, двукратный олимпийский чемпион, 7-кратный чемпион мира по фехтованию на саблях, 2-кратный обладатель Кубка мира, пятикратный победитель Кубка европейских чемпионов.
- Виктор Маматов — заслуженный мастер спорта СССР, заслуженный тренер СССР и РФ, кандидат педагогических наук, двукратный олимпийский чемпион по биатлону, 4-кратный чемпион мира.
- Виктор Маркин — заслуженный мастер спорта СССР, двукратный олимпийский чемпион по лёгкой атлетике, чемпион мира, рекордсмен Европы.
- Владимир Морозов — заслуженный мастер спорта России, бронзовый призёр Олимпийских игр по плаванию, восьмикратный чемпион мира.
- Ирина Минх — заслуженный мастер спорта СССР, олимпийская чемпионка по баскетболу, бронзовый призёр Олимпийских игр, призёр чемпиона мира, чемпионка Европы.
- Евгений Подгорный — заслуженный мастер спорта, олимпийский чемпион по спортивной гимнастике, призёр чемпиона мира, 2-кратный чемпион Европы.
- Станислав Поздняков — заслуженный мастер спорта, 4-кратный олимпийский чемпион, 10-кратный чемпион мира, 13-кратный чемпион Европы, 5-кратный обладатель Кубка мира по фехтованию.
- Андрей Перлов — заслуженный мастер спорта СССР, олимпийский чемпион по спортивной ходьбе на 50 км, рекордсмен мира на дистанции 30 км, экс-рекордсмен мира на дистанциях 20 и 50 км.
- Игорь Полянский — заслуженный мастер спорта СССР, олимпийский чемпион по плаванию, двукратный чемпион мира, 3-кратный чемпион Европы.
- Сергей Тарасов — заслуженный мастер спорта, олимпийский чемпион по биатлону, двукратный чемпион мира.
- Александр Тихонов — заслуженный мастер спорта СССР, заслуженный тренер России, 4-кратный олимпийский чемпион по биатлону, 12-кратный чемпион мира, победитель первого в истории Кубка мира.
- Владимир Буре — заслуженный мастер спорта СССР, многократный призёр олимпийских игр, ставил рекорды СССР по плаванию в бассейне «Динамо».
- Елена Октябрьская — мастер спорта международного класса, восьмикратная чемпионка мира по подводному плаванию.
- Андрей Тарасенко — мастер спорта международного класса, советский и российский хоккеист, правый нападающий, тренер, воспитанник новосибирского хоккея.
- Владимир Тарасенко — мастер спорта, российский хоккеист, правый нападающий с опытом выступлений в НХЛ, воспитанник новосибирского хоккея.
- Сергей Дмитриев — вице-президент Новосибирской областной федерации бодибилдинга и фитнеса, заслуженный мастер спорта России, двукратный абсолютный чемпион России, семикратный чемпион России, чемпион Европы, трёхкратный чемпион мира.
- Григорий Кокус — мастер спорта международного класса, двукратный чемпион мира по зимнему виндсёрфингу.

### Спортивные соревнования
В Новосибирске неоднократно проводились крупные международные и всероссийские соревнования:
- 17—22 марта 1992 года — финальный этап Кубка мира и чемпионат мира в командной гонке по биатлону.
- 11—16 марта 1997 года — финальный этап Кубка мира по биатлону.
- 14—19 февраля 2005 года — чемпионат Европы по биатлону[243].
- 21—26 марта 2007 года — чемпионат России по биатлону с участием ряда приглашённых сильнейших биатлонистов мира: Уле-Эйнара Бьёрндалена, Ларса Бергера, Халвара Ханевольда, Рикко Гросса, Кати Вильхельм[244].
- Ежегодно этапы Кубка России по биатлону, всероссийские соревнования по биатлону на «Приз Олимпийского чемпиона В. Ф. Маматова» и всероссийские соревнования по биатлону «Кубок А. Богалий»[245].
- 29 июня — 01 июля 2007 года чемпионат России по спортивной борьбе.
- Ежегодный международный турнир по греко-римской борьбе «Приз Карелина», проводившийся с 1992 года на протяжении 20 лет и его преемник — турнир «Сила традиций»[246].
- 17—19 апреля 2009 года — чемпионат и первенство России по спортивной аэробике[247].
- 22—24 апреля 2011 года — чемпионат и первенство России по спортивной аэробике[248].
- 3—6 марта 2012 года — чемпионат России по биатлону по дисциплинам Суперпасьют и Командная гонка.
- 11—13 марта 2015 года — чемпионат России по биатлону по дисциплинам Суперпасьют и Командная гонка.
- 28—29 марта 2015 года — финальные матчи кубка России по баскетболу.
- 5—11 мая 2018 года — чемпионат России по кёрлингу среди смешанных команд.
- 24—30 июня 2019 года — чемпионат России по тяжёлой атлетике.
- 15—20 января 2020 года — чемпионат России по греко-римской борьбе.
- 17—24 апреля 2021 года — чемпионат России по фехтованию.
- 21—28 марта 2023 года — чемпионат и первенство России по зимнему виндсёрфингу.
- 1 февраля 2025 года — Кубок Вызова МХЛ.
- 8—9 февраля 2025 года — Матч звёзд КХЛ.

### Спортивные сооружения
- Стадионы: «Спартак», «Сибирь», «Сибирь-Арена», «Сибсельмаш», «Локомотив», «Чкаловец», «Фламинго», «Заря», «Электрон»;
- Спортивные комплексы: спортивно-концертный комплекс «Север», Дворец спорта НГТУ, спортивно-оздоровительный комплекс СГУПС, «Водник», «Колумб», Городской теннисный центр, «Радуга», «Электрон», спорткомплекс «Космос»[249].

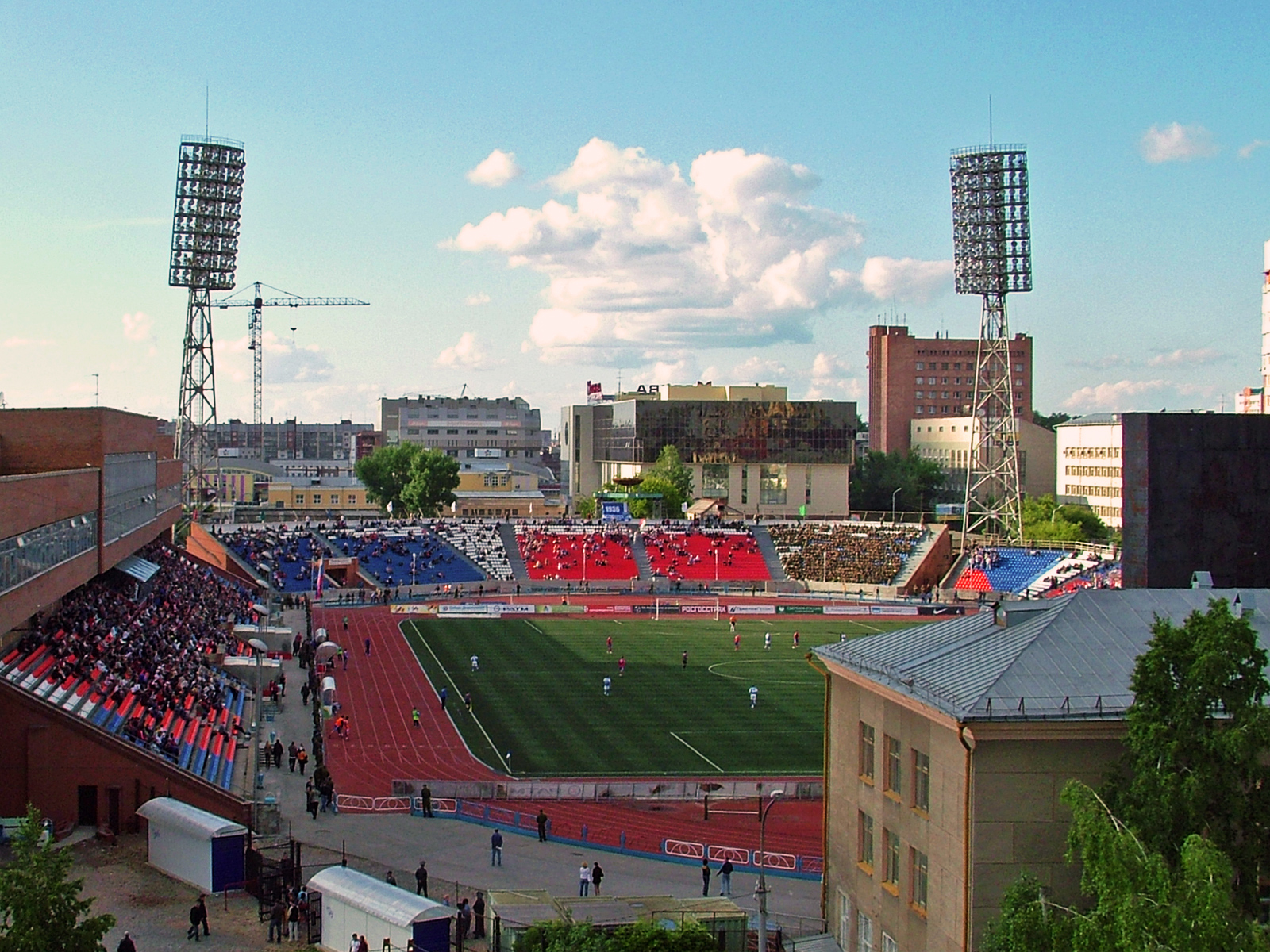
Стадион «Спартак»

- Стадион «Спартак»Бассейны: «Нептун» (1969), «Спартак», СКА, «Лазурный», «Молодость», «Афалина», «Бригантина», Бассейны НГУ, НГАВТ, НГТУ, СГУПС, СибУПК, НГУЭУ «Водолей», «Калинка»;
- Волейбольный центр «Локомотив-Арена»;
- Мотодром РОСТО (ДОСААФ);
- Картодром Автомотоцентр (ОЦД(Ю)ТТ);
- Биатлонный комплекс, лыжные базы: имени Тульского, «Локомотив», «Динамо», СДЮСШОР по лыжному спорту «Буревестник», «Красное знамя»;
- Ипподром;
- Сноуборд-парк «Горский», горнолыжные комплексы «Вираж», «Иня», «Альбатрос», «Ключи»;
- Кёрлинг-центр «Пингвин».

## Почётные жители
Список почётных жителей на 25 мая 2024 года:
- Агеев Владимир Фёдорович — генеральный директор акционерного общества «Трест „Связьстрой-6“».
- Бакуров Дмитрий Алексеевич — Герой Советского Союза. В 1942 году окончил Второе Томское артиллерийское училище, участник Великой Отечественной войны. Участвовал в Курской битве, форсировал Днепр, Десну, Припять. За форсирование Днепра в 1943 году получил звание Героя Советского Союза.
- Бирюля, Николай Афанасьевич — художественный руководитель Новосибирского областного театра кукол[251].
- Боков Владимир Анатольевич — председатель исполнительного комитета Новосибирского областного Совета народных депутатов.
- Бородин Юрий Иванович — директор научно-исследовательского института клинической и экспериментальной лимфологии СО РАМН, доктор медицинских наук, действительный член Российской академии медицинских наук.
- Галущак Борис Савельевич
- Гондатти Николай Львович — начальник Томской губернии, действительный статский советник, камергер Высочайшего двора. Первый и последний гражданский губернатор Приамурского края (1911—1917 гг.)
- Городецкий Владимир Филиппович — мэр Новосибирска.
- Горячев Фёдор Степанович — первый секретарь Новосибирского обкома КПСС с 17.01.1959 по 19.12.1978. Герой Социалистического Труда.
- Громов Игнатий Владимирович — один из руководителей партизанского движения в Западной Сибири, заместитель председателя Новониколаевского губисполкома.
- Добрецов Николай Леонтьевич — крупнейший учёный в области геологии, минералогии, магматической и матоморфической петрологии, тектоники и глубинной геодинамики, широко известный в России и за рубежом.
- Добряков Борис Борисович — заслуженный врач РФ, хирург и педагог[251].
- Еличев Яков Михайлович — бригадир каменщиков СУ-17 треста «3апсибтрансстрой», Герой Социалистического труда. Один из организаторов комплексных строительных бригад.
- Ершов Юрий Леонидович — академик Российской академии наук, профессор, доктор физико-математических наук.
- Жернаков Владимир Ипполитович — первый городской голова Новониколаевска с 9 января 1909 г. по 17 марта 1914 г.
- Индинок Иван Иванович — председатель горисполкома и мэр Новосибирска, глава администрации Новосибирской области.
- Казначеев Влаиль Петрович — директор Института общей патологии и экологии человека СО РАМН, действительный член Российской академии медицинских наук.
- Карелин Александр Александрович — Герой России, заслуженный мастер спорта СССР, трёхкратный олимпийский чемпион, неоднократный чемпион мира, Европы, Советского Союза и России.
- Кармачёв Валерий Николаевич — генеральный директор ОАО ПМСП «Электрон», заслуженный строитель Российской Федерации, участник ликвидации Чернобыльской аварии.
- Кац Арнольд Михайлович — художественный руководитель и главный дирижёр Новосибирского симфонического оркестра, профессор, лауреат Государственной премии, народный артист СССР.
- Кикина Анна Юрьевна
- Кондратюк Юрий Васильевич
- Коптелов Афанасий Лазаревич — писатель, лауреат Государственной премии СССР.
- Коптюг Валентин Афанасьевич — председатель Президиума СО РАН и вице-президент РАН, директор Института органической химии, академик, Герой Социалистического Труда, лауреат Ленинской премии.
- Косьяненко Виктор Григорьевич
- Кошкин Альберт Александрович — президент открытого акционерного общества «Сибмост», участник строительства всех мостов, путепроводов, коллекторов, подпорных стенок, пешеходных мостов и других искусственных сооружений, которые были построены в Новосибирске почти за полвека. В списке этих объектов — первый в Сибири цельносварной Димитровский коммунальный мост через Обь (сдан в 1978 году) и метромост в составе первой очереди Новосибирского метрополитена (ввод в 1985 году).
- Кулагин Михаил Васильевич — первый секретарь Новосибирского обкома ВКП(б) с 21.06.1941 по 13.01.1949.
- Лаврентьев Михаил Алексеевич — председатель Президиума СО АН СССР, академик, Герой Социалистического труда.
- Лыков Геннадий Дмитриевич — генеральный директор строительно-промышленного открытого акционерного общества «Сибакадемстрой», заслуженный строитель Российской Федерации, Герой Социалистического Труда, участник ликвидации Чернобыльской аварии.
- Лыщинский Георгий Павлович — ректор Новосибирского электротехнического института в 1956—1990 гг., 35 лет возглавлял кафедру электропривода, ставшую исследовательской базой для многих отраслей промышленности.
- Мешалкин Евгений Николаевич — действительный член Российской академии медицинских наук, Герой Социалистического Труда, лауреат Ленинской премии, заслуженный деятель науки, основатель Института патологии кровообращения.
- Минх Ирина Эдвиновна
- Митрополит Тихон — глава Новосибирской Митрополии Русской Православной Церкви с 28 декабря 2011 года.
- Мясникова Лидия Владимировна — профессор Новосибирской государственной консерватории им. М. И. Глинки, народная артистка СССР. Много лет была ведущей солисткой Новосибирского театра оперы и балета.
- Поздняков Станислав Алексеевич
- Покидченко Анна Яковлевна — артистка академического драматического театра «Красный факел». Народная артистка РСФСР, Народная артистка СССР. В 2001 году она награждена Орденом Дружбы.
- Покрышкин Александр Иванович — прославленный лётчик Великой Отечественной войны (1941—1945 гг.), трижды Герой Советского Союза, маршал авиации.
- Пономаренко Леонид Николаевич — Герой Советского Союза. В 1939 году окончил Читинскую окружную школу младших авиационных специалистов, в 1942 — курсы младших лейтенантов, участник Великой Отечественной войны. Участвовал в обороне Москвы, Сталинграда, в освобождении Ленинграда.
- Похил Юрий Николаевич — директор МУП «Горводоканал»[251].
- Репин Вадим Викторович
- Ромашко Иван Андреевич — артист-вокалист (солист) Государственного автономного учреждения культуры Новосибирской области «Новосибирский театр музыкальной комедии», народный артист РСФСР.
- Севастьянов Иван Павлович — председатель Новосибирского горисполкома (1963—1983 гг.). 3а эти годы были достигнуты заметные результаты в строительстве жилья и многих других жизненно важных объектов — построен второй мост через Обь, введены очистные сооружения, начаты газификация города и строительство метро.
- Сикорук Леонид Леонидович — директор детско-юношеского центра «Старая мельница» с 1999 года.
- Скринский Александр Николаевич — директор Института ядерной физики им. Г. И. Будкера СО РАН.
- Толоконский Виктор Александрович — январь 2000 г. — сентябрь 2010 г. — глава администрации, Губернатор Новосибирской области. С 9 сентября 2010 г. — полномочный представитель Президента Российской Федерации в Сибирском федеральном округе. С 12 мая 2014 года — и. о. губернатора Красноярского края.
- Томилов Виталий Георгиевич
- Трофимук Андрей Алексеевич — первый заместитель председателя Президиума СО АН СССР, директор Института геологии и геофизики, академик, Герой Социалистического Труда.
- Филатов Александр Павлович — первый секретарь Новосибирского обкома КПСС с 1978 по 1988 год.
- Чебанов Вениамин Карпович — ветеран Великой Отечественной войны, народный художник Российской Федерации.
- Чернобровцев Александр Сергеевич — художник-монументалист, автор многих монументальных памятников в Новосибирске, в том числе Монумента Славы.
- Шило Ростислав Александрович — заслуженный работник культуры, с 1969 года — директор Новосибирского зоопарка.
- Шилохвостов Геннадий Иванович
- Шурбин Иван Ильич — слесарь производственного объединения «Тяжстанкогидропресс», мастер-наставник ГПТУ-17, Герой Социалистического труда.
- Эйснер Владимир Эвальдович

## Туризм

### История
Зарождение и развитие туристического движения в Новосибирске относится к началу XX века.
Новониколаевский предприниматель, газетный и книгоиздатель, книгопродавец Николай Павлович Литвинов издавал «Справочник по городу Ново-Николаевску», открыл первый новониколаевский книжный магазин, организовал первую в городе справочную контору, читальню для проезжающих пассажиров, первую (1900 г.) типографию. «Электропечатня — переплётное и линовальное заведения Н. и А. Литвиновых» в Ново-Николаевске печатала также книги, брошюры, альбомы и фотооткрытки с видами города.
Подтверждено, что преподаватели Новониколаевского реального училища, открытого в 1912 году, организовали в начале XX века для учащихся поездку на Телецкое озеро. Общество изучения Сибири и её быта выпустило в 1912 году, а в 1914 переиздало «Сборник инструкций и программ для участников экскурсий в Сибирь» с целью придания планомерности исследовательской работе туристов и экскурсантов.
В начале 20-х годов XX века в Новониколаевске (Новосибирске) организовывались эпизодические экскурсии и походы. В марте 1921 года в течение 7 дней проводились экскурсии по Ново-Николаевску для частей гарнизона, подведомственных Новониколаевкой дивизии, с посещением чугунолитейного, мыловаренного заводов, завода «Труд», макаронной фабрики, мельниц и др. предприятий. Летом этого же года Закаменский (Октябрьский) райком комсомола устроил лодочный поход с агитационной целью по р. Оби до с. Мало-Криводановка.
Массовое туристическое движение развернулось в конце 1920-х годов. В феврале 1928 года по инициативе членов общества изучения Сибири и её производительных сил при правлении Общества создана комиссия для организации в Сибирском крае отделения Российского общества туристов (РОТ). В неё рекомендованы: В. А. Пупышев, Н. К. Ауэрбах, В. И. Шемелёв, М. А. Кравков, В. А. Жданов и Л. В. Ганжинский. Впоследствии В. А. Пупышев и В. И. Шемелёв внесли ощутимый вклад в разработку туристических маршрутов и участвовали в подготовке специальных изданий.

### Достопримечательности
Популярные у туристических фирм Новосибирска места показа:
- Улица Богдана Хмельницкого
- Улица Красный проспект
- Академгородок
- Центральный сибирский ботанический сад СО РАН
- Новосибирский зоопарк
- Новосибирский театр оперы и балета
- Высшие учебные заведения Новосибирска
- Дом, в котором жила Вера Афанасьевна Булгакова, главный прототип героини романа «Белая гвардия»
- Дом Яны Дягилевой

Согласно справочнику Н. П. Литвинова по Ново-Николаевску (второе издание вышло в 1912 году), город является узловым пунктом, откуда направляются с магистрали Сибирской железной дороги на многие лечебные и дачные курорты Алтая: Чемал, Тюдрала, Солоновка, Белокуриха, Чёрный Ануй, Черга, отчасти Карачи и Рахмановские ключи.

### Туристско-информационный центр
1 марта 2016 года открылся Туристско-информационный центр (ТИЦ), который предлагает туристам и жителям города обращаться за бесплатной информацией об объектах культуры, истории, туристских и природных достопримечательностях, туристских маршрутах (и другой информацией) Новосибирской области. В рамках одного из проектов ТИЦ запущен Туристический портал новосибирской области.

## Гостиницы
В городе Новосибирске функционирует более 10 четырёхзвёздочных отелей, среди них есть и не сетевые.
| Категория                                                 | Название                       |
| --------------------------------------------------------- | ------------------------------ |
| 4 из 4 звёзд · 4 из 4 звёзд · 4 из 4 звёзд · 4 из 4 звёзд | Миротель Новосибирск Гостиница |
| 4 из 4 звёзд · 4 из 4 звёзд · 4 из 4 звёзд · 4 из 4 звёзд | Маринс Парк Отель Новосибирск  |
| 3 из 3 звёзд · 3 из 3 звёзд · 3 из 3 звёзд                | Azimut Отель Сибирь            |

| Категория                                  | Название гостиницы               |
| ------------------------------------------ | -------------------------------- |
| 3 из 3 звёзд · 3 из 3 звёзд · 3 из 3 звёзд | Гостиница Центральная            |
| 3 из 3 звёзд · 3 из 3 звёзд · 3 из 3 звёзд | Золотая долина (Академгородок)   |
| 3 из 3 звёзд · 3 из 3 звёзд · 3 из 3 звёзд | Отель River Park (гостиница Обь) |

Также представлены гостиницы 5* и 4* международных операторов Hilton Hotels, Radisson, Marriott International и др.

## Новосибирск в произведениях искусства

### Живопись
Новосибирск запечатлён во многих работах новосибирских художников, о нём создали произведения Николай Грицюк («Красный проспект», 1959), Александр Силич («Квартиры на Мостовой-44», «Старый и новый Новосибирск», «Зимний городской пейзаж») и т. д.. Картины Михаила Казаковцева с изображением Новосибирска середины XX века украшают переход станции «Площадь Ленина» в Новосибирском метро.

### Музыкальные произведения
Многие песни посвятили городу новосибирские музыкальные коллективы и исполнители: группы «Коридор», «Черныш и Барселона», Аркадий Демиденко; одну из самых известных песен о Новосибирске сочинил пожарный Владислав Ленский (исполнители: Владислав Ленский, Иосиф Кобзон, Майя Кристалинская). Песню о городе написал певец Шура, родившийся в Новосибирске. У московской группы «Хадн дадн» есть песня «Новосибирск».

## Разное
- В конце 1930-х годов были закрыты все церкви на территории области, кроме единственной — Успенской кладбищенской церкви в Новосибирске.
- Семья советского и польского военачальника Рокоссовского в годы ВОВ жила в Новосибирске на улице Урицкого.
- Эстрадный артист (менталист) Вольф Мессинг жил в Новосибирске в 1943—1944 годах[260].
- Первая в России компьютерная сеть Фидо появилась в 1990 году в Новосибирске[261][262].
- 6 ноября 1992 года в Кировском районе на Затулинском жилмассиве Новосибирска на улице Петухова по инициативе А. Л. Станкова (бывший заведующий отделом пропаганды и агитации Новосибирского райкома партии) и В. А. Воронова (бывший первый заместитель мэра Новосибирска)[263] был установлен стенд с лозунгом: «Да здравствует то, благодаря чему мы — несмотря ни на что!»[264]
- 1 августа 2008 года Новосибирск стал основным наблюдательным пунктом т. н. «русского» полного солнечного затмения[265].
- Город Новосибирск занял первое место в рейтинге альтернативных столиц России, составленном специалистами медиагруппы «РосБизнесКонсалтинг» на основании результатов опроса, проведённого в конце апреля — начале июня 2012 года[266][267].
- В 2012 году Новосибирск занял 3-е место в Рейтинге качества городской среды, составленном Министерством регионального развития РФ, Российским союзом инженеров, Федеральным агентством по строительству и жилищно-коммунальному хозяйству, Федеральной службой по надзору в сфере защиты прав потребителей и благополучия человека, а также Московским государственным университетом им. М. В. Ломоносова[268].
- В Новосибирске пять паровозов-памятников: на станциях Новосибирск-Главный и Инская, возле главного корпуса Сибирского Государственного Университета Путей Сообщения, на пересечении ЖД-дороги и проспекта Димитрова и на станции «Спортивная» Малой Западно-Сибирской железной дороги[269].
- В Новосибирске улица Планировочная одновременно и параллельна, и перпендикулярна сама себе и образует перекрёсток сама с собой[270].
- В Новосибирске имеются улицы Лебедевского и Ляпидевского в непосредственной близости друг к другу, причём часть домов, относящихся к ул. Лебедевского, выходят на ул. Ляпидевского[271].
- Первый человек, ступивший на Луну, американский астронавт Нил Армстронг, специально побывал в Новосибирске, чтобы увезти с собой горсть земли от стен дома, в котором жил и работал один из пионеров космонавтики Юрий Кондратюк, автор схемы полёта космического корабля к Луне, использованной для осуществления программы «Аполлон»[272][273].
- Новосибирск — единственный город в России, который располагался в двух часовых поясах. С момента основания Новосибирск рос двумя частями по разным берегам Оби. А так как часовой меридиан проходил прямо по реке, то в городе было два времени. На левом берегу разница с Москвой составляла 3 часа, а на правом — 4. Сначала большого неудобства это не доставляло, каждая половина жила довольно обособленно. В 1955 году, когда был построен первый автомобильный мост через Обь, город стал более связанным. В 1958 году Новосибирск перешёл на единый часовой пояс[274].

## Дипломатические и консульские представительства
- Представительство МИД России;
- Австрия — сервисно-визовый центр[275];
- Армения — генеральное консульство[276];
- Беларусь — отделение посольства;
- Великобритания — визовый центр[277];
- Греция — визовый центр;
- Израиль — культурный центр;
- Испания — визовый центр;
- Италия — представительство института внешней торговли и визовый центр;
- Казахстан — уполномоченный торгового представительства;
- Канада — визовый центр[278].
- Кыргызстан — генеральное консульство;
- Литва — визовый центр;
- Мальта — визовый центр;
- Республика Корея — торговый отдел посольства;
- Таджикистан — генконсульство[279];
- Узбекистан — генконсульство;
- Франция — визовый центр, центр французского языка и культуры «Французский альянс»;
- Хорватия — консульство[280];
- Швеция — визовый центр[281];
- Япония — культурный центр «Сибирь-Хоккайдо»;

## Города-побратимы
| Страна           | Город       | Дата            |
| ---------------- | ----------- | --------------- |
| США              | Миннеаполис | 1988 или 1989   |
| США              | Сент-Пол    | 9 февраля 1989  |
| Япония           | Саппоро     | 13 июня 1990    |
| Китай            | Мяньян      | 18 августа 1994 |
| Республика Корея | Тэджон      | 22 октября 2001 |
| Болгария         | Варна       | 28 июня 2008    |
| Кыргызстан       | Ош          | 26 июня 2009    |
| Беларусь         | Минск       | 1 июня 2012     |
| Китай            | Шэньян      | 29 мая 2013     |
| Россия           | Севастополь | 27 июня 2014    |
| Армения          | Ереван      | 10 октября 2014 |
| Монголия         | Улан-Батор  | 5 октября 2015  |
| Молдова/ ПМР     | Тирасполь   | 22 июня 2016    |
| Казахстан        | Павлодар    | 12 августа 2021 |
| Мьянма           | Мандалай    | 12 декабря 2024 |

## Галерея
| - Бугринский мост, октябрь 2017 года - Жилые дома, 2018 год - Михайловская набережная, 2019 год - Новосибирское водохранилище зимой. Микрорайон ОбьГЭС, 2014 год - Нудистский пляж, неподалёку от Академгородка, 2011 год - Жилой район, 2016 год - Деревянный жилой дом (№ 11) на улице Ленина, 2016 год - Водонапорная башня на площади Маркса, 2012 год - Дворец культуры имени Горького на улице Богдана Хмельницкого, 2016 год - Музей железнодорожной техники, 2007 год - Вид на ночной Новосибирск с самолёта, 2023 год |